# 無職転生 〜異世界行ったら本気だす〜
『無職転生 〜異世界行ったら本気だす〜』（むしょくてんせい いせかいいったらほんきだす）は、理不尽な孫の手による日本のライトノベルおよびそれを原作とするメディアミックス作品。略称は「無職転生」。
小説投稿サイト「小説家になろう」でオンライン小説として2012年11月から2015年4月まで連載され、2014年1月から2022年11月までMFブックス（企画・フロンティアワークス、発行・KADOKAWA）により書籍化された。イラストはシロタカが担当した。
なろう系の代名詞、パイオニア、金字塔と呼ばれている作品。2013年10月から2019年2月まで小説家になろう累計ランキング1位を維持していた。2025年6月時点で電子版を含めたシリーズ累計発行部数は1700万部を突破している。また、KADOKAWAが発表した自社の2023年度第3四半期の売上高では、出版部門で1位を、総合で7位を記録している。
34歳無職の日本人が、中世ヨーロッパ風の異世界に転生したという設定のファンタジー小説。「小説家になろう」の主流である、異世界に転生した主人公が強大な魔力を駆使して活躍するハイ・ファンタジーの先駆者的作品で、家族を始めとした人間関係を主軸に主人公が前世のトラウマを乗り越え成長していく物語が展開される。家族や人間関係を主軸にしたのは『惑星のさみだれ』や『寄生獣』から影響を受けていることを明かしている。
コミカライズ版が『コミックフラッパー』（KADOKAWA メディアファクトリー刊）にて2014年6月号より連載中。その他にもいくつかのスピンオフ作品が連載されている。
同じく「小説家になろう」にて2015年5月から2017年9月にかけて連載された番外編「無職転生 〜蛇足編〜」が2023年6月よりMFブックスにて刊行中。本編完結後の物語が描かれている。

## あらすじ
現代日本に暮らす20年近く引きこもる34歳無職の主人公は、親が死去したのに伴い兄弟に見限られて家を追い出されてしまう。家を出た後、トラックに轢かれかけた高校生3人を助けようとして事故死してしまう。
ところが目が覚めた時、彼は赤ん坊になっていた。そして剣や魔法を目の当たりにし、異世界に転生したことに気づく。ルーデウス・グレイラットに転生した主人公は前世での後悔を振り返り、魔法を覚え、家族を大事にし、懸命に生きて、前世のトラウマを乗り越えて成長していく。
幼年期編（書籍1巻）
独自に魔術の勉強をしているうちにルーデウスの魔術師としての才能に気づいた母のゼニス・グレイラットによって魔族の魔術師ロキシー・ミグルディアが雇われる。ルーデウスを剣士にしたかった父のパウロ・グレイラットから剣術をロキシーから魔術を教わって成長していくルーデウスだったが、未だに不良たちに虐められたトラウマから外に出ることはできなかった。そんな中、遂にロキシーから卒業試験をすることを伝えられ、ルーデウスのトラウマに気づかないロキシーはルーデウスを馬に乗せて村を走る。差別の対象である魔族のロキシーが村人に受け入れられている姿を見たルーデウスはトラウマを克服し卒業試験を成功させ、ロキシーは魔術の腕を磨くために旅に出た。
ロキシーのお陰で外に出られないトラウマを克服したルーデウスは、虐められていたシルフィエットを助けて友達になる。ゼニスの妊娠中に、メイドのリーリャがパウロと浮気をして妊娠するなど家庭崩壊の危機が訪れつつも、なんとか妹のノルン・グレイラットとアイシャ・グレイラットが誕生し平和な日々を送っていた。そんなある日、魔術師としての停滞を感じたルーデウスは、シルフィエットと共にラノア魔法大学に行くための相談をパウロにする。
しかし、2人が依存関係になったことを心配するパウロはルーデウスを叩きのめし気絶させ、ルーデウスを貴族の家庭教師にしてロアの町で魔法大学の学費を稼ぐように手配する。気絶している間に決められたことながらしぶしぶ納得したルーデウスは、パウロのかつての仲間で家庭教師先の貴族に仕える剣王ギレーヌ・デドルディアに連れられて、ロアの町に向かう。
少年期編（書籍2巻 - 6巻）
ボレアス・グレイラット家の令嬢であるエリス・ボレアス・グレイラットの家庭教師になったルーデウスは、苛烈なエリスに苦戦しつつも家庭教師の仕事をこなす。しかし、10歳の誕生日の翌日にロアの町の上空の魔力が暴走し、『フィットア領転移事件』が発生。エリスと共に魔大陸に飛ばされてしまう。ルーデウスは夢に出てくる正体不明の存在ヒトガミの助言に従い、人々から怖れられている魔族の戦士ルイジェルド・スペルディアに助けてもらい、エリスとルイジェルドの3人で冒険者パーティ「デッドエンド」を結成しアスラ王国フィットア領への帰還を目指す。
一方、ロキシーもルーデウスたちが行方不明だと知ってパウロのかつての仲間であるエリナリーゼ・ドラゴンロードと厳しき大峰のタルハンドの2人と共にルーデウスたちの捜索を開始した。
道中の様々なトラブルをパウロのかつての仲間のギース・ヌーカディアや、シーローン王国第三王子ザノバ・シーローンなどに助けられ解決しながら旅を続け3年。フィットア領に到着し、ルイジェルドと別れたルーデウスとエリスは、難民キャンプでエリスの家族が全員死亡したことを知る。エリスと一緒に生きていくことを決意するルーデウスだったが、エリスは旅の途中で七大列強第二位の龍神オルステッドにルーデウスが殺されかけた時に何もできなかったことで、今の自分はルーデウスの足手まといにしかならないと修行の旅に出る。エリスが去った理由を自分に愛想をつかしたと勘違いしたルーデウスは、失意のまま行方不明の家族を探す旅にでる。
青少年期編（書籍7巻 - 12巻）
エリスとの別れから2年、未だ行方不明の母・ゼニスを探して中央大陸北部を旅していたルーデウスの下に、エリナリーゼが現れる。エリナリーゼはベガリット大陸にゼニスがいるとわかり、パウロとロキシーたちが向かったことをルーデウスに伝える。ゼニスが無事だと知って安心したルーデウスは、エリナリーゼやヒトガミの勧めでラノア魔法大学に入学することになる。
ラノア魔法大学でアスラ王国第二王女の守護術師フィッツと友達になり、フィッツの知恵を借りつつ再会したザノバやミリス教団教皇の孫クリフ・グリモル、ドルティア族の姫リニアーナ・デドルディアとプルセナ・アドルディア、魔大陸の魔王バーディガーディ、前世でトラックから助けようとした高校生の1人であるナナホシ・シズカなどの特別生たちが関わる問題を解決する。
フィッツの正体は転移事件で髪の色が変わってしまったシルフィエットだった。入学から1年ほどたっても進展しない2人をもどかしく思ったアリエル王女の後押しで、シルフィエットはルーデウスに正体を明かし結婚。家をかまえ結婚生活を送っていたが、妹のノルンとアイシャがルーデウスの元へ到着した。兄妹とはいえ同居の経験がほとんどない妹たちと、生活は上手くいかないこともあるが、家族としての関係を築いていった。
そうした平穏な日々を過ごしていたが、ベガリット大陸から「ゼニス救出困難、救援を求む」の便りが届き、ルーデウスはエリナリーゼと2人でベガリット大陸へと向かう。パウロたちと合流しルーデウスとエリナリーゼが加わった一行は、ゼニスが囚われているという迷宮を攻略を進め、迷宮の最下層で魔石に閉じ込められたゼニスを発見するが、迷宮の主の攻撃からルーデウスを庇いパウロは命を落とす。また助け出されたゼニスは全ての記憶を失っていた。失意に沈み廃人のようになったルーデウスだったが、ロキシーによって回復。エリナリーゼの後押しやシルフィエットの許しを得て、シャーリアにもどったルーデウスはロキシーを二人目の妻とする。そして長女ルーシー・グレイラットが誕生し改めてこの世界で本気で生きていくことを誓う。
青年期編（書籍13巻 - ）
魔術の研究や学校生活に子育てと順調に過ごしていたルーデウスは、ある晩にヒトガミから地下室の様子を見てほしいと頼まれた。珍しく思いながらも従うルーデウスだったが、地下室に向かう直前に過去転移魔術でやってきた未来のルーデウスだと名乗る老人が現れた。老人はルーデウスがヒトガミに騙されていたこと、このまま地下室を開けると魔石病に罹ったネズミが逃げ出しロキシーが魔石病に感染して死亡すること、さらにシルフィエットやエリスなど大切な人を全員失うことをルーデウスに伝える。魔力枯渇で内臓を失い死亡した老人の遺体を埋葬したルーデウスはヒトガミに真意を確かめるが、ヒトガミは遠い未来で龍神オルステッドと共に自分を倒すルーデウスの子孫の誕生を防ぐためにルーデウスを助言で操り、ロキシーを抹殺しようとしていたことを明かす。そして脅迫する形でルーデウスに龍神オルステッドと戦うように言う。不安を感じながらも仲間と共に自身を強化する魔導鎧を完成させ龍神オルステッドを罠にかけて戦うルーデウスだったが敗北。両手を失い死にかけ寸前のところを剣の聖地での修行を終えたエリスに助けられる。一連のやり取りでルーデウスに利用価値を見出したオルステッドはルーデウスに「自分に協力すればヒトガミから守る」と提案しルーデウスは承諾して龍神配下となった。ひとまず平穏な日々を取り戻したルーデウスはエリスと結婚し三人目の妻とする。

## 登場人物
※声優は特記がない限りはテレビアニメ版を指す。

### 主要人物
ルーデウス・グレイラット
声 - 内山夕実、杉田智和（前世） / 下野紘（ドラマCD）
- 種族：人族

本作の主人公。愛称は「ルディ」。現代日本からの転生者で、アスラ王国フィットア領ブエナ村に生まれる。
前世では高校時代の虐めが原因で34歳まで引きこもって両親の葬式にも出なかったため、兄弟に家から追い出されてしまい、直後にトラックに轢かれかけた高校生3人を助けようとして事故死した。転生後は前世で何事も中途半端に投げ出した後悔から、今度こそ真面目に生きようと決意する。
「調子に乗らない」「人のせいにしない」「努力する」を心がけて、幼少時から魔術・剣術・言語などを学び、他人と揉めることを極力避けて、何かあっても相手の立場や自分の悪かったところなどを考え一方的に悪く言うことをしないようにしている。また、前世で落ちこぼれだったことから、弱者や落ちこぼれを見捨てることを良しとせず、自分の出来る限りを尽くそうとする。努力家で温厚な人物だと思われているが、根は好色なお調子者なので空気が読めず、相手を不快にさせることもある。ほかにも内心でふざけて相手を馬鹿にしたりと、転生した時点では前世の悪いところが完全になくなったわけではないが、様々な人との出会いで成長していく。
幼少時からの魔力トレーニングとラプラス因子によって魔力総量が極めて多い。無詠唱で攻撃魔術を使用できるため、生成を制御し魔力を籠めることで低ランクの魔術でも帝級並の威力で放つことが可能。ただし、人族の肉体では魔力総量に見合った魔術を使うのには耐え切れないため、膨大な魔力総量を活かした魔術は使えない。また、無詠唱で使えるのは攻撃魔術のみで、治癒魔術などは詠唱しないと使えない。得意技は、魔力で作った石を整形し回転を加えて超高速で射出する「岩砲弾」と、水系統と土系統の混合魔術「泥沼」。剣術は闘気を纏えないことに加えて、師匠のパウロが適性のある北神流を嫌って教えなかったことと、次に師匠になったギレーヌが剣神流剣士だったため、適性に合わない剣神流を教えられて中級剣士止まりだが、11歳の時に魔界大帝キシリカによって右目を数秒先の未来が見える魔眼「予見眼」に変えて貰い上級剣士程度なら魔術なしでも勝つことができる。その実力は世界有数の実力者たちからも認められているが、そうした圧倒的強者を何人も見てきたことと前世の反省から自己評価は低い。逆に周囲からは偶然うまくいったことが作戦だと勘違いされたり過大評価される傾向がある。
言語は幼年期に覚えた「人間語」以外にもギレーヌから教わった「獣神語」ロキシーから貰った辞典で覚えた「魔神語」文法の基本が人間語に近い「闘神語」が使える。
家庭教師のロキシーから魔術を教わった後は、シルフィエットに魔術を教えていたが、ラノア魔法大学の学費を稼ぐためエリスの家庭教師になった。10歳の誕生日の翌日に起きたフィットア領転移事件で、エリスと共に魔大陸に飛ばされて、そこでスペルド族のルイジェルドに助けられた後、3人で冒険者パーティ「デッドエンド」を結成し、アスラ王国を目指す。3年かけてフィットア領に到着しルイジェルド、エリスと別れて行方不明の母・ゼニスを探すため中央大陸北部に旅立つ。
北部での捜索ではゼニスのほうから自分を見つけてもらうため冒険者として名を上げるように立ち回り2年間で「泥沼のルーデウス」と呼ばれるようになる。エリナリーゼからの報告でゼニスがベガリット大陸にいてパウロたちが向かったことを知り、自身はエリナリーゼやヒトガミの勧めでラノア魔法大学に特別生として入学する。
ねとらぼ調査隊の「無職転生」登場キャラクター人気ランキングでは5位だった。
装備
傲慢なる水竜王（アクアハーティア）
ルーデウス愛用の杖。10歳の誕生日にボレアス・グレイラット家から贈られた。
はぐれ海竜からでた拳大の水魔石と水魔術を操るエルダートゥレントの腕が材料に使われており、水魔術を5倍、土・風魔術を3倍、火魔術を2倍にする非常に強力な杖だが、膨大な魔力総量を持ち、無詠唱魔術で魔術の生成を変更できるルーデウスには、あまり意味のあるものではなく、使っても使わなくてもそんなに変わらないと言われている。
ザリフの義手
詳細は「#ザリフの義手」を参照。
魔導鎧（マジック・アーマー）
詳細は「#魔導鎧」を参照。

シルフィエット
声 - 茅野愛衣
- 種族：混血（人族1/2・長耳族1/4・獣族1/4）

ブエナ村に住むクォーターエルフの少女。愛称は「シルフィ」。一人称は幼年期は「私」だったが、男装するようになってから「ボク」になった。
緑色の短髪で線の細いボーイッシュな外見だが、性格は家庭的でおとなしく従順。髪の色が悪魔と呼ばれて恐れられている魔族「スペルド族」と同じ緑色なので、村の子どもたちにイジメられていたが、ルーデウスに助けられて友達になり、魔術を教えてもらう。
ラプラス因子を持ち、魔力総量はルーデウスに比べると、かなり少ないが一般的に見れば多い。同時に2種類の魔術を使用することもできないなど魔力制御でも劣り、攻撃魔術ではルーデウスに遠く及ばないが、ルーデウスと違って治癒系統も無詠唱で使用でき、普通の治癒術師より早く治療できる。闘気を纏うことができ、魔力付加品を装備することで聖級剣士並みの戦闘能力を持つ。
ルーデウスに好意を抱くが、共依存関係になりつつあることを互いの両親に心配されて引き離される。ルーデウスが家庭教師の仕事で村を出た後は、診療所でゼニスの手伝いをしたり、リーリャから礼儀作法を教わりながら生活していた。
フィットア領転移事件ではアスラ王宮の上空に転移。魔術を使って落下を防ぎ、着地点で偶然ながら魔物に襲われていたアリエル王女を助けた。その後、紆余曲折を経て男装してフィッツと名乗りアリエル王女の守護術師となる。第二王女派最高戦力として第一王子派の暗殺者を退け、アスラ王国を脱出しラノア魔法大学に留学するアリエルを守り抜いた。
ラノア魔法大学で冒険者として活動するルーデウスの噂を聞き、ジーナスに勧誘を促してルーデウスをラノア魔法大学に入学させる。しかし、白髪の男装姿だったためルーデウスにはシルフィエットだと気づかれなかった。
ねとらぼ調査隊の「無職転生」登場キャラクター人気ランキングでは4位だった。
コンセプトは依存的で主人公のいう事を何でも聞き、守ることで主人公の力を証明するヒロイン。
装備
初心者用の杖
小指の先ほどの大きさの魔石とヴァンパイアトゥレントの若木から作られたワンド。元々はロキシーがルーデウスの5歳の誕生日に渡したもので、シルフィエットに譲られ守護術師になった後も使い続けている。最初の杖は良い物をあげたいというロキシーのこだわりで初心者用の杖の中ではいい素材を使っている。
煩熱のマント
詳細は「#煩熱のマント」を参照。
圧倒の手袋
詳細は「#圧倒の手袋」を参照。
疾風の靴
詳細は「#疾風の靴」を参照。
ロキシー・ミグルディア
声 - 小原好美 / 広橋涼（ドラマCD）
- 種族：魔族（ミグルド族）

魔族「ミグルド族」の魔術師。外見は青髪を三つ編みにした眠たげな目の少女。人族より長命な種族なので、外見年齢は14歳だが、初登場時で既に37歳。
礼儀正しい勤勉な努力家で、吟遊詩人の詩になるほどに優秀だが、物事に時間を掛けない性質が災いして、間が悪いうえに確認不足でミスを犯すなど、ドジと評される一面を持つ。
水系統の魔術を得意とし短縮した詠唱で通常より早く魔術を使用できる。戦闘経験が豊富で近接戦の知識などもあるが、対人戦よりも魔物相手の戦いを得意としている。得意技は氷の槍を降らせる「氷槍吹雪」と、水滴を冷やし敵を凍結させる混合魔術「フロストノヴァ」。
魔大陸のミグルド族の集落に生まれるが、種族同士が意思疎通に用いる特殊能力「念話」を使えず疎外感を感じ、集落を出て冒険者になる。ラノア魔法大学でジーナスに師事した後、職を求めて放浪しルーデウスの家庭教師としてグレイラット家に雇われた。卒業試験で偶然ながらルーデウスの外に出られないトラウマを解消したことで、神のごとく崇められるようになった。故郷で疎外感を持っていたため、自分を家族のように扱ってくれたグレイラット家に対する思い入れは強い。
フィットア領転移事件にルーデウスたちが巻き込まれたのを知ってエリナリーゼ、タルハンドと共に魔大陸の捜索を行う。しかし、ヒトガミの妨害もあってルーデウスに気づかずすれ違ってしまった。魔界大帝キシリカの「万里眼」でルーデウスたちの居場所を見つけ出し、ルーデウスのいる中央大陸北部に向かうエリナリーゼと別れて、タルハンドと共にミリス神聖国のパウロと合流しゼニスのいるペガリット大陸へ向かう。
スピンオフコミック『無職転生 〜ロキシーだって本気です〜』の主人公。
ねとらぼ調査隊の「無職転生」登場キャラクター人気ランキングでは1位だった。
コンセプトは主人公の弱い部分を担当し、落ち込んでいる時に現れて助けてくれる憧れのお姉さんのようなポジションのヒロイン。
エリス・ボレアス・グレイラット
声 - 加隈亜衣
- 種族：人族

アスラ王国の上級貴族ボレアス・グレイラット家の令嬢。ウェーブのかかった真紅の髪が特徴。
「狂犬」と称されるほどの凶暴な性格で、暴力事件を繰り返して貴族学校を退学し、家庭教師も病院送りにして辞めさせる。父親のフィリップも、貴族としては生きていけないと考えて、ギレーヌに剣術（剣神流）を教えさせ、将来は冒険者にでもするしかないと思っていた。そうした性格は攻撃的な剣神流と相性がいいが、逆に受け身の水神流の技は習得できない。乱暴だが家族など大切な相手に対しては自分からは殴らない。また、納得できる説明を受ければ嫌なことでも従う素直な一面や、自分が死んでも敵の足止めになってルーデウスが勝つならそれでいいと献身的な面もある。裏表のないさっぱりした気質で、気持ちの切り替えが早く嫌なことがあっても根に持ったりはしないが、ルーデウスを傷つけた相手に対しては問題が解決しても敵意を抱き続けている。
優れた剣術の才能と不屈の闘志を持ち、師匠となったギレーヌとルイジェルドも自分以上に強くなれると太鼓判を押している。元々はそれほど強くなる気は無かったが、家庭教師に雇われたルーデウスに好意を抱き、釣り合うようになるため、ルーデウスに唯一勝てる剣術に打ち込み、一緒に戦えるだけの強さを求めるようになる。大事な人を守るのが強くなる理由のため、肩書に関してはどうでもいいと興味がない。
フィットア領転移事件でルーデウスと共に魔大陸に飛ばされて、そこで出会ったルイジェルドに魔族の戦闘法を教わりながらフィットア領を目指す。しかし、ルーデウスに任せきりで何もできない自分が足手まといになっていると思うようになり、予見眼を手に入れたルーデウスに魔術なしの勝負で負けたことや、赤竜の下顎でルーデウスが龍神オルステッドに殺されかけたことなどの出来事を得てその不安はどんどん強くなっていった。
ようやくたどり着いたフィットア領で両親と祖父の死を知り、さらにルーデウスが龍神オルステッドの使っていた乱魔の習得を始めたことから龍神オルステッドと再戦しようとしていると勘違いし、次こそ足手まといにならずルーデウスを守ろうと、ボレアスの名を捨てギレーヌと共に剣の聖地で修行することを決意、書き置きを残して剣の聖地に向かう。
スピンオフコミック『無職転生〜エリスは本気で牙を砥ぐ〜』の主人公。
ねとらぼ調査隊の「無職転生」登場キャラクター人気ランキングでは2位だった。
コンセプトは強い主人公と並び立って戦い守ろうとする意志を持ち、主人公にとって自分を守ってくれるヒロイン。
装備
無銘の剣
小振りな幅広の片刃剣。魔大陸でロインから貰った。
魔界の名工の異名を持つユリアン・ハリスコの作品で、特別な能力はないが剣の収集を趣味にしている剣神ガル・ファリオンからもいい剣だと評されている。

### ルーデウスの家族
パウロ・グレイラット
声 - 森川智之、泊明日菜（ゲーム〈少年期〉） / 竹本英史（ドラマCD）
- 種族：人族

ルーデウスの父親。ブエナ村の取りまとめ役の下級騎士。
アスラ王国の上級貴族ノトス・グレイラット家の生まれだが、厳格な父親と折り合いがつかず12歳で家を飛び出し冒険者として生活していた。しかし同じパーティだったゼニスを妊娠させたことで、安定した生活を求めて冒険者を引退。従兄弟のフィリップを頼ってフィットア領ブエナ村駐在騎士の職に就いた。
剣術の三大流派を全て上級まで習得した優秀な剣士。北神流の立ち回りと二刀流の型に水神流の防御と剣神流の攻撃が加わった剣技は理想の剣士を体現したとも評されている。一番素質のあるのは北神流で、本気で戦うと獣じみた動きになるが、北神流は嫌いで使いたくないと言っている。人に対しては柔軟で評判の悪い相手でも偏見なく接し、決断力と実行力に優れるなどリーダーとしての能力も優れた点が多いが、妻の妊娠中に浮気をするなど女性関係のだらしなさや、感情的になって周りが見えなくなったり、追いつめられて酒に逃げるなど欠点も多く人間関係では何度も失敗して後悔するのを繰り返している。父親の才能もないと評されて、ルーデウスには優秀さから多大な期待を寄せ、早いうちから一人前として扱っているが、弱いところやダメなところを理解していないためミリス神聖国ではそれが原因で喧嘩になった。天才児のアイシャも同様にラトレイア家での扱いに傷ついていることに気づかないなどちゃんと見れていないが、逆に平凡なノルンはフィットア領転移事件によって唯一側にいる家族になったこともあって非常に気にかけていた。
フィットア領転移事件では、ノルンと共にアスラ王国南部に転移。帰還後、状況を把握して「フィットア領捜索団」を結成、ノルンを連れて行方不明となった家族の捜索を開始した。しかし、一向に家族は見つからないばかりか、友人達の死亡報告やミリス貴族との対立による団員の死亡といった出来事に精神的に追い詰められてしまう。ルーデウスと再会を果たしたが、家族が行方不明になったことを知らず、楽しげに旅のことを話すルーデウスを責め立てて喧嘩になってしまう。その後、元仲間であるギースにルーデウスが飛ばされた魔大陸の過酷さと自分がルーデウスに過剰に期待していたことを指摘されて、取り返しのつかない過ちを犯してしまったと後悔。翌日、ルーデウスに謝罪しルーデウスもパウロの気持ちを理解したことで和解する。
装備
聖剣模造品
パウロの愛剣。剣柄はパウロが迷宮で見つけた聖ミリスの聖剣の模造品の物で、刀身がなかったが、仲間の重要さに気づいたその一件を忘れないために、それまで使っていた剣の柄と付け替えた。刃の部分は丁寧かつ頑強に作られた良品で手入れさえ欠かさなければ後100年は使っていけると評されている。
ゼニス・グレイラット
声 - 金元寿子
- 種族：人族

ルーデウスの母親。ジャム作りの名手。治療魔術と解毒魔術を中級まで使える治癒術師で村の診療所に務めている。
ミリス神聖国貴族のラトレイア伯爵家の次女で「ミリス令嬢の鑑」と呼ばれて特別視されていたが、成人した日に両親と喧嘩し家を出て詐欺に遭いそうなところをパウロに助けられて強引にパーティに加えられた。
明朗快活な性格で誰とでも気兼ねなく接し、お祝い事では率先してはしゃいでいる。魔族排斥派の教えを受けているはずだが、魔族に対する差別意識はなく冒険者時代にギースから料理を教わったり、ルーデウスの家庭教師に雇ったロキシーも家族のように扱い料理を教えたりしていた。
一夫一妻を教えとするミリス教徒なので、ノルンを妊娠中にパウロとリーリャが浮気をした際は激怒するが、ルーデウスの説得により2人を許した。
リーリャ・グレイラット
声 - Lynn
- 種族：人族

グレイラット家のメイド。元々は王宮に仕える近衛侍女だったが、暗殺者との戦いで足に後遺症が残り引退し、旧知のパウロに雇ってもらう。
子どもらしくないルーデウスを気持ち悪く思い距離を取っていたが、パウロと浮気して妊娠した際に助けて貰ったことで敬意を払うようになった。その後は第二夫人の立場になるが、娘のアイシャ以外にはメイドとして接している。
フィットア領転移事件ではアイシャと共にシーローン王国に転移。ロキシーをおびき寄せる人質としてパックスに捕まっていたが、助けに来たルーデウスがザノバを弟子にしたことでパックスの悪事が露見し解放された。
ノルン・グレイラット
声 - 会沢紗弥
- 種族：人族

ルーデウスの妹。母のゼニスに似た金髪が特徴。兄妹の中で唯一特別な才能のない普通の子で、そのことにコンプレックスがある。
ミリス教徒で潔癖な性格だが、フィットア領転移事件以降、自分を護りつつ行方不明になった家族を必死に探すパウロのことは信頼し慕っている。物心つく前に家庭教師の仕事でボレアス・グレイラット家に行ったルーデウスのことはほとんど知らず、ミリス神聖国でのパウロとルーデウスの喧嘩から、ルーデウスを嫌い怖がっていた。アイシャのこともラトレイア家やミリス神聖国の学校で何かと比べられて、常に下に見られて劣等感に苛まれていたことから嫌っていた。
アイシャ・グレイラット
声 - 高田憂希
- 種族：人族

ルーデウスとノルンの異母妹。パウロに似た茶髪をポニーテールにしている。あらゆることに才能を持つ天才児。母のリーリャからルーデウスに仕えるようにメイドとしての教育を受けている。
明るく振舞っているが冷めたところのある性格。ルーデウスのことは慕っているが、ノルンのことは正妻の子という立場や能力の低さを理由に、周囲がノルンばかりを優先することから嫌っていた。
フィットア領転移事件ではリーリャと共にシーローン王国に転移。ロキシーをおびき寄せる人質としてパックスに捕まっていたが、助けに来たルーデウスがザノバを弟子にしたことでパックスの悪事が露見し解放された。
レオ
声 - 大地葉
救世主と共に世界を救う「聖獣」。銀色の毛並みをした巨大な犬。2メールの大きさだが、まだ仔犬で幼いところがある。
数百年に一度だけ生まれる魔獣の一種で、獣族に伝わる伝承では、古来より聖獣が出現する時は世界の危機であり、100年かけて大人になって救世主とともに旅立ち、その強大なる力で世界を救うと伝わっている。獣族からは神として崇められていて、ドルディア族の村の奥地にある聖木と呼ばれる樹木に張られた結界の中で大人になるまで大切に育てられる。密輸組織に誘拐されて捕まっていたところをルーデウスに助けられる。

### ラノア魔法大学

#### 特別生
在籍することでラノア魔法大学の売名になるとされた生徒。高名な人物や将来的に大成しそうな人物を名前だけでも在籍させることで、学園の宣伝になるという広告塔としての意味合いが強いので、学費免除だけではなく場合によっては授業も免除されて、学園の施設を自由に使えるなど、様々な面で優遇されている。
ザノバ・シーローン
声 - 鶴岡聡
- 種族：人族

シーローン王国第三王子。面長で丸い眼鏡をかけた貧相な男性。
人形を偏愛する人形狂いで人形に関わること以外にはあまり関心がない。しかし、人形以外の芸術品の造詣も深く、必要な場面や目上に対しては礼儀正しく振る舞うなど社交性は高い。
貧弱な見た目に反し、呪いによって生まれつき怪力と頑強な体を持つ「怪力の神子」。シーローン王国の最大戦力の一つに数えられているが、力の加減に失敗し弟のジュリアスや妻の首を引き抜いて殺害した経緯から「首取り王子」と恐れられて、腫物のように扱われている。
ルーデウスが土魔術で作った人形に感銘を受け、弟のパックスに捕まっているルーデウスが人形の制作者だと知って弟子入りし、パックスの悪事を暴きルーデウスを助け出す。しかし、この一件を理由にザノバが自分に危害を加えることを恐れていた兄たちによってラノア魔法大学へ留学という形で国外追放となった。後にラノア魔法大学に入学してきたルーデウスと再会し人形作りを学ぶが、魔力が少なく無詠唱魔術も取得できず土魔術での作成ができなかったので、ジュリエットに人形作りの技術を教え込む。狂龍王カオスの作った自動人形を見つけてからは自動人形の研究に従事し、動く人形の作成とルイジェルド人形の量産販売を目標に研究を続けている。その過程でクリフと協力しザリフの義手や魔導鎧を開発した。
呪い
怪力と物理防御力
原理の分からない怪力と物理防御力を発揮する呪い。純粋な力なら鬼神マルタや龍神オルステッドすら上回り、七大列強クラスでないと物理ダメージを与えられないほど頑丈。ただし、身体に負荷をかけられないので身体を鍛えることができず、体力や敏捷性などは低い。また、魔術に対する防御力は人並みなので距離をとられて魔術を使われると弱い。
クリフ・グリモル
声 - 逢坂良太
- 種族：混血（人族3/4・小人族1/4）

ミリス教団教皇の孫。前髪で目元を隠し、祖母が小人族なため小柄で背が低いのが特徴。
自らを天才と自認して憚らない自信家で、空気が読めず喧嘩っ早いが、根は誠実で困った人を見過ごせない性格。魔族融和派のミリス教徒なので、魔族に対する差別感情は持たない。
「賢者の卵」と称される極めて優れた魔術の才能の持ち主で、攻撃魔術・治癒魔術を合わせた8系統のうち、結界以外の7系統の魔術を上級まで使える。ただし、戦闘に関してはほぼ素人でラノア魔法大学でリニアとプルセナに負けるまで、強力な魔術をいくつも使えれば強い魔術師というわけではないことを理解していなかった。エリナリーゼのために呪いの研究を始めてからは魔道具作成に才能を発揮し呪いを緩和する魔道具を作成。他にもナナホシの帰還魔術の研究やザリフの義手や魔導鎧の開発の力になっている。
ミリス教団の権力闘争に巻き込まれ両親は死んだため、5歳まで孤児院で過ごし権力闘争に勝利した祖父に引き取られた。孤児院の先輩から冒険譚を聞いて育ったことから冒険者に憧れており、教団の目を盗んで冒険者登録をした際に出会ったエリスに恋をするが、ルーデウスの話を聞き失恋した。その後、教団内の権力闘争が激化して危険を感じた祖父の手によりラノア魔法大学に留学。エリスとの一件によりルーデウスとは蟠りがあったがエリナリーゼに一目ぼれしてルーデウスの紹介で付き合うようになってからは友人となる。
リニアーナ・デドルディア
声 - ファイルーズあい
- 種族：獣族（デドルディア族）

猫系獣族「デドルディア族」の不良少女。愛称は「リニア」。語尾に「ニャ」とつける口調が特徴。
物事を深く考えず刹那的な感情で生きる迂闊な性格。二人一緒のときはプルセナよりも先に行動することが多い。戦闘では後方のプルセナのサポートを受けながら体術や魔術で敵を撹乱する。
ギレーヌの姪でドルティア族の族長筋だが、頭の悪さを憂えた族長によって、ラノア魔法大学に留学に出される。ラノア魔法大学では攻撃魔術を専攻し火魔術上級と水魔術中級に他の基礎六種も初級は使える。
ザノバとの決闘で奪ったロキシー人形を壊したことで、ルーデウスの怒りを買い倒されて、スカッとする仕返しを思いつくまで丸一日監禁された。最終的に落書きで許され解放されて、それ以来ルーデウスを「ボス」と呼ぶようになった。
プルセナ・アドルディア
声 - 田中美海
- 種族：獣族（アドルディア族）

犬系獣族「アドルディア族」の不良少女。語尾に「なの」とつける口調が特徴。
常に何かを食べている食いしん坊。迂闊なリニアを馬鹿にしているが、頭の出来は変わらない。戦闘ではリニアが敵を引きつける間に、ドルディア族の固有魔術「声の魔術」を使い敵を無力化する。
リニアと同じ、ドルティア族の族長筋だが、頭の悪さを憂えた族長によって、ラノア魔法大学に留学に出される。ラノア魔法大学では治癒魔術を専攻し治癒魔術上級と解毒魔術中級に攻撃魔術も4系統とも初級は使える。
ザノバとの決闘で奪ったロキシー人形を壊したことで、ルーデウスの怒りを買い倒されて、スカッとする仕返しを思いつくまで丸一日監禁された。最終的に落書きで許され解放されて、それ以来ルーデウスを「ボス」と呼ぶようになった。
バーディガーディ
声 - 楠大典
- 種族：魔族（不死魔族）

魔大陸ビエゴヤ地方に君臨する魔王。紫の長髪に黒い肌の筋骨隆々な巨漢で6本の腕を持つ。
常に笑っている陽気な性格で、良く言えばおおらか、悪く言えば大雑把で細かいことを気にしない。魔王の中では穏健派で、強さを追い求めることよりも友人を作って酒を飲んで共に騒ぐことを好む。
漆黒の肌は剣王並の攻撃力でないと傷つかず、爆散しても肉片が集合して難なく復活できる生命力を持つことから「不死身の魔王」と呼ばれている。その不死身の肉体と6本の腕を生かした力任せな戦法を好み戦闘能力は剣帝と互角。ただし、肉体任せで技術もなにもないので、一定以上の攻撃力を持つ相手にはまるで相手にならない。また、第二次人魔大戦で飲んだ魔眼殺しの霊薬の効果で魔眼に映らない。
婚約者の魔界大帝キシリカからルーデウスの話を聞いて興味を持ち、決闘を申し込みにラノア魔法大学までやってきた。ルーデウスの岩砲弾で爆散し負けを認めた後、特別生としてラノア魔法大学に入学した。
ナナホシ・シズカ（七星静香）
声 - 若山詩音
現代日本の女子高生。ルーデウスが前世でトラックから助けようとした3人の高校生の1人。トラックに轢かれる直前にルーデウスが転生して10年目の人の世界に召喚された。
召喚されたことでフィットア領転移事件が発生し、何もない草原で途方に暮れていたところを、異変に気づき様子を見に来た龍神オルステッドに拾われて人間語を覚えた後、世界中を旅して元の世界に戻るための手段を探す。
現実味のなく倫理観が違う不便な異世界を嫌っており、また世界の異物である自分が本来の歴史を変える影響を懸念して元の世界に戻るのに必要なこと以外は関わろうとはしない。帰還魔術の研究が上手くいかないと暴れて泣き喚いたり、抜け殻のように落ち込むなど精神面は非常に弱い。魔力を一切持たないため、魔法陣の起動は魔力結晶を使っている。
赤竜の下顎で龍神オルステッドに殺されかけたルーデウスが異世界人だと何となく察し、進言してルーデウスを生き返らせてもらう。その後、龍神オルステッドの推薦を使ってラノア魔法大学に入学。魔法大学では本名からサイレント・セブンスターという偽名を名乗っている。帰還魔術の研究を始め、後から入学したルーデウスと再会し協力関係を結ぶ。

#### 一般生徒
アリエル・アネモイ・アスラ
声 - 上田麗奈
- 種族：人族

アスラ王国第二王女。正妃の一人娘で王位継承権は3位。
綺麗な金髪を編み込んだ透き通るような美貌と、聞いていて心地よさを感じさせる美声による卓越したカリスマの持ち主で、「歴代最高の美姫」と民衆に絶大な人気を誇る。反面、性格は腹黒さや俗っぽいところがあるが、真摯に仕える相手には筋を通し報いようとする。
次期国王候補の1人で正当なアスラ王家の血を引く唯一の子だが、元々は兄たちには勝てないと王位には興味がなく享楽的な生活をしていた。しかし、フィットア領転移事件でアスラ王宮に転移してきた魔物から自分を庇って死んだ守護術師のデリックの遺言を受けて王位を目指す。この際、転移してきたシルフィエットを保護し守護術師にした。王になるための根回しを行うが、第一王子派の暗殺者に狙われ続け、ラノア王国へ留学という形でアスラ王国を脱出。ラノア魔法大学では一般生徒に交じって優秀な人材を探すため特別生の扱いを拒否し、優秀な生徒やアスラ王国に政治的な影響力を持つものを仲間に引き入れて地盤固めと戦力増強に努める。
ルーク・ノトス・グレイラット
声 - 興津和幸
- 種族：人族

アリエルの守護騎士。アスラ王国の上級貴族ノトス・グレイラット家の次男でルーデウスの従兄弟。
茶髪をオールバックにした彫りの深い顔立ちの美形で、女好きのいい加減な性格。見た目に加えて家柄と巧みな話術で女性人気は高いが、やるだけやって金に物を言わせたことも何度もあるので、一部の女性から蛇蝎の如く嫌われている。男性の本質を見抜く力はないが、逆に女性を見る目には自信があり扱いが上手いので、同僚のデリックからは一皮むければ大きく化けると評価されていた。
生まれた時から守護騎士の英才教育を受けているが、剣の腕前は剣神流中級・水神流初級の凡才で、仲間からも弱いと言われている。しかし、忠誠心は高く配下の中では最もアリエルに信頼されている。
装備
斬鉄の剣
鉄の盾を軽く切り裂く魔剣。
煩熱のマント
詳細は「#煩熱のマント」を参照。
圧倒の手袋
詳細は「#圧倒の手袋」を参照。
疾風の靴
詳細は「#疾風の靴」を参照。
フィッツ
アリエルの守護術師。ほとんどしゃべらず無詠唱魔術の使い手なので「無言のフィッツ」「沈黙の魔術師」などの異名を持つ。詳細は「#シルフィエット」を参照。
エルモア・ブルーウルフ
声 - 篠原侑
- 種族：人族

アリエルの従者。アスラ王国の中級貴族の家の出身。
クリーネ・エルロンド
声 - 佐藤はな
- 種族：人族

アリエルの従者。アスラ王国の中級貴族の家の出身。
ゴリアーデ
声 - 斉藤貴美子
- 種族：獣族

ラノア魔法大学の生徒。ゴリラに似た猿系の獣族で、肩幅が広くガタイが良い。日没後に女子寮の前を通ってはならないルールを知らなかったルーデウスが、拾った女物の下着を手にしていたのを見咎めて、他の生徒と共に取り囲んだ。そのことでルーデウスを腰抜けと馬鹿にしていたが、バーディガーディを爆散した件で実力が明らかになり非常に怯えるようになった。

#### 関係者
ジュリエット
声 - 諸星すみれ
- 種族：炭鉱族

炭鉱族の女児。親の借金が原因で奴隷商人に売られて死にかけていたところをザノバに購入された。6歳で炭鉱族の風習により名前がなかったので、ザノバの死んだ弟のジュリアスに肖ってジュリエットと名付けられた。愛称は「ジュリ」。
人形を作れないザノバに代わって人形職人になるように、ルーデウスから無詠唱土魔術を、ザノバから人形の知識をそれぞれ教わっている。扱いはザノバの妹弟子でザノバには懐いているが、ルーデウスのことはリニアとプルセナを監禁したことや、バーディガーディを爆散したことが原因で怖がっていた。
ジーナス・ハルファス
声 - 青山穣
- 種族：人族

ラノア魔法大学教頭。生え際の後退した壮年の男性。ルーデウスにラノア大学特別生の推薦状を送った。
実はロキシーの師匠だが、当時は自己顕示欲の強い性格でロキシーとは喧嘩別れになった。そのためか孫弟子にあたるルーデウスにはロキシーの師匠だとは明かさず始終敬語で対応している。
ゲオルグ
- 種族：人族

ラノア魔法大学校長。頭頂部が禿げ上がっており、カツラで隠している。
風系統の魔術を得意としているが、カツラを吹き飛ばしてしまうので風の魔術は使わない。そのため、ラノア魔法大学では風魔術を使いすぎるとハゲになるという噂が広まっている。

### 冒険者
冒険者ギルドに登録して仕事をもらう何でも屋。収入が安定しないうえに、命の危険がある危険な職業で、社会的な評価は低いが冒険譚に憧れてなる者も多い。

#### デッドエンド
フィットア領転移事件で魔大陸に飛ばされたルーデウスとエリスがルイジェルドと共に結成した冒険者パーティ。ルイジェルドがスペルド族の特徴（緑色の髪と額の宝石）を隠してデッドエンドを名乗ることで、周囲にデッドエンド（スペルド族）の名を騙っている偽物だと思わせている。
ルーデウス・グレイラット
デッドエンドの飼い主。詳細は「#ルーデウス・グレイラット」を参照。スペルド族の名誉回復の一環で人助けをすると「デッドエンドのルイジェルド」と名乗り、失敗するとルーデウスと本名を名乗っていたため、名前をルージェルドと勘違いされているほかに、ルイジェルドと兄弟、杖のような魔力付与品を使うなど、間違った噂が広まっていて、ロキシーがルーデウスに気づかずにすれ違う一因となった。
エリス・ボレアス・グレイラット
デッドエンドの狂犬。詳細は「#エリス・ボレアス・グレイラット」を参照。
ルイジェルド・スペルディア
声 - 浪川大輔
- 種族：魔族（スペルド族）

デッドエンドの異名を持つ魔族「スペルド族」の戦士。デッドエンドの番犬。
寡黙で頑固な性格。「戦士は子どもを守り、仲間を大切にするもの」という矜持を持ち、それに反するものを悪辣外道として扱う。特に子どもを傷つける相手には容赦がないが、同時に子どもには優しく面倒見がいい。
500年以上の戦闘経験を持ち戦闘能力は帝級剣士と互角。額の宝石で周囲の魔力が見えるため、乱戦や障害物の多い場所での戦いが得意。また、視線で相手の動きを誘導する魔族の戦闘法を使う。
かつては魔神ラプラスの親衛隊長だったが、ラプラス戦役中期に魔神ラプラスの作った呪いの槍を使うことをスペルド族の戦士団に強要した結果、戦士団ともども呪いの槍に精神を蝕まれてゆき、敵味方の区別が付かなくなって自分の息子も殺めてしまった。この際、息子が呪いの槍を折ったことで正気に戻って魔神ラプラスへの復讐を誓う。数年間の潜伏生活の末、魔神殺しの三英雄と魔神ラプラスの戦いに横槍を入れて一矢報いた。
その後は同族を探しつつ自分のせいで失墜したスペルド族の名誉を回復しようと、子どもを助けて悪人を見つけては殺して回っていた。しかしその行為は却って周囲の恐怖を煽ることになってしまい、子どもばかりを狙う怪物「デッドエンド（会うと死ぬ）」と呼ばれて魔物のような扱いを受けるようになった。
フィットア領転移事件で魔大陸に転移してきたルーデウスとエリスを助けて、フィットア領まで護衛に付くことを約束。そのお礼にルーデウスはスペルド族の名誉回復に協力してくれることになった。当初はルーデウスとの価値観の違いから揉めることもあったが、ノコパラに脅された際にエリスを必死に守ろうとするルーデウスの覚悟を認めて、変装を解いてスペルド族だと正体を明かし自分1人が悪者になってルーデウスたちを庇ったことでお互いに信頼関係を築いた。
3年後、フィットア領にたどり着き、ルーデウスに感謝を伝え別れて、中央大陸でスペルド族の同朋を探す。

#### 黒狼の牙
パウロとゼニスが結婚前に所属していた冒険者パーティ。一癖も二癖もある人物の集まりで、当時は何かと話題になった中央大陸で最も有名なパーティの一つだった。パウロとゼニスの結婚を機に解散するが、一方的に解散を決めた挙句に「気が合いそうだからつるんで、他に呼び方がないから仲間って呼んでただけだ。俺の中で、お前らはそれほど重くない」と仲間関係を否定し、資金を持ち逃げしたパウロを嫌っている者もいる。
パウロ・グレイラット
「黒狼の牙」のリーダー。詳細は「#パウロ・グレイラット」を参照。
ゼニス・ラトレイア
治癒術師。詳細は「#ゼニス・グレイラット」を参照。
ギレーヌ・デドルディア
声 - 豊口めぐみ
- 種族：獣族（デドルディア族）

猫系獣族「デドルディア族」の剣神流剣士。右目に眼帯をした褐色肌の筋肉質な女性。
「剣王」の称号を持ち剣神流剣士の中では4番目に強いが、文字も読めず「脳まで筋肉」と称されるほど頭が悪い。右目は魔力が見える「魔力眼」で、獣族の優れた嗅覚と聴覚と合わせて高い索敵能力を持つ。
ドルディア族の族長筋だが、子どものころは手に負えない乱暴者で旅の剣士に預けられて剣の聖地で修業した後、黒狼の牙の一員となった。
黒狼の牙解散後は1人では仕事もできず無一文になって空腹で倒れたところをサウロスとエリスに拾われてエリスの護衛と剣の師匠としてボレアス・グレイラット家に雇われる。
パーティ解散によって最も苦労したが、パウロに対しては軽蔑しつつも義理はあると解散後も交流があり、パウロの頼みでルーデウスに剣を教える代わりにエリスと共に読み書き、算術、魔術をルーデウスから教わる。
フィットア領転移事件では紛争地帯に転移。帰還する途中にフィリップとヒルダの死体を発見し敵討ちと遺体の埋葬をした。その後、フィットア領に帰還しエリスとルーデウスの2人と再会。エリスにピレモンの妾になってダリウスの下へいくように提案するアルフォンスに対してルーデウスと結婚して逃げることを提案した。最終的にルーデウスと釣り合うようになるまで離れることを決意したエリスと剣の聖地に向かう。
装備
平宗（ひらむね）
王竜王の骨からつくられた48の魔剣の一つ。不気味な赤い輝きを放つ片刃の剣。金属や霊体に対して攻撃力が大きく上昇する。
剣神七本剣の一つとして剣神ガル・ファリオンが所有し、剣王ギレーヌに譲られた。
エリナリーゼ・ドラゴンロード
声 - 田中理恵 / 桑島法子（ドラマCD）
- 種族：長耳族

金髪を縦ロールにした長耳族の女戦士。「竜道のエリナリーゼ」と呼ばれている。
「定期的に男性の精をあびないと死ぬ」という呪いに犯されているため、フリーの男性を見境なく食い漁る。近しい関係にある複数人と同時に関係を持つこともあるが、気遣いのできる性格で刃傷沙汰まで発展することはめったにない。
真空波を発生させるエストックと、衝撃を緩和させるバックラーの2つの魔力付加品を使い、攻撃力は低いが俊敏な動きで堅実な前衛を務める。ラノア魔法大学で初級水魔術を覚え、戦術に組み込んでいる。
パウロのことは「顔も見たくない」「何を言っても許さない」とメンバーで最も嫌っていて、フィットア領転移事件で行方不明になったゼニスたちを探す際もパウロには何も伝えずロキシー、タルハンドと共に魔大陸の捜索に行った。
魔界大帝キシリカによってパウロの家族の所在が分かり、ミリス神聖国のパウロに伝えに行くロキシーたちと別れて海人族の船で中央大陸北部のルーデウスのもとへ向かう。ルーデウスと合流後はパウロに会いたくなかったので推薦状が来たラノア魔法大学に入学することをルーデウスに勧め、自分もラノア魔法大学に入学。そこでクリフに告白されて、その情熱に絆される形で交際を始めた。
実はシルフィエットの祖母で面識はなかったが、一目みてシルフィエットが孫か曾孫だと気づいた。
呪い
身体に貯めた魔力を男性の精を受けることで魔力結晶へと変える
迷宮に捕らわれたことでかけられた呪い。体の中に魔力がたまり、男性の精を受けることで小さな丸い魔力結晶に変える。もし男性の精を受けなければ、魔力が肥大化しすぎて死んでしまう。クリフの作った外部から魔力を送って体内の魔力を相殺する魔道具で緩和することができる。
厳しき大峰のタルハンド
声 - 大塚芳忠 / 三宅健太（ドラマCD）
- 種族：炭鉱族

長い髭を蓄えた炭鉱族の老魔術師。酒好きの男色家。
鈍足で機敏性が皆無に近いため頑丈な鎧を着こむことで、敵の攻撃を受けながら魔術を使えるようにしている。戦闘では前衛・後衛を臨機応変に立ち回る。
エリナリーゼとはことあるごとに憎まれ口を叩き合っているが、お互い嫌っているわけではなくそこそこ仲はいい。パウロのことは嫌いで、フィットア領転移事件で行方不明になったゼニスたちを探す際もパウロには何も伝えずロキシー、エリナリーゼと共に魔大陸の捜索に行った。
魔界大帝キシリカによってパウロの家族の所在が分かり、船酔いするため海人族の船で中央大陸北部にいるルーデウスのもとへ行く役目をエリナリーゼに譲り、ロキシーと共にミリス神聖国のパウロと合流しゼニスのいるペガリット大陸に向かう。
ギース・ヌーカディア
声 - 上田燿司 / 千葉繁（ドラマCD）
- 種族：魔族（ヌカ族）

猿のような魔族「ヌカ族」のシーフ。ヌカ族最後の生き残り。ギャンブル好きで独自の「ジンクス」をいくつも持つ。
飄々とした態度で気さくに振る舞うが、エリナリーゼによるとルーデウスの前では大人ぶっているらしく、交渉に失敗して悪態をつくことも珍しくないらしい。
「なんでもできる」と自称し、情報収集、罠の解除、野宿料理、脱獄、商人との交渉、素材の選別・剥ぎ取りなど冒険者に必要な雑務を高水準で行える。ただし、剣も魔術も使えず戦闘能力は皆無で、黒狼の牙が解散した後は1人で冒険者はできず、他のパーティにも入れなかったので冒険者をほぼ廃業してギャンブラーとして生活する。
パーティ解散によって冒険者を廃業したことからパウロには一番自分を恨んでいてもおかしくないと思われているが、メンバーで唯一パウロのことを悪く言っていないため心情は不明。
フィットア領転移事件で行方不明になったパウロの家族を探し、大森林の各種族に被災者を見つけたら捜索団のもとまで送って欲しいと頼んで回っていた。ドルディア族の村に人族の子どもが捕まったと聞き、同じ牢屋に入れてもらえるように仕組みルーデウスを見つける。ルーデウスたちに同行しミリス神聖国で別れるが、パウロとルーデウスの喧嘩を知ってパウロを諭し2人を和解させる。

#### トクラブ村愚連隊
新人冒険者パーティ。それなりに腕に覚えがあるらしいが、3人がかりでもエリスに殴り倒された。
クルト
声 - 朝井彩加
- 種族：魔族

「トクラブ村愚連隊」のリーダー。角の生えた白髪の魔族の少年。
フードを被ったエリスを魔術師と勘違いしてパーティに勧誘しようするが、ルーデウスからのプレゼントのフードを破ってしまい怒ったエリスに殴り倒された。
森での依頼の途中に魔物に襲われるがルーデウスたちに助けられる。しかし、即座に助けに入らなかったことでガブリンが死亡し、ルーデウスを責めるルイジェルドに、冒険者である以上は死は覚悟しているもので、いくら強くても万一があるのに危険を冒して自分たちを助ける義理はなく、ガブリンの死は依頼の危険度を見誤った自分の責任と言ってルイジェルドを止めた。
バチロウ
声 - 野瀬育二
- 種族：魔族

「トクラブ村愚連隊」のメンバー。 ごつい体をした4本の腕を持つ魔族の少年。
ガブリン
声 - 葉山翔太
- 種族：魔族

「トクラブ村愚連隊」のメンバー。鳥のような魔族の少年。
森での依頼の途中に鎧型の魔物によって殺された。

#### ピーハンター
魔大陸リカリスの町でペット探しや害虫駆除など低ランクの依頼を専門に受ける冒険者パーティ。
ジャリル
声 - 松重慎
- 種族：魔族（ルゴニア族）

トカゲのような魔族「ルゴニア族」のペット屋。副業で冒険者をしている。
気の弱い小心者。飼い主とはぐれたペットを保護するうちに、魔が差してペットを誘拐して自作自演で見つけ出し報酬を得る悪事を働いていたが、ルーデウスたちに見つかり、スペルド族の名誉回復とデッドエンドのランク上げに協力させられる。
ヴェスケル
声 - 鳥越まあや
- 種族：魔族（スメバ族）

複眼の魔族「スメバ族」の女性。ジャリルの相棒で害虫駆除を担当する。
ロウマン
声 - 前田弘喜
- 種族：魔族

白眼のない複眼の魔族の男性。ジャリルたちがペットの誘拐をしているのを知って脅して無理矢理パーティに加わった。
ペット探しの依頼を受けたルーデウスたちにペットを監禁している場所を見つけられて拘束されるが、尋問しようとしたルーデウスを蹴ったことでルイジェルドに殺された。

#### カウンターアロー
ミルボッツ領の小さな村で魔物があふれた際に仲間や家族を失った者が集まった冒険者パーティ。
ティモシー
声 - 羽多野渉
- 種族：人族

「カウンターアロー」のリーダー。火系統を得意とする魔術師。
温厚で人当たりの良い性格。大きく稼せいだ時は周りの冒険者に奢るなど気前よく振る舞うことで他の冒険者との軋轢を避けている。
スザンヌ
声 - 小林ゆう
- 種族：人族

「カウンターアロー」の副リーダー。ドレッドヘアの女戦士。世話好きな姉御肌でパーティの実質的なまとめ役。
サラ
声 - 白石晴香
- 種族：人族

「カウンターアロー」のメンバー。冒険者では珍しい弓使いの少女。気が強く素直になれない意地っ張りな性格。闘気や魔術の存在によって弓は実用的な武器ではないが、かなりの遠距離から正確に魔物の急所を狙い、詠唱魔術よりも圧倒的に速く連射できる天才的なセンスの持ち主で冒険者として活動できている。
もともとはミルボッツ領の小さな村に住む狩人の娘だったが、魔物が森からあふれて両親を失い、魔物の討伐に来ていたティモシーとスザンヌに拾われて冒険者になった。魔物があふれた際に領主のピレモンが理由をつけて騎士団を派遣せず被害が大きくなったことや、家出など軽い気持ちで冒険者になろうとして他の冒険者に迷惑をかける貴族の子どもが多いことから貴族を嫌っている。
パトリス
声 - 山本格
- 種族：人族

「カウンターアロー」のメンバー。初級風魔術を使う魔法戦士。
ミミル
声 - 沢城千春
- 種族：人族

「カウンターアロー」のメンバー。神撃魔術が使える治癒術師。お調子者で語尾に「っす」とつける口調が特徴。

#### ステップトリーダー
魔法三大国を根城にする大型の冒険者クラン「サンダーボルト」に所属する冒険者パーティの一つ。主に迷宮探索をしながら時に討伐依頼も受ける武闘派。
ゾルダート・ヘッケラー
声 - 鳥海浩輔
- 種族：人族

「ステップトリーダー」のリーダー。剣神流上級と水神流中級を修める強力な剣士。
口が悪く喧嘩っ早いが他人の悩みに真摯に取り組むなど本質的には気のいい性格。実力がありながら人の顔色を窺うルーデウスが気に入らず、何かと突っかかっていたが、ルーデウスが「人に嫌われたくない」と本音を明かした後は、色々気にかけてルーデウスが北部でゼニスの捜索を始めてからラノア魔法大学に入学するまでの2年ほどなにかと面倒を見ていた。

#### ケイブ・ア・モンド
全員が中級以上の魔術を習得している魔術師中心の冒険者パーティ。
コンラート
声 - 山本兼平
- 種族：人族

「ケイブ・ア・モンド」のリーダー。火系統の上級を修める魔術師。口ひげを蓄えた中年男性。
ラノア魔法大学の出身で特別生への推薦状がきたルーデウスにラノア魔法大学のことを教えた。

#### リカリス愚連隊
ミグルド族の集落を出たばかりのロキシーが所属していた冒険者パーティ。リーダーのデールの死をきっかけに解散した。ロキシーが吟遊詩人の詩になったことで3人の少年が魔術師の少女をパーティに誘うことを真似する駆け出し冒険者も多い。
デール
声 - 猪股慧士
- 種族：魔族

「リカリス愚連隊」のリーダー。北神流の中級剣士。長い名前のほうがかっこいいという理由で「ハーケンディール」と名乗っている。
伝説の冒険者として世界に名をとどろかせる夢を持つ、夢見がちなお人よし。冒険者にとって無償の人助けが良くないことや、勇気と蛮勇が違うことは理解しているが、行動が伴っていないことを指摘されても聞き流している。冒険者を始めたロキシーをパーティに誘い、ロキシーにとっては兄のような存在だった。
旅の途中に落石に巻き込まれて死亡。
ブレイズ
声 - 綿貫竜之介
- 種族：魔族

豚のような魔族の戦士。口が悪く何かと悪態をついているが一本筋の通った性格。ノコパラが何か言うたびに悪態をついて喧嘩しているが、ミグルド族の集落を出たばかりのロキシーを気にかけるなど面倒見がいい。冒険者として成り上がるには腕っ節が必要と考え、危険度の高い依頼を受けようとするデールの意見に賛同はしないものの、ノコパラやロキシーのように反対もしない。
パーティ解散後も冒険者を続けていたが、魔物に殺されて死亡。
ノコパラ
声 - 斎藤寛仁
- 種族：魔族

馬のような魔族のシーフ。金に意地汚い守銭奴。安全にがっぽり稼ぐを信条としており、危険な依頼は受けようとしない。デールやブレイズとは意見が合わず、特にブレイズとは常日ごろから喧嘩をしている。
パーティ解散後は冒険者ギルドの規約に違反している者を強請って小金をせしめていた。不正行為を働いていたルーデウスたちを脅迫するが、変装を解いてスペルド族の正体を明かしたルイジェルドに怯えて失敗。その後も懲りずに同じようなことを続けている。
ロキシー・ミグルディア
詳細は「#ロキシー・ミグルディア」を参照。

#### ロード・オブ・ジャッジメント
ドラマCD書き下ろし小説『遺剣の物語』に登場。黒狼の牙が結成する以前に存在した冒険者パーティ。
トースマン
- 種族：人族

「ロード・オブ・ジャッジメント」のリーダー。サラサラの金髪と甘いマスクを持つ美形だが、体面を気にする傲慢な性格で悪名高い。
聖ミリスの聖剣が眠る遺跡に潜るが、守護者との戦いでパーティが壊滅状態となり、ガスケットを囮にして退却しようとする。パウロたちが守護者を倒したため、聖ミリスの聖剣を奪おうとするが、聖剣が模造品だったことで呆然自失となる。
ガスケット
- 種族：人族

「ロード・オブ・ジャッジメント」のメンバー。口の軽いシーフ。
聖ミリスの聖剣が眠る遺跡を見つけるが、その情報を酒場で大声で話したことから、腕はそこそこ立つが口が軽く重要な情報をすぐ他人に話すことで有名になった。聖剣の情報を漏らしたことを理由にトースマンに囮に使われるが、パウロたちの加勢で助かる。
ファットブル
- 種族：人族

「ロード・オブ・ジャッジメント」のメンバー。大盾とフルプレートの鎧を装備した巨体な戦士。
他に手段はないとガスケットを囮にするトースマンの案に賛同するが、仲間を見捨てるのは本意ではなく最終的にパウロたちに加勢した。戦闘後、聖剣を奪おうとするトースマンに愛想をつかしてパーティを抜けた。

### 空中城塞ケィオスブレイカー
甲龍王ペルギウスの住む空飛ぶ城。竜が制空権を支配する人の世界で空を飛ぶ唯一の乗り物。ラプラス戦役でペルギウスが復活させ魔神ラプラスの本拠地に乗り込むのに使われた。ラプラス戦役終結後は、いずれ復活する魔神ラプラスを探し出すため世界中の空を飛びまわっている。ラプラス因子を持つ者が門をくぐると白い粒子が散り、ラプラス因子の有無がわかるようになっている。七大列強の石碑など龍族に縁のある場所で龍が巻き付いた塔のような笛を吹くと、轟雷のクリアナイトを通じてペルギウスに伝わり、光輝のアルマンフィが空中城塞への転移用の魔道具を持って笛が吹かれた場所へ向かう。

#### 主
ペルギウス・ドーラ
声 - 小山力也
- 種族：龍族

魔神殺しの三英雄の1人にして五龍将「甲龍王」。空中城塞ケィオスブレイカーの主で12の使い魔を従える。
気難しいところがあるが性格は基本的に寛大。客人には親切で自分の邪魔にならない範囲なら頼みごとも引き受けてくれる。ただし、魔族は嫌いで空中城塞への立ち入りを拒否するなど関わろうとはしない。駆け出し冒険者だったころに何度も殺されかけた不死魔王アトーフェラトーフェを特に嫌っているが、親友だった北神カールマンの遺言で殺し合いを禁じられている。
召喚魔術と結界魔術の神級魔術師で、通常一日程度しかもたない精霊を自分が生きている限り存在させる術を開発した。戦闘では魔道具「前龍門」「後龍門」を召喚し敵を弱らせ、自身は手刀に闘気を纏わせた魔力爪で攻撃する。
ラプラス戦役では冒険者の1人として人族側に加担し、ラプラス戦役終結後は空中城塞の威容と魔神ラプラス封印の功績を称えられて新しい年号「甲龍暦」が使われるようになった。当時のアスラ王とも対等の立場で、現在でもアスラ王国では一目置かれて強い発言力と政治的な影響力を持つ。利権関係に嫌気が差してアスラ王国を離れた後は、死んだ4人の親友の仇を取るため空中城塞から世界中を監視し魔神ラプラスを復活直後に倒そうとしている。

#### 12の使い魔
甲龍王ペルギウスが従える12の臣下。初代甲龍王ドーラが残していた作り方を元にペルギウスが作り出した太古の11精霊に天族の空虚のシルヴァリルを加えた12人。精霊たちは倒されても空中城塞で復活することができる。
空虚のシルヴァリル
- 種族：天族

12の使い魔のリーダー。鳥に似た仮面を着けた天族の女性。優雅で洗練された立ち居振る舞いだが、性格は狭量で気に入らない相手には嫌味を言うことがある。ラプラス戦役でペルギウスに助けられて仕えるようになった忠臣で、12の使い魔の中で唯一精霊ではない。
光輝のアルマンフィ
声 - 河西健吾
12の使い魔の1人。狐に似た仮面を着けた精霊。光に変化して移動する能力を持つ。目的の場所に一瞬で移動することができるが、光速で動けるのは移動中のみで攻撃の際は元に戻る必要がある。実体化した状態ではそんなに速くはない。
偵察・奇襲要員で戦闘能力はそれほど高くはなく10歳時点のルーデウスでも工夫次第で勝てる。
時間のスケアコート
12の使い魔の1人。ガスマスクに似た仮面を着けた精霊。触れた対象の時間を止める能力を持つ。時間を止めれるのは魔力が持つ1か月程度。
贖罪のユルズ
12の使い魔の1人。他者の体力と健康を別の者へと移し替える能力を持つ。解毒魔術とはまったく別理論の能力で、解毒魔術で治らない病気でも、ある程度は治すことができる。
洞察のカロワンテ
12の使い魔の1人。他人の能力や隠し事を見破る能力を持つ。この能力で病人の診察などもできる。
轟雷のクリアナイト
12の使い魔の1人。地獄耳の能力を持つ。能力を使って空中城塞内部の音や龍族に縁のある場所で吹かれた笛の音をペルギウスに伝えている。
破壊のドットバース
12の使い魔の1人。
波動のトロフィモス
12の使い魔の1人。
生命のハーケンメイル
12の使い魔の1人。
大震のガロ
12の使い魔の1人。
狂気のフュリアスファイル
12の使い魔の1人。
暗黒のパルテムト
12の使い魔の1人。

### 七大列強
世界で最も強いとされる7人。第二次人魔大戦が終わったころに技神ラプラスによって定められた称号で、かつてはその名を轟かせていたが、ラプラス戦役で5位以下の下位列強が全員死亡して以来、下位列強がラプラス戦役以前よりも弱くなったことと、4位以上の上位列強の居場所が分からなくなったことで名が廃れた。現代では七大列強のことを知らない者も多いが、七大列強の書いた手紙一枚で一国の王に会えるなど一定の影響力を保持している。1位から7位まで序列がつけられているが、直接対決に勝たないと序列は入れ替わらず、複数人で戦って勝っても入れ替わりが起きるので、序列と強さは基本的に関係がない。ただし4位以上と5位以下には越えられない力の差があり、4位以上の上位列強は「人知の及ばぬ本当の化け物」とされて5位以下の下位列強とは次元の違う実力を持つ。各地に現在の七大列強を示す「七大列強の石碑」が設置されて入れ替わりが起こると自動で更新されるが、石碑に書いているのは各人を表す紋章だけなので倒した列強の称号を引き継ぐ場合などは入れ替わりに気づけないこともある。

#### 上位
序列一位『技神』ラプラス
- 種族：龍族

七大列強の設立者「技神」。長年行方不明で実在を疑われている。
史上トップクラスの技量を持つ膨大な技の使い手。第二次人魔大戦が終結したころに最強と呼ばれていた。しかし、本気で戦えば龍神オルステッドの方が強い。
正体は魂が2つに割れた魔龍王ラプラスの片割れで、記憶と魔力を失うが「神」を打倒するため誰か（オルステッド）に技術を伝える目的を覚えていたため、七大列強を作り出し技術の研鑽を続けた。
序列二位『龍神』オルステッド
声 - 津田健次郎
- 種族：龍族

世界最強の異名を持つ百代目「龍神」。銀髪に金色の三白眼で剣呑な雰囲気の男性。あらゆる生物から忌避される呪いによって、他者からは常に殺気立った「恐怖の象徴」に見える。
外見や呪いで与える印象に反して性格は温厚篤実。味方に対しては何かと気を使うなど親切で、自分を裏切ったナナホシを許す度量の大きさを持つ。一方でヒトガミの使徒に対しては容赦のない一面を見せるが、ヒトガミと全く関係のない相手なら襲われても殺さずに見逃し、使徒でも場合によっては味方に引き入れようと打診する。呪いのせいでほとんどの人間と関われないため話すのが下手で、前置きもなく話を変えたり、言葉の少なさから必要な情報を伝えきれないことがある。
人知の及ばぬ本当の化け物と評される七大列強上位の中でも特に強い戦闘能力を持ち、龍神特有の固有魔術を含めた現存する全ての技と術を神級以上の技量で使え、中央大陸の絶対強者である獰猛な赤竜の群れや、水神レイダ・リィアや甲龍王ペルギウスのような神級の剣士・魔術師さえも戦えば勝ち目がないと恐れている。本気になれば世界を滅ぼせるとされるが、初代龍神の秘術の副作用で魔力回復がきわめて遅いため本気で戦うことは滅多にできない。また、初見の敵に対しては動きや技を観察する癖があり、剣神ガル・ファリオンはこの癖が弱点かも知れないと言っている。
正体は龍の世界を支配した初代龍神の一人息子にしてヒトガミ打倒のため太古の時代から転生法で現代に送られた最強の力を持つ龍族。初代龍神によってヒトガミを倒していない状態で甲龍暦530年を迎えると甲龍暦330年まで時間を巻き戻す秘術を掛けられている。現在はできるだけ魔力の消耗を抑えてヒトガミのいる無の世界に辿り着くのに必要な五龍将の秘宝を集めることを目的に歴史を動かしている。
今までのループでは起きなかったフィットア領転移事件を調べるため現地を訪れた際に、フィットア領転移事件で人の世界に召喚されたナナホシを発見・保護する。2年ほどアスラ王国でナナホシに言語や生活習慣を教えた後、元の世界に帰すための情報を求めて、2人で世界中を旅をする。赤竜の下顎で今までのループで存在しなかったルーデウスと出会い、正体を探るうちにヒトガミの使徒になっていると判明。ルーデウスに致命傷を負わせるが、ナナホシの進言を受けて治療し生き返らせた。
ねとらぼ調査隊の「無職転生」登場キャラクター人気ランキングでは3位だった。
呪い
あらゆる生物から忌避される
自分の魔力を感じ取った相手に嫌悪か恐怖される呪い。常に殺気をまき散らしているように見え、根拠もなく無差別殺人鬼のように思われてしまう。その効果は非常に強力で呪いが効くと正常な判断力が失われルーデウスが仲間たちに呪いのことを説明してもまったく信用されなかった。龍族および転生者を含めた異世界人には影響はなく、六面世界の人間に転生した異世界人の子孫にも効かない。
秘術
甲龍暦330年から甲龍暦530年までをループする
初代龍神がヒトガミを倒すために開発した秘術。ヒトガミを倒していない状態で甲龍暦530年を迎えると途中で自分が死んでいたとしても記憶を保ったまま術が発動した甲龍暦330年まで強制的に時間を巻き戻す。時間が巻き戻るとそれまでに起きたことは無かったことになる。この秘術によって世界の理から外れているためヒトガミは龍神オルステッドが関わる未来や現在を見ることができない。持ち越せるのは記憶だけで身体を鍛えることからやり直さなければならない、術が続く限り常に魔力を消費するため魔力回復が通常の1000倍遅くなるなど欠点も大きい。

序列三位『闘神』闘神鎧
「闘神」の称号を持つ最強の鎧。膨大な魔力によって自我が芽生えた魔龍王ラプラスの最高傑作にして最狂の失敗作。
表面から発する黄金の光で魔術をほぼ無効化し、帝級の剣術でも表面しか傷つけられない強度に加えて再生能力を持ち、上位列強でも装着者がいる状態では完全に破壊することはできない。
装着者は疲れも痛みも感じず、常に最高の力をだせるが、次第に鎧に意識を乗っ取られて闘争本能の赴くままに戦い求め続け、敵味方関係なく装着者が命を落すまで戦い続ける狂戦士へと化してしまう。完全に乗っ取られると鎧が戦局を判断して、あらゆる武術を模倣し武器を錬成して千を超える奥義から状況に最適なものを放つようになる。弱点は装着者の身体を回復する機能はなく無理矢理動かしているので持久戦に弱いが、無尽蔵の体力と再生能力を持つ純血不死魔族が装着者になると弱点がなくなるうえに攻撃を受けても一瞬で再生するようになり、とてつもない強さになる。しかし、逆にいうと純血不死魔族が装着者にならないと列強上位の強さにはならない。
序列四位『魔神』ラプラス
- 種族：魔族（元龍族）

魔族を統一した「魔神」。歴史上で魔神の称号を持つ唯一の人間。
史上トップクラスの魔力総量と膨大な魔術の知識を持つ魔術師。闘気は纏えないが、魔力量に見合った強靭な肉体と優れた技術を有すので、凄まじい魔力を活かした強力な魔術を使用できる。また、何らかの手段で不死身となっているため、第三の眼で弱点を看破できるスペルド族以外は龍神オルステッドの神刀でしか倒す方法がない。その圧倒的な戦闘能力で魔大陸の魔王たちを屈服させて魔族を統一し魔神の称号を手に入れた。
正体は魂が2つに割れた魔龍王ラプラスの片割れで、記憶と龍族としての力を失うが「人」に対する憎しみを覚えていたため、人族を滅ぼすために魔族をまとめ戦争を起こす。アスラ王国とミリス神聖国以外の人族の国を滅ぼすが、アスラ王国軍と七人の英雄が率いるミリス聖騎士団や獣族たちとの総力戦に敗北。魔神殺しの三英雄とルイジェルドによって肉体を失う。戦争には負けたが人族の奴隷として扱われていた魔族に一定の権利を与えた「魔族史上最高の偉人」と魔大陸では現在でも英雄視されている。肉体を失う前に転生法によってラプラス因子をばらまき魂を未来に送っていたので甲龍暦500年頃に復活する。ヒトガミがいる無の世界に行くために必要な五龍将の秘宝を手に入れるには倒す必要があるので、皮肉なことにヒトガミ打倒の最大の障害となってしまっている。

#### 下位
序列五位『死神』ランドルフ・マリーアン
- 種族：混血（不死魔族1/8）

王竜王国最強の騎士「死神」。右目に眼帯をした骸骨のような風貌の男性。二代目北神アレックスの孫で三代目北神アレクサンダーの甥にあたる。
気さくな性格だが見た目に加えて不気味な笑い方と大将軍シャガールの子飼いの暗殺者という立場から非常に恐れられている。料理が趣味だが紫色を美味しそうな色と言うなど、料理のセンスはお世辞にも優れているとは言えない。
産まれてしばらくは北神アレックスの下で修行をしていたが、成人するころに仲違いして家を飛び出し独自に技を磨き、魔大陸で当時の七大列強五位「死神」ラクサスを倒し七大列強入りした。その後、七大列強の称号を欲する者たちと10年ほど戦うが、戦うことしかない日々に嫌気が差して故郷の王竜王国で料理を学び親戚の定食屋を継いだ。しかし、経営難で借金ばかりが増えていたところに、店を訪れたルーデウスに料理を盛大にダメ出しされて店を畳むことを決意、シャガールのスカウトを受けて王竜王国の騎士になった。
北神流帝級相当に水神流王級相当の我流の戦士。定石を持たず使えるものはすべて使って戦う。得意技は演技で敵の思考を誘導する「幻惑剣」。列強下位では最も序列が高いが、長らく戦いから離れていたため、現在は腕が衰えていて三大流派の長には遠く及ばないと七大列強で一番弱い。
序列六位『剣神』ガル・ファリオン
- 種族：人族

剣神流剣士の頂点に立つ「剣神」。剣の聖地の本道場の主で、2人の剣帝とギレーヌの師匠。
粗野で短気だが気風のいい性格。多くの剣神流剣士の例にもれず好戦的だが、無駄を嫌い合理性に基づいた効率的な行動を旨とする。しかし、強くなるのに必要なのは飽くなき欲望が持論で、合理性を身に着けて分別が付いたギレーヌを弱くなったと教育に後悔したり、合理を突き詰めれば自分は超えられるだろうが、龍神オルステッドのような「合理の外側にいる存在」には勝てないと言うなど合理を絶対視している訳でもない。読み書きはできず代筆を頼んでいる。
ほとんどの相手に先手を取って即死させられる圧倒的な剣速の遣い手。その剣は水神レイダ・リィアでも受け流すことはできず、「当代最速の男」とも称されるが、実際は速度も技術も龍神オルステッドの方が優れている。
珍しい剣の収集が趣味で、所有する魔剣を剣神七本剣と称して王級以上になった弟子に渡している。自身の愛剣は王竜王の骨からつくられた48の魔剣の一つ「喉笛」。
過去に龍神オルステッドに敗北しそれから二度と誰にも負けないと龍神オルステッドを目指して修行を続けてきた。龍神オルステッドを倒したいと剣の聖地に修行にきたエリスを気に入って直弟子にする。
序列七位『北神』アレクサンダー・カールマン・ライバック
- 種族：混血（人族3/4・不死魔族1/4）

北神流剣士の頂点に立つ「北神」の1人。二代目北神アレックスの息子で、通称「カールマン三世」。
外見は黒髪の少年で、精神面も実年齢に反して幼く、目立ちたがり屋の自信過剰な性格。父親の英雄譚に憧れて史上最高の英雄を目指しているが、人は世間に偉大であると言われて初めて偉大になると考え、英雄らしい行動を取るよりも、名声を得ることに執心し、罪のない相手でも「嫌だけど背に腹は代えられない」と殺そうとするなど「モラルの欠如した力のある子供」と評されている。
北神の象徴ともいえる魔剣「王竜剣カジャクト」の使い手で、剣の能力で重力魔術が使用でき、慣性を無視した予測のつかない動きに、斬撃の威力の強化や敵の攻撃を弾くだけではなく、敵を宙に浮かせて身動きを取れなくすることもできる。また、不死魔族の血を引くため再生速度は純血不死魔族に劣るものの傷を負っても時間をかけて再生し、帝級威力の岩砲弾を連射するガトリング砲を受けて潰されても死なない生命力と頑強な身体を持つ。最低でも500メートルの大きさのベヒーモスを難なく倒し、父親からも才能があると評されているが、「王竜剣カジャクト」の力を自分の実力だと勘違いしているほかに、不利な状況で負けると言い訳して自分の敗北を認めない、細かいことに気づかず罠を見抜けない、相手を舐めて窮地に陥るなど未熟な面が多い。
装備
王竜剣カジャクト
王竜王の骨からつくられた49本目の魔剣。重力操作の能力を持ち、剣を持てば重力魔術が使えるようになる。所有者だった二代目北神アレックス曰く「世界最強の魔剣」で、「剣を持てば、どれだけ巨大な魔物も、どれだけ俊敏な怪物も、どれだけ堅固な戦士も、相手にならない」と評すが、あまりにも強すぎるため自分の実力に疑問を持つようになってしまった。

### アスラ王国

#### 王族
グラーヴェル・ザフィン・アスラ
声 - 水中雅章
- 種族：人族

アスラ王国第一王子。側室の子で王位継承権は1位。
次期国王候補の1人で、ダリウス上級大臣やボレアス・グレイラット家など多数の有力貴族の支援を受け国王の座を狙う。カリスマ性の高いアリエルを危険視し何度も暗殺者を送りこんでいる。
ハルファウス
- 種族：人族

アスラ王国第二王子。側室の子で王位継承権は2位。
次期国王候補の1人で、エウロス・グレイラット家やゼピュロス・グレイラット家などの有力貴族の支援を受けているが、国王の器ではないと評価されて、本気で国王にしようと思っている者も少ない。
アリエル・アネモイ・アスラ
詳細は「#アリエル・アネモイ・アスラ」を参照。

#### 上級貴族

##### グレイラット家
アスラ王国の四方を守護する上級貴族の家系。四大地方領主と呼ばれるノトス、ボレアス、エウロス、ゼピュロスの四家が本家で、アスラ王国において極めて強い力を持つ。アスラ王国が戦争になったとき、真っ先に矢面に立つ存在で代々の武人が務めている。
サウロス・ボレアス・グレイラット
声 - 高岡瓶々
- 種族：人族

フィットア領の領主。ボレアス・グレイラット家の当主でエリスの祖父。
常に大声でしゃべり鉄拳制裁も辞さない厳格かつ苛烈な性格。貴族各位からも恐れられるが、孫娘のエリスに関しては甘やかし自身の言動が悪影響を与え、凶暴に育つ原因となってしまった。
ノトス・グレイラットの前当主との仲は良好で、前当主の孫にあたるルーデウスのことも身内として扱い我が子のように自慢していたが、現当主のピレモンのことは気に入らず嫌っている。
フィットア領転移事件では転移先から帰還しボレアス・グレイラット家の全財産をフィットア領復興に使おうとするが、ピレモンによってフィットア領消失の責任を理由に処刑に追い込まれて死亡。
フィリップ・ボレアス・グレイラット
声 - 小野大輔
- 種族：人族

フィットア領城塞都市ロアの町長。エリスの父親でパウロの従兄弟。
暴走しがちなサウロスや情緒不安定なヒルダを、なだめるなど落ち着いた性格だが、政治的手腕に長けた腹黒い面もある。6歳上の兄ジェイムズとボレアス・グレイラット家の次期当主の座を争って対立し敗北。王都から遠ざけるため、ロアの町長の仕事を押し付けられて息子2人を養子として取り上げられた。しかし、次期当主の座を諦めておらず機会をうかがっており、ルーデウスを擁立してジェイムズを失脚させようと考えていた。
パウロに対する評価は低いが幼少時からの付き合いで仲は良い。ゼニスを妊娠させて家と職を求めて泣きついてきたパウロに下級騎士の仕事を与えた。
フィットア領転移事件で紛争地帯に転移しスパイと疑われて死亡。ギレーヌによって敵討ちと遺体の埋葬がされた。
ヒルダ・ボレアス・グレイラット
声 - 柚木涼香
- 種族：人族

エリスの母親。権力闘争の敗者が息子を擁立して次代の権力闘争に参加するのを防ぐボレアス・グレイラット家の伝統によって息子2人が養子として取り上げられて情緒不安定な状態。
自分の息子は近くにいないのに、よその子のルーデウスが館にいるのが気に入らず嫌っていたが、ルーデウスが家族にほったらかしにされて10歳の誕生日にも来てもらえないことで同情するようになりルーデウスをエリスと結婚させて自分の息子にしようとする。
フィットア領転移事件で紛争地帯に転移しスパイと疑われて死亡。ギレーヌによって敵討ちと遺体の埋葬がされた。
エリス・ボレアス・グレイラット
詳細は「#エリス・ボレアス・グレイラット」を参照。
ジェイムズ・ボレアス・グレイラット
- 種族：人族

ボレアス・グレイラット家の次期当主。フィリップの6歳上の兄。
跡目争いにおいてフィリップに勝利して次期当主の座を手に入れるなど政治的手腕に長けているが、風聞を気にする日和見的な性格でルーデウスも「俺の好きなボレアスではない」と良く思っていない。
フィットア領転移事件では行方不明のサウロスに代わって領主になるが、保身に走るだけで被災者の捜索や保護に関して何もしなかった。そのことでパウロからは唾棄されているが、ダリウスはボレアス・グレイラット家が完全に潰されていれば他の領主がフィットア領を切り売りして復興が上手くいかなかったと主張している。
ピレモン・ノトス・グレイラット
声 - てらそままさき
- 種族：人族

ミルボッツ領の領主。ノトス・グライレット家の当主。ルークの父でパウロの弟。
権威が上の者にこびへつらう卑屈な小心者。領主の仕事も鈍腕かつ卑怯なため「クソタワケ」「姑息なネズミ」「クズ」と評判が悪く、元領民のサラに恨まれているばかりか、家臣にさえも「パウロ様が当主だったら良かった」と陰口を叩かれていた。叔父のサウロスからも非常に嫌われて仲が悪く、フィットア領転移事件でサウロスが失脚するとダリウスに焚きつけられてサウロスを処刑に追い込む。
第二王女派筆頭貴族だが自分の利益のために従っているだけで、ルークと違ってアリエルに対する忠誠心はなく、第一王子派の暗殺者から命を狙われ続けるアリエルに、アスラ王国を脱出し他国で力を蓄えるように提案するが、実際にアリエルが脱出した後はダリウスに取り入って第一王子派に寝返った。
ルーク・ノトス・グレイラット
詳細は「#ルーク・ノトス・グレイラット」を参照。
アマラント・ノトス・グレイラット
- 種族：人族

「無職転生 〜ゲームになっても本気だす〜」の「パウロ外伝」に登場。パウロとピレモンの父親。
筋が通らないことが嫌いだが、厳格なサウロスですら杓子定規過ぎると非難している。
バレンティナ・ノトス・グレイラット
- 種族：人族

「無職転生 〜ゲームになっても本気だす〜」の「パウロ外伝」に登場。パウロとピレモンの母親。
サウロスの妹だが、身体が弱く穏やかな性格。

##### その他の上級貴族
ダリウス・シルバ・ガニウス
声 - 武虎
- 種族：人族

アスラ王国上級大臣。第一王子派筆頭貴族。
汚職まみれの権力欲と色欲の権化という典型的な悪徳貴族。しかし、政治家としての能力は優秀で「現在のアスラ王はダリウスがいたからこそ、王になれたのだと言っても過言ではない」と言われ、第一王子グラーヴェルからも重用されている。フィットア領転移事件でも捜索団に資金援助を行った。

#### 北神三剣士
北神流の頂点に君臨していると自称する奇抜派の4人。全員が奇抜な技を持ち目立ちたがり屋なのが特徴。なんでもありな北神流の中でも特に手段を選ばないので同じ北神流剣士からも嫌われている。アスラ王国内で弟子を勧誘する役割を持つ。
オーベール・コルベット
- 種族：人族

奇抜派北神三剣士の1人。「北帝」の称号を持つ奇抜派最強の剣士。
頬に孔雀の刺青を入れ、虹色の上着に膝までの下履きと派手な装いに、地形や各種の道具などを利用した変則的な戦法を使う、北神流を体現したような奇抜な剣士で「孔雀剣」の異名を持つ。奇襲の達人でそのやり方は卑怯とも評されるが、真っ向勝負でも強く1人で多数の敵を相手にするのを得意としている。不利と見れば潔く撤退し、その手際は龍神オルステッドに「逃げに入ったオーベールを仕留められるはずもない」と言われるほどで、負傷し片足がとれかけた状態からでも逃げ切った。
ウィ・ター
- 種族：小人族

奇抜派北神三剣士の1人。「北王」の称号を持つ剣士。
昼は磨いた鎧と鏡を利用し日光を反射させ相手の目をくらませ、夜は黒い鎧と黒煙を出す魔道具を使い闇に紛れるなど、視界を奪う戦法を使うため「光と闇」の異名を持つ。
ナックルガード
- 種族：獣族（ミルテッド族）

奇抜派北神三剣士の1人。「北王」の称号を持つ双子の剣士。
兄・ナクルと弟・ガドのコンビネーションで相手を圧倒するため「双剣」の異名を持つ。ただし「2人で1人の一人前」で単体では王級クラスとは勝負にならない。

#### 国民
ロールズ
声 - 柳田淳一
- 種族：混血（人族1/2・長耳族1/2）

シルフィエットの父親。ブエナ村の狩人で駐在騎士のパウロと共に魔物を減らす仕事をしていた。
実はエリナリーゼの息子でパウロとエリナリーゼが仲間だったと気づいていたが、仲が悪いのを察してシルフィエットにのみそのことを教えた。
フィットア領転移事件で死亡。
ソマル
声 - 児玉卓也
- 種族：人族

ブエナ村に住む少年。緑色の髪のシルフィエットを遊び感覚でイジメていたが、ルーデウスに追い払われる。
フィットア領転移事件ではミリス神聖国に転移。奴隷にされていたが、フィットア領捜索団に助けられた。
アルフォンス
声 - 飛田展男
- 種族：人族

ボレアス・グレイラット家の執事。白髪に髭を蓄えた壮年の男性。
フィットア領転移事件では、自分の財産を使い難民キャンプを設営し、各所に手を回して人材を集め、パウロと共に「フィットア領捜索団」を組織した。フィットア領の復興のため、帰還したエリスを妾にしてダリウスに差し出し第一王子派に取り入ろうとするピレモンの申し出を受けて、ダリウスの権力でエリスをフィットア領の管理者にすることを提案し、ルーデウスとエリスが一緒になることを提案するギレーヌと口論になるが、ルーデウスの「どちらにせよ決めるのはエリス」という言葉に押し黙る。エリスの出奔後もフィットア領の開拓を続ける。
エドナ・レイルーン
声 - 仲村かおり
- 種族：人族

エリスの礼儀作法の先生。常に柔和な笑顔を浮かべた太めの中年女性。
エリスの乳母だったのでエリスも殴らずに授業を受けているが、理屈を理解させないで覚えさせようとするなど教え方は上手くはない。
トーマス
声 - 山本祥太
- 種族：人族

ボレアス・グレイラット家の執事。
ダリウスと繋がりを持ち、金に目がくらんでエリスを2人のならず者に誘拐させてダリウスに売ろうとしたが、一緒にいたルーデウスにより逃げられたうえに、ギレーヌにならず者も殺されて失敗し捕まった。
デリック・レッドバット
声 - 山下誠一郎
- 種族：人族

アリエルの守護術師。中級貴族の三男で、アスラ魔法学院を卒業した上級魔術師。
高い志を持つ切れ者で、貴族の腐敗によって停滞しているアスラ王国を憂いでいた。卓越したカリスマ性と行動力を持つアリエルが国王になり、国力発展のために尽力すれば、アスラ王国は停滞を打破して一層の発展を遂げると考え、アリエルに国王を目指すべきだと忠言していた。
フィットア領転移事件でアスラ王宮に転移してきた魔物からアリエルを守り死亡。その際にアリエルに王となってアスラ王国を良い国にしてほしいと遺言を残した。
レイダ・リィア
声 - 藤井ゆきよ（ゲーム）
- 種族：人族

水神流剣士の頂点に立つ「水神」。深い皺が刻まれた小柄な老婆。名前は女性の水神が代々継承する名で本名ではない。
おっとりした安心感を与える外見だが、口の悪い一面を持つドライな性格。剣神ガル・ファリオンやアスラ王国第一王子グラーヴェルのことさえも「坊や」と呼ぶ。元アスラ王国剣術指南役で王宮には多くの信奉者が存在する。
60歳を超えた高齢で全盛期はとっくに過ぎているが、水神流に伝わる5つの奥義の中で最も難しいとされる2つの技を組み合わせた独自の奥義「剥奪剣界」を編み出したことから30年以上も水神の名を冠し続けた。範囲内の相手の動きに反応して、前後左右上下、どこにでも斬撃を放つことができる「剥奪剣界」によって、技の範囲内なら斬撃より速く動くか防ぐかのどちらかができる人間以外は何人いても動きを止めることができる。実力は七大列強五位の死神ランドルフよりも上とされて、剣神ガル・ファリオンが相手でも三割方は勝てる七大列強下位クラスの戦闘能力を持つ。
イゾルテ・クルーエル
- 種族：人族

水神レイダ・リィアの孫娘にして愛弟子。「水王」の称号を持つ剣士。
お喋りだが柔らかな物言いの礼儀正しい性格。ミリス教徒で女性にだらしない人間には嫌悪感を表す。水神流の同門では滅多にいない才能を伸ばせる者と評価されているが、相性のいい剣神流の聖級剣士であるニナに負けるなど実力と称号が見合っていない節もある。
ヴェラ
声 - 前川涼子
- 種族：人族

フィットア領捜索団の団員。シェラの姉で、ビキニアーマーの戦士。
捜索団では戦闘以外にも心に傷を負った人のケアなども担当している。
シェラ
声 - 渡部紗弓
- 種族：人族

フィットア領捜索団の団員。ヴェラの妹で、ローブを着た治癒術師。
捜索団では戦闘以外にも経理なども担当している。

### 剣の聖地
ガル・ファリオン
詳細は「#ガル・ファリオン」を参照。
ニナ・ファリオン
- 種族：人族

剣神ガル・ファリオンの娘。剣神流の聖級剣士。首の後ろでまとめた濃紺色の髪と日焼けした浅黒い肌が特徴。
短気かつ過激な性格だが、目上に対する礼儀はわきまえている。並ぶ者のない才を持つと評される若手一番の優良株だが、当初は実戦経験不足で試合と真剣勝負の区別がついていなかった。文字は読めない。
剣の聖地に修行にきたエリスとの戦いでは鉄心入りの木刀でエリスの木刀を折るが即座に殴り倒されて敗北。そのことでエリスを嫌い剣神流にふさわしくないと喧伝していたが、エリスの想い人のルーデウスを倒して奴隷にしようとラノア魔法大学を訪れた際に、成り行きでバーディーガーディと戦うことになり手も足も出ずに敗北。さらにルーデウスがバーディーガーディを一撃で倒したことに圧倒されて帰っていった。エリスも同じくらい強くなろうとしていることを理解し、その後は心を入れ替えて修行に打ち込む。
ティモシー・ブリッツ
- 種族：人族

ニナの師匠。「剣帝」の称号を持つ剣士。ジノの父親で剣神ガル・ファリオンの義弟。
ジノ・ブリッツ
- 種族：人族

剣帝ティモシー・ブリッツの次男。剣神流の聖級剣士。
12歳で剣聖になった当時最年少の剣聖で、従姉弟のニナには及ばないものの将来はどうなるか分からないと言われるほどの才能の持ち主だが、実戦経験不足で「甘っちょろい」と評される。
剣の聖地に修行にきたエリスとの戦いではエリスの不意打ちであっさり敗北した。

### 王竜王国
ステルヴィオ・フォン・キングドラゴン
- 種族：人族

王竜王国第33代国王。くすんだ金髪に薄めの髭を蓄えた中年男性。
さえない雰囲気で王としての威厳や才覚は感じられないが、国を誇りに思っていて自分にできる精一杯をする。
シャガール・ガルガンティス
- 種族：混血（人族2/3・長耳族1/3）

王竜王国の「一の将」。通称「大将軍」。在野から優秀な人物をかき集め、富国強兵を続ける王竜王国を強国たらしめいている人物の一人。定食屋の経営に行き詰っていたランドルフをスカウトした。
ランドルフ・マリーアン
詳細は「#ランドルフ・マリーアン」を参照。

### シーローン王国
パルテン・シーローン
- 種族：人族

シーローン王国の国王。ザノバとパックスの父親。
ザノバ・シーローン
詳細は「#ザノバ・シーローン」を参照。
パックス・シーローン
声 - 福島潤
- 種族：人族

シーローン王国第七王子。ザノバの弟。
傲慢かつ下劣な性格。権力を笠に着て身勝手に振る舞うだけでなく、兵士や侍女の家族を人質にとって無理矢理従わせているので周囲から蔑まれて嫌われている。
家庭教師だったロキシーに執着しており、ロキシーを呼び寄せるための餌としてフィットア領転移事件で転移してきたリーリャとアイシャを監禁し、助けにきたルーデウスも監禁する。しかしザノバによって全ての悪事が露見し殺されてもいい人質として王竜王国へ追放された。
ジンジャー・ヨーク
声 - 村中知
- 種族：人族

シーローン王国第三王子親衛隊の騎士。騎士の中では12番目に腕が立つ。
細かな気遣いのできる性格だが、ザノバからは「些細なことで少々口うるさい」と言われている。ザノバの母親からザノバを頼まれたことからザノバに忠誠を誓っている。
パックスの持っていたロキシー人形と交換されて辞職しようとしたが、パックスに家族を人質にとられて無理矢理パックスの親衛隊をやらされていた。パックスに監禁されたルーデウスの荷物から見つけたルイジェルド人形をザノバに渡し、ルーデウスとザノバを引き合わせザノバの協力を得て、パックスを国外追放に追い込む。

### 大森林
ギュスターヴ・デドルディア
声 - 辻親八
- 種族：獣族（デドルディア族）

獣族の王族「ドルディア族」の族長。数十年前の人族との戦争にも参加した老戦士。
ギレーヌとギュエスの父親で2人の出来の悪さから次代の族長候補のリニアとプルセナをラノア魔法大学に留学に出した。
ギュエス・デドルディア
声 - 濱野大輝
- 種族：獣族（デドルディア族）

ドルディア族の戦士長。ギレーヌの兄でリニアの父親。
村の悪童だったギレーヌのことは今でも嫌っている。
ミニトーナ・デドルディア
声 - 井澤詩織
- 種族：獣族（デドルディア族）

ギュエスの次女。姉のリニアと同じで語尾に「ニャ」とつける口調が特徴。
テルセナ・アドルディア
声 - 伊藤美来
- 種族：獣族（アドルディア族）

プルセナの妹。口調は丁寧。
ラクラーナ
声 - 小市眞琴
- 種族：獣族

女戦士。聖獣の世話係で、牢屋に捉えられたルーデウスの見張りとして獣族にとって屈辱的な冷水を浴びせるなどの行動をとった。
リニアーナ・デドルディア
詳細は「#リニアーナ・デドルディア」を参照。
プルセナ・アドルディア
詳細は「#プルセナ・アドルディア」を参照。

### ミリス神聖国
ハリー・グリモル
- 種族：人族

ミリス教団の教皇。クリフの祖父で養父。
和やかな顔の白髭を蓄えた好々爺然とした外見で、包み込むような器の大きさを感じさせるが、ミリス教団の熾烈な権力争いに勝ち抜いただけあって切れ者と言われ権謀術数に長けた狡猾な面がある。
魔族迎合派のトップとして魔族排斥派と権力闘争を繰り広げている。権力闘争に巻き込まれて息子夫婦を失い、孫のクリフを権力争いから遠ざけるため一旦孤児院へと預けた。教皇に就任した際にクリフを引き取るが、記憶の神子の暗殺未遂事件の一件で教団内の権力闘争が激化しクリフがミリス神聖国にいるのは危険だと考えラノア魔法大学に留学させた。
ルブラン・マクファーレン
- 種族：人族

ミリス教団の枢機卿。教団の実質的なナンバー2で神殿騎士団の統括と教皇の補佐を務めているが、魔族排斥派のトップで教皇の失脚を狙っている。
記憶の神子
声 - 石見舞菜香
- 種族：人族

ミリス教団の魔族排斥派が祭り上げる神子。教団に召し上げられた時点で名前は捨てられている。
教団本部の中枢に軟禁状態のため運動不足でふっくらとした容姿。神殿騎士団からはアイドル扱いされて表向きは要人だが、裏向きは道具扱いされて権限どころか自由もない。
眼を合わせた相手の記憶を見る呪いを持ち、枢機卿の許可の下で教団内部の審問や、国の裁判などに使われる。この能力を独占することで魔族排斥派の発言力が強くなっているため、魔族排斥派の全てといえる価値を持つが、本人は特に魔族排斥思想はなく権力争いに興味はない。
呪い
記憶の閲覧
眼を合わせた相手の記憶の表層が見える呪い。思い浮かべていることに関連する記憶が見え、ずっと目を見続ければ、どこまでもさかのぼって見ることができる。
クリフ・グリモル
詳細は「#クリフ・グリモル」を参照。
テレーズ・ラトレイア
声 - 金元寿子
- 種族：人族

神殿騎士団「盾グループ」の中隊長。ゼニスの妹でルーデウスの叔母。
男勝りで奔放な性格。魔族排斥派のミリス教徒なので魔族は嫌いだが、ルーデウスが世話になったルイジェルドを見逃すなど融通が利き、命の恩人のエリスに礼儀を尽くすなど義理堅い面もある。神殿騎士団に入る際に母のクレアと大喧嘩したのが原因で婚期を逃したため、結婚願望が非常に強く、仲のいい男女を見ると機嫌が悪くなったり落ち込むことがある。
水神流の中級剣士で騎士としての実力は並みだが、指揮能力と事務的な能力に優れていて、記憶の神子からも「護衛はテレーズがいい」と信頼されている。
記憶の神子を護衛中に教皇派の暗殺者に襲われて、偶然居合わせたエリスの助けで記憶の神子は護りきったが、部下を死なせたことで税関管理者に左遷された。バクシールと揉めていたルーデウス達を助け渡航費を無料にする。
スカル・アッシュ（頭蓋骨の灰）
- 種族：人族

聖墳墓の守り人の隊員。髑髏を模した兜と胸に傷がある鎧を身につけた男性。
ダスト・ボックス（ゴミ箱）
- 種族：人族

聖墳墓の守り人の隊員。ゴミ箱のような兜と赤いマントを身につけた男性。
メンバーで最も判断速度の速い特攻野郎。本名は「ダスクライト・モーカイト」で、表向きは閑職に追いやられて仕事がなく遊び歩いていることになっている。
グレイブ・キーパー（墓守）
- 種族：人族

聖墳墓の守り人の隊員。「安らかに眠り給え」という文字がびっしり刻まれた兜を身につけた身長2メートルの男性。
トラッシュ・スイーパー（掃除人）
- 種族：人族

聖墳墓の守り人の隊員。竹箒のような兜を身につけた男性。
ブラック・コフィン（黒い棺）
- 種族：人族

聖墳墓の守り人の隊員。
ブリアル・ガーメント（死装束）
- 種族：人族

聖墳墓の守り人の隊員。
コルテージ・ヘッド（葬列の先導者）
- 種族：人族

聖墳墓の守り人の隊員。水神流の聖級剣士。
カーライル・ラトレイア
- 種族：人族

神殿騎士団「剣グループ」の大隊長。ゼニスとテレーズの父親。
クレア・ラトレイア
- 種族：人族

ラトレイア伯爵夫人。ゼニスとテレーズの母親。
バクシール・フォン・ヴィーザー
- 種族：人族

ミリス大陸税関所長。脂肪に覆われた豚のような男性。
魔族嫌いで有名で、ルイジェルドの渡航を認めなかったが、テレーズがガルガードの書状が本物だと認めたのでしかたなく渡航を認める。
ガルガード・ナッシュ・ヴェニク
- 種族：人族

教導騎士団の団長。数十年で教導騎士団を歴代最強といわれるまでに引き上げた立役者で、団長になってから教導騎士団の生還率は九割を超え、現在のミリス神聖国の騎士で尊敬していない者は存在しないとまで言われる。
子どものころにルイジェルドに助けられたことがあり、ミリス大陸から中央大陸に渡るルイジェルドの渡航費を無料にするよう書状を書いた。

### 魔大陸
キシリカ・キシリス
声 - 井口裕香
- 種族：魔族（不死魔族）

人魔大戦で魔族を率いた「魔界大帝」。山羊のような2本の角を生やし紫色の髪とオッドアイに青白い肌が特徴の女性。別名「魔眼の魔帝」「復活の魔帝」。
一応、魔族の偉人である筈だが、性格は自堕落かつ退廃的だと有名で、何も考えずその場の雰囲気で行動するいい加減さや、食事を忘れて何度も餓死する間抜けさから、馬鹿扱いされてぞんざいに扱われている。
戦闘能力は大したことないが、体内に隠し持った12の魔眼で、未来視、遠隔視、魔力可視、透視など、あらゆるものを見透かすことができる。また、他人の眼を魔眼に変える能力を持ち、人魔大戦では配下全てを魔眼持ちにして魔族を統べる程の力を手に入れた。それ以外に死んでも約1000年ほどで復活することができる。これらの能力で魔王より上位の存在とされているものの、実力不足なため魔界大帝止まりで魔神とは呼ばれない。
約300年前に復活したが、魔神ラプラスの存在によって影が薄くなったことと、魔族が権利を得た平和な時代になったため相手にされず、ご飯を食べさせてくれる相手に魔眼を与えながら魔大陸を放浪している。
アトーフェラトーフェ・ライバック
- 種族：魔族（不死魔族）

魔大陸ガスロー地方に君臨する魔王。太い角を額に生やし白髪赤目に青黒い肌と蝙蝠の羽を持つ女性。バーディガーディの姉。
第二次人魔大戦やラプラス戦役で猛威を振るった武闘派魔王で、強者との戦いを楽しむ好戦的な性格。魔大陸で最も恐れられているが、頭の悪い猪突猛進の単細胞なため難しい話を理解できず、キシリカでさえ「魔王の中でも随一のアホウで、まともな話などできない」と評す。自分が馬鹿だとは認めておらず、馬鹿にされるとすぐに激昂する。
非常に高い戦闘能力にどれだけ攻撃を受けても肉片が集まって再生する不死身の肉体を持つことから「不死魔王」と呼ばれている。ラプラス戦役終結後は北神カールマンから教わった北神流剣術を使うようになった。その強さは北神と互角の七大列強下位クラスで、決闘なら魔神ラプラスと北神カールマン以外に負けたことは無いが、不死魔族らしく油断しがちで何度も痛い目に合っている。勇者と魔王の戦いに憧れを持ち、決闘を行う際は一人で戦い相手を殺さないようにして実力を認めた時点で自分の負けとする。決闘で自分に勝った者に従うが、敗北した者は無理やり服従させる契約を結び親衛隊に加えてしまう。
第二次人魔大戦では魔族側の急先鋒を務めたが、知能の低さが仇となって補給路を絶たれ部下が全滅し人族に封印された。ラプラス戦役の前に魔神ラプラスによって復活。魔神ラプラスの軍門に降って人族の脅威となるが、ラプラス戦役終結後に自分を倒した北神カールマンと結婚。二代目北神アレックスを産む。
ムーア
- 種族：魔族（不死魔族1/2）

アトーフェ親衛隊の老兵士。物腰は柔らかいが、キシリカ曰く「食わせ者」で、嘘ばかりついて物事をアトーフェラトーフェのいいように運ぶ、忠誠心の高い右腕的存在。アトーフェラトーフェの奔放さに苦言を呈すこともしばしばだが、大抵は聞き入れられない。
短縮した詠唱で魔術を使う熟練の魔術師で、通常より素早い魔術の発動と豊富な戦闘経験によって対応力が極めて高い。また、不死魔族の血を引くため頭を真っ二つにされた程度ならすぐ再生する。
カリーナ
- 種族：魔族

アトーフェ親衛隊四天王の1人。黄色い鱗の爬虫類を彷彿させる魔族の女性。「風のカリーナ」と呼ばれている。
「北王」の称号を持つ剣士で、死ぬ直前がわかる優れた危機察知能力を使って小さなころから九死に一生を得えてきた。他の四天王から「四天王の中で最も頭の悪い女」と言われている。
ベネベネ
- 種族：魔族（粘族・ヘア族）

アトーフェ親衛隊四天王の1人。粘性を帯びた真っ白い毛の塊の魔族。「水のベネベネ」と呼ばれている。
北神流の聖級剣士で剣の腕前は四天王の中では下だが、粘族とヘア族の血を引くため斬撃が通用しない。しかし、その種族特性に頼りきりで他の四天王から「四天王の中で一番の愚か者」と言われている。
ペリドット
- 種族：魔族

アトーフェ親衛隊四天王の1人。火と風の魔術を操る魔法剣士。しかしなぜか「土のペリドット」と呼ばれている。
魔術と剣術の腕前は四天王随一で多人数相手の戦いにも長けている。
アルカントス
- 種族：魔族

アトーフェ親衛隊四天王の1人。「火のアルカントス」と呼ばれている。
小手調べとして強者の匂いを嗅ぎ分ける毛の長いモフモフした使い魔を放ち、相手が弱者なら使い魔が四肢を食いちぎる。
ベトーベ・トベーター
- 種族：魔族（粘族）

魔大陸ハイレース地方の迷宮「図書迷宮」に住む魔王。何十本もの触手を持った巨大なスライム。
本好きで世界中のあらゆる場所が見える魔眼「万里眼」を使って世界中の本を写本している。迷宮にある本を勝手に読んでも何もしないが、本を汚したり、破いたり、盗もうとしたりすると執念深く恨み、配下に襲わせる。
ロイン・ミグルディア
声 - 小林裕介
- 種族：魔族（ミグルド族）

ロキシーの父親。ミグルド族の村で門番を務めている。フィットア領転移事件で魔大陸に飛ばされてきたルーデウスがロキシーの弟子だと知って無銘剣と旅費を渡す。
ロカリー・ミグルディア
声 - 佐藤聡美
- 種族：魔族（ミグルド族）

ロキシーの母親。おっとりした性格。魔大陸に飛ばされたルーデウスと出会った時点で102歳。家を出たきり音沙汰のないロキシーを心配しており、フィットア領転移事件の被災者を探しに来たロキシーと再会した時は涙を流す。
ロックス・ミグルディア
声 - 加藤将之
- 種族：魔族（ミグルド族）

ミグルド族の集落の長。集落の子どもを魔物から助けてくれたルイジェルドを受け入れていた。
メイセル
- 種族：魔族（ホウガ族）

リカリスの町に住む魔族「ホウガ族」の少女。行方不明になったペットの黒豹の捜索を冒険者ギルドに依頼してルイジェルドたちに見つけてもらう。
バーディガーディ
詳細は「#バーディガーディ」を参照。

### 歴史上の人物
魔龍王ラプラス
初代龍神に仕えた初代五龍将「魔龍王」。初代五龍将で唯一生き残り、ヒトガミを倒すため、二代目龍神として術と技を研鑽し、才能ある者に技術を伝授し改良させて、それをさらに研鑽するを繰り返して発展させ、転生してくる初代龍神の息子（オルステッド）に受け渡そうとした。自分が死んだ場合に備えて転生法を用意していたが、第二次人魔大戦でヒトガミの使徒となった闘神との戦いで、闘神鎧が放つ自分の致命傷となる奥義によって魂が2つに割れて転生法が失敗し技神ラプラスと魔神ラプラスに分かれた。
「古龍の昔話」の主人公。
アルス
人魔大戦を終結させた勇者。龍族の助力を受けて魔界大帝キシリカと五大魔王を倒した史上最強の人族候補。名乗ってはいないが龍神と似たような存在とされる。
ミリス
ミリス教団の開祖。第一次人魔大戦でミリス神聖国から聖剣の一撃で魔大陸の魔王を両断し第一次人魔大戦終結に多大な貢献をした。
ネクロスラクロス
人魔大戦の時の五大魔王の1人。不死魔王アトーフェラトーフェとバーディガーディの父親。
「不死のネクロスラクロス」と呼ばれて当時の魔王の中でも頭抜けて強く最強の魔王として君臨していた。勇者アルスに敗北し死亡。
ラーゴンハーゴン
人魔大戦の時の五大魔王の1人。神級土魔術の使い手。
「地底魔王」と呼ばれて魔術で人族の手の届かない位置に要塞を作り、地底に道を作って大規模な奇襲を得意とした。勇者アルスに敗北し死亡。
ギーガー
全ての獣族の頂点に君臨する「獣神」。第一次人魔大戦終結後、増長した人族の侵略から大森林を守った獣族の英雄。
ギーガーがドルディア族だったため、ドルディア族は現在でも大森林のトップに君臨している。
アルデバラン
第二次人魔大戦の英雄と伝わる人族。闘神鎧の装着者で「黄金騎士」と呼ばれている。
歴史上では魔界大帝キシリカを倒して戦争を終結させたと伝わっているが、実際は戦争の途中で死亡しており、死後は魔龍王ラプラスがアルデバランと認識されて間違った歴史が伝わることになった。
ウルペン
魔神殺しの三英雄の1人にしてラプラス戦役当時の「龍神」。甲龍王ペルギウスの兄貴分。歴代龍神の中で最も魔力総量が少なく、最弱の龍神候補と呼ばれて龍神を名乗ることはないだろうと言われていたが、魔術の発動を阻害する「乱魔」や「龍聖闘気」など、魔力を極力使わず最小限の力で敵を追いつめる独自の龍神流を開発し、龍神の称号を勝ち取った「歴代最高の天才」の名を欲しいままにする偉大な人物。ラプラス戦役での七大列強四位で、ラプラス戦役に参加した七大列強で唯一五体満足で生き残ったが、その後に魔神ラプラスを倒した決戦魔術の影響で亡くなった。
カールマン・ライバック
魔神殺しの三英雄の1人にして初代「北神」。三英雄の中では特に目立つエピソードが伝わっていないため息子の二代目北神アレックスが有名になるまで知名度は低かったが、縁の下の力持ちとして仲間たちを何度も助け甲龍王ペルギウスからは尊敬されている。ラプラス戦役終結後、敵だった不死魔王アトーフェラトーフェと結婚し、親友の甲龍王ペルギウスと互いに殺し合いを禁ずる盟約を結ばせた。
ガウニス・フリーアン・アスラ
約400年前のアスラ王国の国王。ラプラス軍との戦争で2人の兄と国王である父が死んでしまったため、王に即位し友人だった七人の英雄に魔神ラプラスを倒す術を手に入れてくれと頼み込み、魔神ラプラスが封印されるまでラプラス軍からアスラ王国を防衛することに成功。ラプラス戦役終結後はボロボロになったアスラ王国をまとめあげた偉大な王と伝えられている。
しかし、実際は勉強も武術もできない臆病な凡才で、いつも逃げまわり、優秀な2人の兄と比べられ、誰にも期待されない苛立ちから酒場で飲んだくれて傭兵や冒険者に愚痴を吐き喧嘩し酒場の娘に色目を使うような人物だった。
欠点は多かったが「人を活かし成長させる力」を持っていたため、周囲が力を貸しアスラ王国を平定し、甲龍王ペルギウスたちからは王として最も重要な要素を持つ「真の王」と認められていた。しかし、本人の思い描く「理想の王」は別にあり「誰もが命を懸けるに値するものこそ、理想の王」だと常々語っていた。
レイダル
初代「水神」。カウンターを得意とする神級剣士にして神級水魔術を扱う神級魔術師で海を凍らせて足場を作り海竜王を倒した。
5つの奥義を編み出し歴代水神の中で唯一5つの奥義をすべて使えた。その偉大な初代に倣って水神を襲名するためには奥義を三つ以上習得し男性ならレイダル、女性ならレイダ・リィアを名乗る掟ができた。

### その他の人物
ヒトガミ
声 - くじら
「人神」を名乗る正体不明の存在。人神は現代の神級たちが名乗る称号と同じもので人の世界の神という訳ではない。強力な未来視と遠隔視の力を持ち、人とされる種族の夢に現れてお告げを下し自分の都合のいいように世界を操る。
のっぺりとした白い顔で特徴を認識するとすぐに抜けていって覚えることができずモザイクがかかった様な印象を与える。口調も軽薄な詐欺師そのもので胡散臭いことこの上ないが、他者から信頼される呪いを持ち、呪いの通じる相手だと神聖なる気配と神々しさを感じ、自分のことを慮り懇切丁寧に道を示してると勘違いさせる。
性格は陰険悪辣かつ自己中心的な愉快犯。他人を利用し最後に裏切って破滅させることを楽しむ醜悪なエゴイストで、平然と嘘をついて人を陥れる卑劣さに加えて、自分に騙された相手を嘲笑する下劣さ、人に恨まれる覚えはないと嘯く厚顔無恥さ、失敗すると他人に責任転嫁する器の小ささ、思い通りにならないと喚き散らす幼稚ともいえる身勝手さで、人格に関しては誰もが酷評している。
未来視によって自分の遠い未来の詳細と、時間の転換点を境に3人の未来の詳細が分かるが、その力に頼り切っているため予測は不得手。
アレックス・カールマン・ライバック
- 種族：混血（不死魔族1/2・人族1/2）

北神流剣士の頂点に立つ「北神」の1人。初代北神カールマンと不死魔王アトーフェラトーフェの息子で通称「カールマン二世」。
王竜山脈を支配した巨竜・王竜王カジャクトやベガリット大陸で暴れまわる大ベヒーモスを倒すなど、各地で数々の武功を打ちたて七大列強七位にまでなった「大英雄」と称される。その活躍は吟遊詩人や小説家に物語にされて「北神英雄譚」という名で世界各地で語られている。しかし、本人は北神の名を有名にするために、世界を旅してそれらしい事件に首を突っ込み結果的にいい方向になっただけと否定的で、魔神殺しの三英雄を真の英雄と尊敬している。
100年ほど前まで「最強の剣士」と呼ばれていたが、魔剣「王竜剣カジャクト」の力があまりにも強力だったため、自分の実力に疑問を持ち、「王竜剣カジャクト」を息子の北神アレクサンダーに渡し、剣以外の武器での戦闘を研究を始め、自身は棒術を使うようになった。
「王竜王討伐 - 最終章にして序章 -」の主人公。
マルタ
- 種族：鬼族

鬼族の首領である「鬼神」。魔神語では一人称は「我輩」で威厳のある言葉使いだが、人間語では一人称は「おで」で訛った片言しか話せない。
暴れだしたら見境のない乱暴者だが、非戦闘員は襲わない心優しい性格。
ビタ
- 種族：魔族（粘族）

青いスライムの魔族「粘族」の自称「冥王」。 寄生した相手に幻覚を見せる呪いを持つ神子で、天大陸の迷宮「地獄」の守護者に寄生している。
呪い
寄生した相手に幻覚を見せる。
体内に寄生した相手に幻覚を見せる呪い。幻覚を見せることで相手を昏睡状態にして操る。
ガルス・クリーナー
声 - 竹内栄治
- 種族：人族

密輸組織の一員。北神流の聖級剣士。
奇策を使わない多人数相手の戦いになれた実戦派で、密輸組織では最も強く「掃除屋（クリーナー）」の異名を持つ。
聖獣の誘拐という危険な計画を進める組織に見切りをつけて、ウェンポートで出会ったルーデウスに、ルイジェルドの密航に協力する代わりに密輸品の開放を頼み、その隙に自身の手勢とともに大森林で獣族を攫うことで仲間の足を引っ張り自分だけが利益を得る計画を立てる。大森林に向かい獣族を攫おうとするもルーデウスとギースが村にいたこともあり失敗し捕縛された。
ブラッディーカント
- 種族：人族

世界を旅する冒険家の魔術師。世界を見て回り、世界各国の名前と特徴が載ったガイド本「世界を歩く」を出版した。
魔大陸を1人で旅できるほどの実力者（成長したロキシーでも魔大陸の1人旅は避けている）。ミグルド族の集落を訪れた際に子どもだったロキシーに魔術を教えた。

## 用語

### 世界観
六面世界
舞台となる異世界。六面体の形をしており、各面が人族の住む「人の世界」・魔族の住む「魔の世界」・龍族の住む「龍の世界」・獣族の住む「獣の世界」・海族の住む「海の世界」・天族の住む「天の世界」の6つの世界に中央の空洞部「無の世界」で構成されていた。人界以外の5つの世界は滅びた。
人の世界
六面世界で唯一残った世界。もともと人族が住む世界だったが、崩壊した世界から様々な種族が逃げ込み6つの世界を統合したような世界となった。人を始めとしたありとあらゆるものが魔力を持ち様々な影響を与えている。
無の世界
六面世界の内側中心部。何も無い真っ白な空間で、別の世界に移動する際や、召喚・転移魔術の通り道に使われる。

魔力
六面世界に充満する力。六面世界のあらゆる存在が持ち、魔術のエネルギー源になるだけではなく、人や物が特殊な能力を身に着ける、動物や植物を魔物に変える、土地に異常な気象を起こすなど様々な影響を与えている。
世界の総魔力量はエネルギー保存の法則に従って均衡を保つ性質があり、何らかの理由で魔力が大きく減少し帳尻が合わなくなると、世界が不足分を補填するために物や生物を吸い上げ魔力に変換して調整を行う。
甲龍暦
作中で使われている暦。魔神ラプラスを倒しラプラス戦役終結に貢献した魔神殺しの三英雄の1人である甲龍王ペルギウスを讃えて使われるようになった。物語開始時点で甲龍暦407年。

### 歴史・事件
人魔大戦
約6000 - 7000年前の人族と魔族の戦争。魔界大帝キシリカ・キシリスと五大魔王が魔族を率いて人族に戦いを挑んだ。
激戦状態と小康状態を繰り返しながら約1000年も続き、最終的に勇者アルスが五大魔王と魔界大帝キシリカを倒して終わらせた。敗北した魔族は人族の奴隷として扱われるようになった。
第二次人魔大戦
約5000 - 4200年前の人族と魔族の戦争。復活した魔界大帝キシリカ・キシリスを筆頭に魔族たちが獣族と海族を味方に引き入れ人族を相手に戦争を仕掛けるが、ヒトガミが魔龍王ラプラスを殺すために魔族を利用し暗躍していた。
ヒトガミの助言を受けた魔族軍によって追い詰められた人族だったが、約800年も敗北宣言をせずに戦いつづけ、魔龍王ラプラスが魔族の軍勢や有力者をたった1人で倒し魔族軍を壊滅状態にしたことで人族は戦線を立て直す。最終的に魔龍王ラプラスが闘神鎧との戦いで自身の致命傷となる奥義を受けて死亡。奥義の影響で魔龍王ラプラスが転生法に使うはずの魔力が暴走し、巨大陸は中央大陸と魔大陸に分断され戦争は終結した。空いた穴はリングス海となった。戦後、転移魔術は禁術となった。
ラプラス戦役
約500 - 400年前の人族と魔族の戦争。魔大陸の魔族をまとめた魔神ラプラスが海族と獣族を味方に引き入れて人族に戦争を仕掛ける。中央大陸の山に赤竜を放ち、山を通行不能にして人族を分断させ北部と南部を制圧したことで人族はそれまでの戦争と比べものにならないほど苦しい戦いを強いられた。たった100年の間にアスラ王国とミリス神聖国以外の国が亡び人族は追い詰められたが、七人の英雄の説得によって海族と獣族を人族側に引き入れて最後の総力戦を挑む。魔神ラプラスは倒したものの、疲弊した人族は戦争を続けることができず、魔大陸に残っていた穏健派の魔王と魔大陸の封鎖の解除と魔族への差別を禁止する条約を結び戦争を終結させた。
フィットア領転移事件
甲龍暦417年にアスラ王国フィットア領で発生した魔力災害。
フィットア領の城塞都市ロアから発生した光に広範囲の人や物が飲み込まれて消失、フィットア領は人工物や樹木が全て失われた草原地帯となった。消失から1日ほどで世界各地に消えた人々が出現したが、空中や海中に転移し即死した者、紛争地帯や魔大陸など危険な土地に転移し死亡した者など、多くの人命が失われた。
原因はナナホシを六面世界へ召喚するために、必要となる魔力を世界が周囲から収奪したために起きた。消失した人・物は無生物から順に魔力として消費されて、余った分が世界に放出された。

### 大陸・国家
中央大陸
人の世界で最も大きな大陸。赤竜山脈によって、北方大地と呼ばれる雪に覆われた貧しく過酷な北部・アスラ王国が支配する豊かな西部・南は王竜王国が支配し北には紛争地帯が広がる南部の3つの区域に分断されている。元々は魔大陸とは地続きで巨大陸と呼ばれていたが第二次人魔大戦で別れた。公用語は人間語。
アスラ王国
中央大陸西部全土を支配する世界一の大国。水源が多く肥沃な大地によって食べ物は豊富に実り、魔物も少数で弱いため、楽に生きていける活気にあふれた世界で最も豊かな国。しかし、貴族がいくら税を取っても民衆が餓えないため、大きな反乱や内乱が起きず、赤竜山脈の存在によって他国から攻められる可能性も低いことから貴族の腐敗が進み、権力争いによる足の引っ張り合いが原因で、有事の際でも対策が取れない、国の発展が阻害され停滞しているなどの問題を抱えている。また、危険地帯や魔物が少ないうえに小さな村にも騎士が派遣されて定期的に騎士団が魔物を駆除するため冒険者にとっては仕事がなく暮らしにくい。
四大地方領主と呼ばれるノトス・ボレアス・エウロス・ゼピュロスの4つのグレイラット家が、王都の四方を守護している。貨幣はアスラ金貨（10万円相当）・アスラ銀貨（1万円相当）・アスラ大銅貨（1000円相当）・アスラ銅貨（100円相当）で、価値と信頼度が高いため中央大陸なら大抵の国で使える。
王領
アスラ王国西の王族が治める領域。
王都アルス
アスラ王国の王都。人魔大戦を勝利に導いた勇者の名を冠した人族最古にして世界最大の都。丘の上に建てられた王城シルバーパレスを要塞のような分厚い城壁が囲み、その周りに上級貴族の屋敷が並び、それらをさらに城壁が囲んでいる。そこからは普通の町並みが広がって、ある一定区間ごとに城壁で囲われているが、騎士団が魔物などを排除するため城壁は5つを数えた所で存在しなくなり、巨大な闘技場、聖ミリス教団の美しい神殿、街中に張り巡らされた水道橋、世界最大の商社の本部、水神流宗家の道場、劇場が立ち並ぶ歌劇街、ラプラス戦役の勝利を記念して作られた門など雑多な町並みが地平線の先まで続いている。
フィットア領
アスラ王国北東のボレアス・グレイラット家の治める領土。香水の名産地で香水の原料になるパティルスの花とパンの原料になるアスラン麦を栽培し、領主の住む城塞都市ロア以外には黄金色の麦畑が一面に広がる。フィットア領転移事件で全域が消滅した。
ロア
フィットア領で最も大きな町。町長はフィリップ・ボレアス・グレイラット。
城壁が街を囲む「城塞都市」で、ラプラス戦役では最終防衛ラインとして機能していた由緒ある町だが、王都の貴族には野卑な冒険者の多い僻地と言われている。
ブエナ村
フィットア領の農村。見渡す限り畑の田園地帯で30世帯余りが農業をして暮らしている。ルーデウスの生まれ故郷でパウロが駐在騎士として派遣されていた。
ミルボッツ領
アスラ王国東のノトス・グレイラット家の治める領土。巨大な醸造所がある酒の名産地。アスラ王国で日常的に飲まれるのは麦酒だが、お祝いごとの際に飲まれるワインはほとんどミルボッツ領で作られている。
ドナーティ領
アスラ王国北西のゼピュロス・グレイラット家の治める領土。砂糖や毛糸の名産地。北の冒険者や傭兵に向けた武具の輸出なども行われている。
ウィシル領
アスラ王国南のエウロス・グレイラット家の治める領土。特筆した名産品は無いが、南からくる商人の出入り口であるため流通が盛んである。

魔法三大国
中央大陸北部西側に位置するラノア王国・ネリス公国・バシェラント公国の3つの国からなる同盟。魔術を発展させることで貧しい北部において国を栄えさせ、三国の力を総合すれば、世界で4番目の国力を秘めているとされる。世界各国から優秀な人材を集め、出資を惜しまずに魔術に関する研究を進めている。

ラノア王国
魔法三大国の同盟主国にして北部最大の国。魔法三大国の中でも魔術教育が盛んで何人もの優秀な魔術師を輩出している。
シャリーア
ラノア王国北端にある魔法都市。ネリス公国とバシェラント公国との国境線ギリギリに存在する魔法三大国の中枢で、ラノア魔法大学、ネリス魔道具工房、魔術ギルドなど魔術に関するありとあらゆるものが凝縮されて詰め込まれている。最新式の耐魔レンガで組まれた魔術ギルド本部を中心に、東にはラノア魔法大学を中心とした学生街。西にはネリス魔道具工房を中心とした工房街。北には商業ギルドを中心とした商業街。南には外から来る者や冒険者を迎え入れる宿場街がある。魔法三大国と魔術ギルドが合同で管理しているため領主が存在しない。
ネリス公国
魔法三大国の一つ。魔道具の制作に長けている。
バシェラント公国
魔法三大国の一つ。魔術の研究に長けている。西部から北部に入って最初に訪れる国で、アスラ王国に輸出される魔道具が国益の大半を占めている。

剣の聖地
中央大陸最北西端の岬にある剣神流本拠地。初代剣神が流派を起こし、晩年には弟子たちに剣を教えた場所で、剣士なら誰もが一度は訪れるべき場所とされる。
年中雪に覆われた、過酷な土地だが町人のほとんどは剣神流剣士で速く動けるように薄着でいる。また、剣術以外の技術は不要とされて町人の9割は文字も読めない。
ビヘイリル王国
中央大陸北部東端にある小国。山・海・森に囲まれて3つの大きな都市を有す。隣国と同程度の戦力に対して国土は隣国の2倍で戦力が足りていないが、建国して間もないころに海魚族の侵略を受けていた鬼ヶ島の鬼族を、この国の王子をリーダーとした冒険者パーティが救い、恩義を感じた鬼族と互いを守りあう誓約を取り交わし、現在でも鬼族の庇護下にあり、他国からの侵略を受けずに国を保ち、国内では鬼族は人族と同等の扱いを受けている。
王竜王国
中央大陸南部の南半分を支配する大国。多数の属国を従え国力は世界3位。かつては中央大陸南部に多数存在する国の一つだったが、約300年ほど前に北西にある王竜山を支配した王竜王カジャクトを二代目北神アレックスが倒したことで、その縄張りにある膨大な鉱物資源を手に入れ、一気に強国へとのし上がった。その他にも数々の逸話が存在する歴史ある国だが、実力主義で伝統や格式をあまり重要視しない。町中は整理されておらず、貴族の邸宅のすぐ近くに冒険者向けの宿があるなど、雑多で統一感がないが活気にあふれている。
シーローン王国
中央大陸南部にある小国。すぐ北に紛争地帯が広がっているが、王竜王国と同盟を結ぶことで200年も国を保っていられた。しかし、国力の差は歴然なため属国のような扱いを受けている。
王子には産まれた時から直属の親衛隊が与えられて、人を動かすことを学ばせる。良いことをすれば親衛隊の数が増えて、悪いことをすれば数が減らされて、王が崩御した時に最も親衛隊の数が多い王子を次代の王にする習わしがある。

紛争地帯
中央大陸南部の北側に位置する区域。ラプラス戦役以降、無数の小国が一帯の覇権を求めて争いを続け建国と滅亡を繰り返している。中央大陸の中央部で欲しがる国は多いが「アスラ王国」「ミリス神聖国」「王竜王国」の3国で紛争地帯には手を出さない協定を結んでいる。そのため紛争地帯の覇者を裏から操るため各国のスパイが暗躍し、どこかが統一の動きに入ると互いに足を引っ張り内乱を起こし国を瓦解させる。
マルキエン傭兵国
紛争地帯にある小国の一つ。甲龍歴415年に傭兵王マルキエンが建国した傭兵派遣を生業にする戦闘国家。
建国から2年たった甲龍歴417年に隣接する2国に攻められて滅亡の危機にあったところをフィットア領転移事件で転移してきたギレーヌが偶然2国を仲間割れさせる作戦行動中だったマルキエン傭兵国第三部隊隊長ビゴを助け、さらにフィットア領に帰る方角に2国の本陣があったためマルキエン傭兵国に協力する形になり結果マルキエン傭兵国は勝利する。その後、大将軍になったビゴの話からギレーヌが訛った森の女神レーヌを信奉するようになる。
ハンマーポルカ
マルキエン傭兵国の北端に位置する町。遠目にも見える巨大な岩石の下から良質な鉄鉱石が採れて、その鉄鉱石を加工し他国に輸出することで生計を立てている鍛冶の町だが、武具の生産が盛んで装備が整えやすく、外国の傭兵の巣窟となっていることから人々からは傭兵の町と呼ばれている。
赤竜山脈
中央大陸を北部・西部・南部の3つに分断している巨大な山脈。ラプラス戦役で魔神ラプラスが放った赤竜が山全土に住み着いたとこからこの名前がついた。
赤竜の縄張りに入ってしまえば数百匹の単位で群れをつくる赤竜に群がられ、骨も残さずに食いつくされてしまうため、大陸端にある北部・西部をつなぐ渓谷「赤竜の上顎」と西部・南部をつなぐ渓谷「赤竜の下顎」以外の場所は通行できない。ただし、七大列強上位なら赤竜に対処して通行することも可能で、実際に列強二位の龍神オルステッドが赤竜をなぎ倒して通行している。

魔大陸
北東に位置する大陸。植物がほとんど育たないひび割れた赤茶色の大地は、辺り一面岩だらけで高低差が激しく背丈よりも高い岩が天然の迷路になり行く手を阻み、さらにCランク以上の強力な魔物が多数存在し、魔物の出ない道も無い人の世界で最も過酷な土地。食料が希少で特に野菜類が育たないため魔物の肉が主食で、建物もほとんどが土と石できている。寝ている間も魔物の襲撃を警戒しないといけないので熟練冒険者でも一人旅は避けているが、修行するにはうってつけの場所で魔大陸を旅する武者修行者は多い。約1000年前に魔神ラプラスが魔大陸を統一したが、現在は魔大陸全土を治める者は存在せず、各地で魔王達が君臨し本人あるいはその部下が治めている。元々は中央大陸とは地続きで巨大陸と呼ばれていたが第二次人魔大戦で別れた。公用語は魔神語。貨幣は緑鉱銭（1000円相当）・鉄銭（100円相当）・屑鉄銭（10円相当）・石銭（1円相当）がある。
ビエゴヤ地方
不死身の魔王バーディガーディが君臨する地域。しかし、バーディーガーディは放浪の旅に出ていて何年も留守にしている。
リカリス
人魔大戦の頃に魔界大帝キシリカが本拠地にしていた巨大なクレーターの中にできた町。中心にはラプラス戦役で半壊したキシリス城がある。
クレーターは戦時中に幾度となく敵軍の侵入を防ぎ、今でも魔物の侵入を防ぐのに役立つ自然の結界となるほか、内壁には魔照石が埋め込まれていて、日が落ちるにつれて町中を照らし出す。
ミグルド族の里
ミグルド族が住む集落。世帯数は十数で大王陸亀の甲羅で作られた家を粗末な柵が囲み、畑には害獣除けの木の魔物・トゥウレントが飼育されている。ミグルド族は念話で意思疎通するため不気味なほどに静かなのが特徴。
ガスロー地方
不死魔王アトーフェラトーフェが君臨する地域。魔大陸の中でも凶悪な魔物が多く生息し、毒ガスの発生地帯や深い谷が存在する魔境で、魔大陸においてもっとも過酷な土地の一つ。町や集落の数も極端に少なく、どれもが堅固な要塞と化している。
ネクロス要塞
不死魔王アトーフェラトーフェの居城。五大魔王の1人である不死のネクロスラクロスが建造した魔大陸最大の要塞。
城壁によって階段状に5つのブロックに別れ、下の3つは普通の城下町で上から2つ目は軍事施設、最も高い位置が城のような黒い建物になっている。アトーフェラトーフェに謁見し、力を渇望すれば類を見ぬ圧倒的な力を手に入るという伝承があるため、武者修行で魔大陸を旅をしている者は最終的にここを目指すが、力を与えるというのはアトーフェラトーフェの手下として鍛えられるという意味である。
ハイレース地方
粘族の魔王ベトーベ・トベーターが君臨する地域。
図書迷宮
魔王ベトーベ・トベーターの居城。迷宮と呼ばれているが魔物ではなく、ベトーベの使い魔の魔物たちが作った本棚で、罠は存在せず迷宮内の本を汚さない限りは、魔物たちも襲い掛かってこない。
ベトーベが魔眼「万里眼」の力で写本した世界中のありとあらゆる書物が存在するが、写本した順番に並べているだけで整理などは一切されていないため必要な情報を見つけるのは難しい。ただしベトーベはどの本がどこにあるか把握していて、褒美として本を見つけて貰えることもある。

ミリス大陸
南東に位置する大陸。南西にはミリス神聖国、青竜山脈を挟んで北東に大森林があり青竜山脈と大森林を魔物が一切でない聖剣街道が突き抜けている。貨幣は王札（5万円相当）・将札（1万円相当）・ミリス金貨（5000円相当）・ミリス銀貨（1000円相当）・ミリス大銅貨（100円相当）・ミリス銅貨（10円相当）がある。
大森林
ミリス大陸北東部の大陸の半分を占める巨大な森林。大森林北部に獣族、南西部に小人族、南東部に長耳族、さらに南の青竜山脈の麓に炭鉱族の縄張りがある。3か月ほど豪雨がやむことのなく降り続ける時期があり、その間は地面が水没して通行ができない。公用語は獣神語。
ミリス神聖国
ミリス大陸南西を支配する大国。アスラ王国に次ぐ歴史を誇り国力も世界2位。世界最大の宗教組織ミリス教団の本拠地で宗教色が強く、清廉さをイメージした銀と白の建物が規則正しく並ぶ美しくも堅苦しい国と評される。ミリス教団の御膝下のため他種族への風当たりが強く、特に魔族に対する差別意識が強いが、大森林との条約で獣族の奴隷化は禁止されている。自国防衛を司る聖堂騎士団。ミリスの威光と教えを世界各国へ広める教導騎士団。異端審問官を抱え異教徒を断罪する神殿騎士団の3つの騎士団が存在する。公用語は人間語。
ミリシオン
ミリス神聖国の首都。青竜山脈から流れるニコラウス川が街の中心にあるグラン湖へと流れこみ、さらにグラン湖の中央には純白のホワイトパレスが浮び、川沿いには金色の大聖堂や、銀色の冒険者ギルドが存在し、その周囲に広がる碁盤上に並んだ規則正しい街並みに、街を囲むように配置された勇ましき7つの塔と、外に大きく広がる草原地帯による美しい光景は「尊厳と調和。二つを併せ持つ、この世界で最も美しい都市」と評される。大森林に近いが街を囲む7つの魔術塔による結界に守られているため雨季の影響を受けず災害や疫病も発生しない。北側は貴族の住む地区と一般市民の住む地区に分かれている居住区。東側は大手の商会が幅を利かせあらゆる業種が集まる商業区。南側は冒険者ギルド本部があり冒険者向けの店や宿に賭場やスラム街がある冒険者区。西側はミリス教団本部の大聖堂がありミリス教団の関係者が多く住む神聖区に分かれている。
青竜山脈
大森林とミリス神聖国の間にある山脈。10年に一度、青竜が巣を作り産卵と子育を行う。
聖剣街道
青竜山脈・大森林を一直線に縦断する街道。ミリス教団開祖の聖ミリスが、ミリス神聖国から魔大陸の魔王を両断した際にできた道で、今でも聖ミリスの魔力が残っているため魔物が一切出ない。

ベガリット大陸
南西に位置する大陸。大部分が砂で覆われた砂漠だが唐突に森や山が存在し、中央に進むと砂が消えて雪が降り積もる過酷な環境で国は存在しない。魔物の強さは魔大陸より弱く数も少なめだが、平均で見ればほぼ同等の強さで、魔大陸の次に危険な土地とされている。地下には大量の迷宮が存在し魔力付与品が多く産出されるほか、ガラスの特産地で加工技術は中央大陸より優れている。公用語は闘神語。通貨単位は「シンサ」。
ラパン
ベガリット大陸の東側の内陸に存在する迷宮都市。町を囲む大ベヒーモスの肋骨を中心に、土と魔物から取れる素材でできた建物による土色の町並みが広がっている。元々は小さなオアシスだったが、砂漠で暴れまわる大ベヒーモスを2代目北神アレックスが退治し、その死骸を食べたアント系の魔物が掘った大量の巣穴が全て迷宮と化し、次々と産出される魔力付加品が数多くの冒険者を魅了し、武具や魔道具が飛ぶように売れる商人には夢の土地となり、一攫千金を求める世界中の冒険者と商人が集まるベガリット大陸でも指折りの大都市になった。
天大陸
北に位置する小さな大陸。中央大陸とは地続きで魔大陸からも引き潮の時なら歩いて渡れるが、標高3000ｍの道も足場も無い断崖絶壁の上に存在し、通常の方法では到達することはできないため別個の大陸として扱われている。中央大陸で指名手配された犯罪者が天大陸の断崖絶壁を伝わって魔大陸に渡ろうとすることもあるがまず生き残れないという。公用語は天神語。
アルーチェ
天大陸西端にある町。骨や藁に土と石でできた家々を小さな柵が囲む素朴な町。魔物が空を飛ぶため城壁は存在せず結界を張っている。
近くにあるアルーチェの丘に存在する龍族の遺跡で甲龍王ペルギウスは産まれた。
リングス海
5つの大陸に囲まれた円形の海。第二次人魔大戦で巨大陸が中央大陸と魔大陸に別れた際にできた。公用語は海神語。

### 組織
ミリス教団
聖ミリスを神とあがめる世界最大の宗教団体。本拠地のミリス神聖国やアスラ王国に教徒が多く、ミリス神聖国では国民のほとんどが教徒で国内の治安や政治に大きくかかわっており権力は王族より高い。
秩序と平和と安寧を願う宗教で、教徒は真面目で義理堅い者が多い。また、「男女は互いに1人を愛せ」という教えがあるため、重婚する者のことを良く思わない。元々は経典にある「魔族は全て滅ぶべし」という文言に従い、魔族を排斥していたが、約300年前に「いかなる種族もミリスの下に平等である」という文言を見た神父が「魔族も平等なのでは?」と言い出して以来、魔族排斥派と魔族迎合派に分裂して争いを続けている。神撃魔術と結界魔術の権利を有し教団の許可なしに教えるのは違法となる。
聖ミリスはお告げをしないとされているため、敬虔なミリス教徒はお告げを下すものを神を語る悪魔としている。
神殿騎士団
ミリス三騎士団の一つ。蒼色の鎧を身につける。狂信者としても名高いミリス教団の私兵たちで、異教徒を断罪する恐怖の代名詞として知られている。
聖墳墓の守り人（アナスタシア・キープ）
記憶の神子の護衛部隊。狂おしいまでにミリス教の教えを信じ、神子を人生をかけて守ると誓う狂信者の集まりにして、全員が上級以上の剣術と四種攻撃魔術と結界魔術上級の腕を持つ一流の神官戦士で神殿騎士団で最も対人戦に優れた集団。情報の漏洩を防ぐために管理職を除いて素性を隠すことを義務づけられていてコードネームを名乗っている。
聖堂騎士団
ミリス三騎士団の一つ。白色の鎧を身につける。自国の防衛を司るエリート集団でミリス神聖国の正騎士的な立ち位置にある。
教導騎士団
ミリス三騎士団の一つ。銀色の鎧を身につける。紛争地帯に若い騎士を送り込んで戦場を経験させると同時に、各地にミリス教団の教えを広めるという役割を持った傭兵部隊で、ミリス神聖国の騎士は教導騎士団の遠征に参加することで騎士として一人前になる。
ラノア魔法大学
ラノア王国魔法都市シャリーアに存在する魔術学校。魔法三大国と魔術ギルドがスポンサーに付き世界最大級の規模を持つ。
種族、身分、年齢を問わず入学することができ、生徒数は1万を超えるが、卒業するのは難しく卒業生の数は毎年約500名程度。入学金と卒業までの学費一括でアスラ金貨3枚相当で、試験を受けなくても入学はできるが、試験を受けて優秀な成績を取れば入学金や学費がある程度免除され、卒業時の支払いも許可されるなど優秀な人材を確保するため融通を利かしている。雑多な種族の集まった野卑な学校というイメージを払拭するため、甲龍暦422年からナナホシが提案した制服が導入されている。
魔術を教える以外にも通常の学校としての授業や、商人向けの算術課や軍人向けの軍学課など、さまざまな立場や目的に合わせた授業を行っている。在籍期間は7年から9年で、卒業すれば魔術ギルドのD級ギルド員の資格が与えられ、卒業後も魔術ギルドの会員として在籍し続けることもできる。
入学してから2年から3年までに火・水・風・土・治癒・解毒の6種を初級まで学び、残りの数年で専攻するものを決め上級まで学習する。
授業以外にも安価で魔術教本を販売したり、高名な人物や将来的に大成しそうな人物を特別生として在籍させるなど学園の宣伝や魔術師の地位向上のための活動を行っている。
冒険者ギルド
登録した冒険者に様々なサービスを提供する組織。本拠地はミリス神聖国首都ミリシオン。
仕事の仲介、報酬の受け渡し、素材の買い取り、貨幣の両替などを行っている。魔龍王ラプラスから技術提供を受けており、冒険者カードなど龍族の魔道具を扱っている。
フィットア領捜索団
フィットア領転移事件の被災者の救出を目的に立ち上げられた捜索団。ボレアス・グレイラット家の執事だったアルフォンスが各所に手を回して人材を集め、難民キャンプを起ち上げると同時にパウロが集まってきた若者と共に冒険者ギルドの本部があるミリス神聖国で捜索活動を行う。アスラ王国上級大臣ダリウスやミリス神聖国貴族のラトレイア家から資金援助を受けている。
パウロの目的はあくまで自分の家族を助けることだったので、家族がどんな状況でも助ける大義名分を保つため被災者を助けないという前例は作らないようにしており、奴隷にされた被災者はラトレイア家の金と権力で開放、それでも奴隷を手放さない貴族に対しては奴隷を誘拐して身柄を隠した。その結果、数千人単位の難民を救うことに成功するが、奴隷の解放はミリス神聖国では違法で、ミリス貴族を敵に回し団員が貴族の私兵に襲われる事態が発生し死傷者も出ている。
事件から数年後、ダリウスが資金援助を打ち切り事実上解散。団員の一部は個人で捜索活動を続け、難民キャンプはその活動を捜索から開拓へと移行した。
アトーフェ親衛隊
不死魔王アトーフェラトーフェによって集められた武闘集団。魔術を軽減する魔大陸最高の黒鎧に身を包む魔大陸最強と名高い軍隊で、戦闘種族の鬼族の戦士団を難なく倒すなど戦闘能力は極めて高い。
アトーフェラトーフェに挑戦して敗北すると気絶している間に死ぬまで服従する契約を結ばされて親衛隊に加えられ、それ以外にも褒美と称して親衛隊に加えられることがある。普段はアトーフェラトーフェから北神流を教わり毎日血反吐を吐くような修行をしているが10年に一度2年の休暇を貰える。
アトーフェ親衛隊四天王
親衛隊の中でも特に目立つ4人の馬鹿。アトーフェラトーフェを倒しにきた者を迎え撃つ役割を持ち、四天王を1人ずつ倒していき全員を倒すとアトーフェラトーフェに挑戦する権利を得ることができる。逆に挑戦者を倒した四天王はアトーフェラトーフェに挑戦することができる。それぞれが風・水・土・火の二つ名を持つがそれぞれの能力とは特に関係はない。

### 種族
人間の定義は滅びる前の世界で人間扱いされていたかで、〜族とついている種族は人型でなくても人間として扱われる。
人族
もとから人の世界に住んでいた種族。15歳で成人とされる。種族固有の特殊能力を持たず、種族的には魔族や獣族などより弱いが、魔族との戦争ではどれだけ追いつめられても敗北宣言をせずに最終的には勝利し、その他の種族にも戦争を仕掛け人族同士でも争うので闘争好きな種族とされている。家名を持つのは基本的に人族のみで他の種族は種族ごとに決まった苗字を名乗る。なお、前述のように人間とされるのは人族だけではなくあらゆる種族を含む。
魔族
人族と魔族の戦争で魔族側についた種族たちの総称。分類上は魔族にあたる種族でも戦争で魔族側ではなかったのなら魔族とは呼ばれない。元は他種族や人型ではない種族に混血など雑多な種族が混在している。
平原をめぐって人族とは何度も戦争をおこなっている。人魔大戦での敗北によって人族の奴隷として扱われていたが、ラプラス戦役で条約が結ばれて魔族への差別が禁止された。しかし、現在でも貴族やミリス教徒などを中心に魔族への差別意識が根強く残っている。
魔神ラプラスとスペルド族が緑色の髪だったことから、魔族は緑に近い髪ほど凶暴だという迷信が広まっていて、緑色の髪は人を恐怖させる忌むべき色とされている。
ミグルド族
青色の髪に小柄な体格が特徴の魔族。10歳ほどで成人（15歳）と同じぐらいまで成長し、150歳ほどまで容姿が変わらない。同族同士なら念話で声を出さずに会話できる。そのためか閉鎖的で里の外にはほとんど出ないが、排他的ではなく念話が使えないロキシーも特に差別などは受けずに育った。魔神語もミグルド族にとっては外国語で話せない者が多い。また、本当に大事な言葉は決して口には出さない。魔物の狩猟と香草の栽培で生活し番草として木の魔物・トゥレントを育てている。
念話
ミグルド族の特殊能力。ミグルド族同士なら離れた場所にいても声を出さずに会話できる。言語が異なり言葉が通じない相手でも念話なら意思疎通が可能。
スペルド族
緑色の髪に額の赤い宝石が特徴の魔族。生まれつき三叉の尻尾が生えていて、成長すると硬質化し抜け落ち、抜け落ちた尻尾を槍として使う。額の宝石によって周囲の魔力をレーダーのように見ることが可能で、その凶悪な索敵能力と高い敏捷性による奇襲を得意とし、かつては魔族の精鋭として知られていた。しかし、ラプラス戦役での呪いの槍による暴走によって、敵味方問わず同族さえも皆殺しにした悪魔の種族として世界中から恐怖と嫌悪を抱かれるようになり、現在では子どもの躾に「悪い子はスペルド族がやってきて食べてしまうぞ」と教えるのが定番化するほど悪名が轟いている。このため槍は悪魔の武器として嫌厭されていて剣が武器の主流の一因となっている。
ルゴニア族
蜥蜴のような姿をした魔族。古来より調教術が伝統として受け継がれていて獣を調教するのが得意な種族である。
スメバ族
蜂のような複眼の魔族。唾液には毒性と虫を引き寄せる誘引力があり、唾液を摂取した虫は死亡あるいは麻痺で動けなくなってスメバ族の餌になる。
ホウガ族
先が二つに割れた舌と蜥蜴のような尻尾が特徴の魔族。
不死魔族
不死身の肉体を持つ魔族。太古の時代から魔族の筆頭的な位置にいる。寿命がないことに加えて、粉々にされても肉片同士が集合し、肉体が消滅しても難なく復活する再生能力によって、並大抵のことでは死なない強靭な種族だが、同時に単純な生命体でもあり、力任せで頭の悪い大雑把な者が多い。また、不死身の肉体に絶対の自信を持つため、敵の攻撃をワザと受けるなど油断しがちで痛い目を見ることも多々ある。再生以外にも身体の一部を切り離して分体として活動させることや、身体を変形させて形を変えることができ、そのためか個体によって姿が大きく異なり、種族共通の外見特徴がない。
粘族
粘液で核を覆うスライム状の魔族。粘液は水分から作り出すことができる。果物や動物の死骸に入り込みそれを食べた生物に寄生し、宿主の怪我や病気を治すことで共生する寄生生物で、大抵の個体は宿主と生死を共にするが、寄生せずとも生きていける強力な個体も存在する。宿主と意思疎通し助言を与えることはできるが、身体を乗っ取ることは相手が無抵抗な状態で何年もの時間をかける必要があるので基本的にはできない。元々は知能の低い魔獣の一種だったが、ある人物の実験によって知性を持った個体が群れの仲間に知性を分け与えて粘族となった。
ヌカ族
猿のような魔族。ヒトガミに滅ぼされたため、ギースが最後の生き残り。
獣族
哺乳動物の特徴を持つ種族たちの総称。各種族がそれぞれ特殊な五感を備えている。排他的な種族で上下関係に拘り、格上からの誘いは絶対に断らない。頭は悪いが掟やルールなど決まりを守ることには忠実。魔大陸に渡った種族も多く、半分近くは魔族と認定されている。
ドルディア族
獣族の王族にあたる種族。人族の侵略から大森林を守った獣神ギーガーの直系の一族で、現在でも獣族のみならず、長耳族・炭鉱族・小人族など大森林に住む全ての種族に強い発言力を持つ大森林の長とされる。特殊な声帯で声に魔力を乗せる固有魔術「声の魔術」が使用できる。「檻に入れられる」「鎖につながれる」「全裸にされる」「冷水をかけられる」ことを、この上ない屈辱としやられたら死ぬまで忘れない。猫系のデドルディア族と犬系のアドルディア族の二つの部族が存在し、世界の危機を救うために出現する聖獣を神と崇め守護している。ドルディア族の奴隷化・売買は条約で禁止されている。
デドルディア族
灰色の髪に猫の耳と尻尾を持つ獣族。デドルディアという苗字を名乗る。
アドルディア族
灰色の髪に犬の耳と尻尾を持つ獣族。アドルディアという苗字を名乗る。
ミルデッド族
兎の耳を持つ獣族。
ロッカ族
猿のような獣族。ヌカ族とはゴリラとチンパンジーくらいに外見が似ている。
長耳族（エルフ）
尖った長い耳と脂肪の少ない体つきが特徴の種族。太陽の見えない密林や何もない砂漠でも迷わない優れた方向感覚を持つ。分類としては魔族にあたる。
炭鉱族（ドワーフ）
橙色の髪に低い身長と筋肉質な体が特徴の種族。手先が器用で幼いころから鍛冶、建築、手芸、工芸などを学び優れた職人が多い。7歳になるまで名前を与えられず7歳になったとき好きな物や得意な物から名前を貰う。分類としては魔族にあたる。
小人族（ホビット）
背の低い小柄な体格の種族。成人しても10歳の子どもくらいの体格にしかならない。分類としては魔族にあたる。
鬼族
額の角に赤黒い髪が特徴の巨体な種族。鬼神を首領とする排他的な戦闘集団。数十年前に海魚族の侵略を受け困窮していたところをビヘイリル王国の王子をリーダーとした冒険者パーティに救われた。それ以来ビヘイリル王国と互いに守りあう誓約を取り交わしている。分類としては魔族にあたる。
龍族
銀髪に金色の三白眼が特徴の種族。極めて優れた戦闘能力と魔術知識を併せ持つ種族で、七大列強の中でも別格の強さとされる上位陣は全員龍族に関係があるほか、闘神鎧や自動人形など現代の技術を遥かに超える魔道具を生みだしている。また、知識の探求を宿命とし未知の技術に対して強い興味を示す。魔術を交えた接近戦など一般には知られていない種族独自の戦闘術を持つ。人族と魔族の戦争では人族側に協力しており、全ての戦争で龍神かその関係者が魔族のトップを倒すことで戦争を終結させている。ただし、ラプラス戦役の龍神ウルペンと甲龍王ペルギウスの活躍以外に龍族が関与したことは歴史上では知られていない。初代龍神を殺害したヒトガミ打倒を悲願とし太古の昔からヒトガミと戦ってきた。
なお、二代目以降の龍神は魔龍王ラプラスがヒトガミ打倒のために作った流派の長という扱いで人族など龍族ではなくても名乗れる。
天族
背中に翼を持つ種族。空を飛び天候を操ることができる。通常の方法では到達できない天大陸に住むため、他の大陸では見かけることはほぼない。
天大陸の立地からラプラス戦役に巻き込まれなかったのでスペルド族への恐怖と嫌悪がなく槍を武器に使う。
海族
魚の特徴を持つ種族たちの総称。上半身が魚の海魚族と下半身が魚の海人族が存在する。海を支配していて地上に住む種族は決められた航路以外では海を渡れない。
異世界人
六面世界とは違う世界から召喚された人間。人族に転生したルーデウスを除くと現代で該当するのはナナホシのみ。六面世界では召喚されたときの姿のまま変化せず、成長・老化はおろか髪や爪が伸びることもない。また、魔力を一切持たないため魔術や闘気が使えないばかりか魔力に対する抵抗力がなく魔力を原因とした病気に弱いなど非常に無力な存在。なお、転生者のルーデウスはこれらの特徴には当てはまらない。転生者を含めて龍神オルステッドの嫌悪の呪いやヒトガミの信頼される呪いが効かない。

### 魔物
動植物や建物が魔力異常によって変異した存在。基本的に人を見ると襲い掛かってくる。体内に魔力袋が存在し魔力の濃い場所ならある程度食べなくてもしぶとく生きるため魔大陸やベガリット大陸のような食料が少ない場所でも大量に存在する。
魔物の強さは魔大陸=ベガリット大陸＞中央大陸北部=大森林＞中央大陸南部＞ミリス大陸（ミリス神聖国）＞中央大陸西部（アスラ王国）の順に強い。
トゥレント
世界中に生息する木の魔物。普通の木に擬態して近づいてきた相手を襲う。どこにでもいる魔物の代表格としてあらゆる場所にさまざまな種類が存在する。きちんと育てれば人に懐くため、畑の害鳥除けに飼育している種族もいる。
レッサートゥレント
若木のトゥレント。力が弱く動きも遅いため、一般的な成人男性なら訓練を積んでいなくても、斧で叩き切ることができる。魔術師の杖の材料にすると魔力の通りがしっかりわかり、安価で手に入る下級木材の中では一番良品だが、割れやすく素人には加工できない。
エルダートゥレント
レッサートゥレントが大森林にある妖精の泉の養分で変異する上位トゥレント。極めて濃い魔力濃度を持つ妖精の泉の力により水魔術を操れるようになる。
ヴァンパイアトゥレント
他のトゥレントの樹液と魔力を吸い上げる蔓のトゥレント。魔術師の杖の材料にするとレッサートゥレントの若木よりも若干魔力の通りが悪いが、軽く硬いので素人でも加工できる。
ストーントゥレント
魔大陸に生息する巨大な種のトゥレント。その外見で岩に擬態し、人が近づくと一瞬で木になって襲ってくる。死亡すると乾くため木材の希少な魔大陸では薪として狩られる。
カクタストゥレント
ベガリット大陸に生息するサボテンのトゥレント。針を飛ばし、土魔術で攻撃してくる。水分が豊富なので薪には使えない。
スノーフォールトゥレント
中央大陸北部に生息するトゥレント。夏場は普通のトゥレントだが、冬になると枝葉に雪を溜めて近くのいる相手に落として動きを封じる。
アイスフォールトゥレント
スノーフォールトゥレントの中に時折混じっている上位トゥレント。水魔術が使え、幹を凍らせ氷の鎧をまとい、氷の塊を落としてくる。
迷宮
洞窟や建物が魔力によって変異した魔物。最深部には力の源とも言える魔力結晶と、それを守るための守護者が存在する。魔力結晶は魔物を呼び寄せ、迷宮内で死んだ魔物や人間の魔力を吸収することで迷宮は深く広くなる。また、死亡した冒険者の持ち物に何年も魔力を注ぎ込み魔力付加品に変えるため、迷宮には一獲千金を夢見た冒険者が訪れる。人間を捕らえて心臓として機能させることがあり、そうして心臓となった者は魔力によって変容し呪いを身につける。
赤竜（レッドドラゴン）
赤竜山脈に生息する赤い竜の魔物。非常に獰猛な性格で、強靭な四肢によって巨体からは考えられないほど軽快に動き、口から吐く炎をまともに食らえばあらゆる生物が焼失する。また、知能も高く強力な敵は先に倒しておく目ざとさや、龍神オルステッドのような勝てない相手には手を出さない賢さがある。常に数百匹の群れで行動し縄張りに入ってきた獲物は犬程度の大きさでも強力な察知能力で捉え、どんな強力な魔物であっても逃さず群がり骨も残さず食い尽くす中央大陸最強の魔物で絶対強者とも称される。弱点は飛行能力が低く平地から飛び立つことができない。そのため通常は山岳地帯や森林地帯に出没するが、乱気流などに巻き込まれ平地に落ちるはぐれ竜も存在する。
ベヒーモス
ベガリット大陸に生息するシロナガスクジラに象の足を何本もつけたような魔物。体長100ｍから1000ｍの巨体だが性格は穏やかで、攻撃を仕掛けない限りはおとなしく、危険を感じると地中深くもぐって逃げる。
腹の中には大量の魔石を抱え込んでいるので、倒して一攫千金をもくろむ者もいるが、その巨体に硬い外皮は極めて頑丈で並の攻撃では通用せず仕留めた者はほとんどいないとされている。
大王陸亀（グレートトータス）
魔大陸に生息する亀の魔物。大きさは平均8ｍで最大20ｍ以上。
肉は硬く生臭いが魔大陸の食べ物の中では美味しい部類。甲羅は家の材料、筋は弓の弦になる。

### 剣術
スペルド族の影響で槍は悪魔の武器と言われて長柄の武器は好まれず、闘気の存在から攻撃力に頭打ちがある弓は強者には通用しないので、剣術が重要視されて発展している。
三大流派
人の世界で主流となる3つの剣術流派。剣士と呼ばれるのは三大流派のいずれかを学んだものだけで、それ以外の流派では剣を使っても剣士ではなく戦士と呼ばれる。三流派とも初級・中級・上級・聖級・王級・帝級・神級の7つの階位がある。中級で一般的な騎士と渡り合える力を持ち、聖級で天才と呼ばれるようになり、王級以上は世界でも有数の実力者とされる。
剣神流
三大流派の一つ。相手に先に剣を当てることを主眼に置いた速度と攻撃力重視の剣術流派。先手必勝一撃必殺と踏み込み一つで全てを判断して決着をつける性質から、即決即断を信条とし短気で好戦的な者が多い。一撃で敵を倒すという理念から回避や防御が苦手でカウンター技もない。湾曲した太刀を使用し速く動けるように鎧など重いものは身に着けずに軽装でいる。歴代剣神の研究で奥義「光の太刀」が簡単に修得できるようになったので、現在三大流派最強といわれているが、王級以上の剣士は物語開始時点で4人と最も少ない。
剣神流の剣士が剣神を倒せば剣神を襲名でき、それ以外の理由で剣神が死ぬと剣神流の中で最も強いものが剣神を襲名する。そのため剣神の世代交代は剣神流の内乱を意味する。
- 技

光の太刀
剣神流奥義。両手で剣先をぶれないようにしてすべての闘気を一振りにつぎ込み真っ直ぐ放つ斬撃。利き腕に力が入れば、剣先が横にぶれるため、本来は利き腕と逆の手だけで剣を扱えるようになるまで鍛えて両手を使わないと使えないが、龍神オルステッドは片手もしくは手刀で放つことができる。単純だが完全に極めれば剣先は光の速さにまで達するという剣速と、防御した剣や鎧ごと敵を真っ二つにする威力によって回避や防御が非常に困難で、この技の存在が剣神流が三大流派最強と呼ばれる理由になっている。巨大な相手だと剣が届かず一撃では倒せないこともある。剣聖の認可を貰うためには習得が条件とされている
光返し
光の太刀への対処法。敵の光の太刀が自分に当たる前に最高速度に達していない手首を光の太刀で斬り落とす。
無音の太刀
剣神流上級技。風切り音を一切残さずに斬る。
水神流
三大流派の一つ。受け流しやカウンターを主体とした防御特化の剣術流派。達人になると魔力の流れを感覚で読み対処し、魔術を含めたあらゆる攻撃を受け流しカウンターを放つ。自分から攻撃する手段は少ないので、挑発して相手に先手を取らせる話術も存在する。自分から動く必要がないので全身鎧など重装備を身に着けることが多い。宮廷騎士や貴族など、守ることが中心となる職業が習う。剣神流に対して相性が良く、ある程度の力量差がないと水神流が勝つ。
水神を襲名するためには開祖の初代水神レイダルが残した5つの奥義の内の3つを習得することが条件で、それ以外にも水神となった者はレイダルにあやかって男性ならレイダル、女性ならレイダ・リィアを名乗る掟がある。
- 技

流
水神流の全ての技に通じる基本のカウンター技。敵の攻撃に剣を当てて受け流しカウンターを放つ。極めればどんな攻撃でも返すことが出来ると言われている。基礎的な技で5つの奥義ではないが、水神流は最も重要な技とし奥義と名づけている。
剥奪剣界
作中の水神レイダ・リィアが5つの奥義のうちの二つを組み合わせ編み出した奥義。構えた体勢から技の範囲内の前後左右上下四方八方どこにいる相手でも動きに反応して斬撃を放つ。
北神流
三大流派の一つ。技よりも生き方や戦い方を流派の主体とし自分に合った戦い方を模索していく剣術流派。様々な派閥が存在し同じ北神流剣士でも、派閥が違えば戦い方は異なる。怪我の応急処置や追跡術など剣術以外の技術や、身体欠損した状態でも戦う技術が存在する実用的な剣術で、傭兵や冒険者に好まれるが「剣を使っているだけで剣術ではない」「姑息」など嫌う者もいる。
他の流派と違って神級の称号を複数人襲名することができ、現在は北神カールマン二世と北神カールマン三世の2人の長が存在する。
- 技

朧十文字
北神流奇抜派奥義。両手の剣を振り下ろし防がれた瞬間に剣を投げ捨て残る剣を抜刀し敵の防御の隙間から止めを刺す。
落涙弾
北神流奇抜派妙技。香辛料を混ぜた粉を詰めた袋を敵に投げつける。
四足の型
獣族の北神流剣士が開発した技。四つん這いから身体をひねりながら跳躍し、腰の剣を抜刀し斬りつけると同時に口に咥えた剣を左手に持ち逆手で斬りつける。

### 魔術
魔力を操って超常現象を起こす技術。魔術師を名乗るのに明確な基準はないが、魔術師は初級魔術を覚えた弟子に杖を渡す風習があり、冒険者の中では杖を持っていれば魔術師という認識がある。向かい合って1対1の戦いなら剣士が圧倒的に有利なので剣士には見下されているが、戦闘以外にも使える利便性の高さのほかに、大群に対しての範囲魔術は非常に有効で多対多の戦いなど一人ひとりの重要度が低くなればなるほど魔術師が重要となり、過去の戦争で聖級魔術師が1000人の兵士を押しとどめたという記録があるなど聖級魔術師1人で1000人の兵に匹敵するとされている。
詠唱
現在の主流な魔術の発動方法。詠唱をすると自動的に使いたい魔術の形が作り出されて、その後一定時間以内に魔力を追加してサイズを調整。さらに一定時間以内に魔力を追加することで、射出速度を調整。準備時間が終わると、術者の手を離れて自動的に発射される。規模によって初級・中級・上級・聖級・王級・帝級・神級にランク分けされているが、詠唱魔術が発達してから決められたものなので特定の種族の独自魔術や無詠唱魔術は七段階の定義から外れる。
神級魔術の威力は世界の地形を変えるほどでそうした魔術の痕跡が世界に奇妙な地形として残っている。
無詠唱魔術
詠唱で自動的に行われる術の生成→サイズ設定→射出速度設定→発動のプロセスを自分で魔力を制御して行う発動方法。サイズと射出速度の入力の待ち時間を短縮できるため、詠唱するよりも数段早く発射することが可能で、生成の部分もいじることができるため魔力の籠め方次第で威力や効果をアレンジでき、初級・中級の魔術でも聖級 - 帝級並みの威力や似た効果で放つことが可能。神級魔術の発動は長い詠唱と制御用の魔法陣が必要なので無詠唱魔術では使えない。
高等技術にあたるが10歳以前に訓練すれば簡単に覚えられる。

魔法陣
図形に魔力を流して力を増幅させる発動方法。詠唱よりも遥かに複雑で細かいことができ、即効性を求められず術式が複雑な召喚魔術や結界魔術で主に使われる。図形は粉状にした魔力結晶といくつかの決まった材料を混ぜあわせて作った塗料や岩に刻むなどさまざまな描き方が存在する。基板のようなものでいくつものパターン回路を組み合わせて一つの機能を作り出す。魔法陣の形に見合った効力を発揮し、複数の魔法陣を重ね合わせる多重構造にすることでより複雑な制御が可能になる。特殊な発動形式を持つ固有魔術以外は魔法陣で再現ができる。
攻撃魔術
火・水・土・風の4系統。雷は天候操作で水系統に分類される。ラノア魔法大学では攻撃魔術4種類に治癒と解毒を加えた最も使用頻度の高い6種類を「基礎六種」と呼んでいる。
火系統
獄炎火弾（エグゾダスフレイム）
上級火魔術。魔物の群れを焼き尽くすほどの巨大な豪炎を放つ。
溶岩（マグマガッシュ）
上級火魔術。溶岩を発生させる。
閃光炎（フラッシュオーバー）
火聖級魔術。極めて広範囲に一瞬で炎を行渡らせる。
水系統
豪雷積層雲（キュムロニンパス）
水聖級魔術。広範囲に雷を伴う豪雨を降らせる。街一つを水没させることもできる。
雷光（ライトニング）
水王級魔術。豪雷積層雲を収束した光の柱のような雷を落とす。
電撃（エレクトリック）
雷光の縮小版。威力は大幅に下がり雷光よりも消費魔力は多くなっているが雷は闘気を貫通するので敵の無力化に適している。
土系統
岩砲弾（ストーンキャノン）
中級土魔術。魔力で拳大の岩を作り出し放つ。威力の調節や連射がしやすいのでルーデウスが最も多用する魔術で本気で放てば帝級並みの威力がだせる。
土針鼠 （アースヘッジホグ）
上級土魔術。地面から腕ほどの大きさの針を大量に突き上げる。
砂嵐（サンドストーム）
土聖級魔術。広範囲に視界が塞がれ息をするのも困難なほどの凄まじい量の強風と砂が辺り一帯を覆う。
風系統
風裂（ウインドスライス）
中級風魔術。対象をバラバラに切り裂く。
風槍竜巻（トルネイドインパクト）
上級風魔術。ドリルのように回転する風の塊を叩きつける。
颶風（バイオレントストーム）
風聖級魔術。広範囲に強い風を発生させる。同じくらいの魔力量で「属性+風」を発生させる他の聖級魔術と違って純粋に風だけを発生させるため威力は強力で豪雷積層雲や砂嵐を消し飛ばすことができる。
治癒魔術
治癒・解毒・神撃・結界の4系統。
治癒魔術
怪我を治す魔術。聖級なら千切れた四肢がくっつき、王級で失った四肢を再生することができ、神級なら死亡してすぐなら蘇生することもできるが、首を切り落とされたり頭を潰されれば神級治癒魔術でも治せない。
ヒーリング
初級治癒魔術。傷を塞ぐことができる。折れた木の枝などもくっつけることが可能。
エクスヒーリング
中級治癒魔術。全身火傷や骨折なども治せるが重要な臓器の破損は治しきれない。
シャインヒーリング
上級治癒魔術。致死レベルの重症でも一瞬で治療できるが欠損は元に戻らない。
解毒魔術
毒や病気を治す魔術。毒を作り出す魔術も存在する。初級でほとんどの症状を治療でき、中級以上は特定の毒や病気に対応しているため非常に種類が多いうえに、詠唱の短縮がされていないため習得していくにはとてつもない暗記力が必要とされる。解毒魔術では治せない病気や毒は多い。
神撃魔術
幽霊系の魔物に効果を発揮する魔術。ミリス教団が権利を持つため無断で教えるのは違法となる。
エクソシストレート
初級神撃魔術。幽霊系の魔物を消滅させる光を放つ。
結界魔術
結界を作る魔術。基本的に魔法陣を利用して使うが初級なら詠唱で使用できる。ミリス教団が権利を持つため無断で教えるのは違法となる。
魔力障壁（マジックシールド）
初級結界魔術。目の前に魔力的な攻撃を防ぐ半透明な壁を張る。詠唱で使用できる。
召喚魔術
魔獣召喚と精霊召喚の2種類が存在する。基本的に魔法陣を利用して使用する。召喚魔術師は絶対数が少なく、ラノア魔法大学でも教えられる人間は存在せず、魔術ギルドでも初級か中級を使える人間しかいない。
魔獣召喚
人間以外の存在を呼び出し使役する魔術。呼び出せる存在は多岐にわたり物品の召喚などもできるが、現在使われている召喚魔術の術式には、開発者の初代甲龍王ドーラによって、人とされる種族を召喚できないように、いくつのも制約が取り付けられている。より大きく複雑なものを召喚しようとすれば、より多くの魔力を必要とする。召喚者以上の魔力を持つものは召喚できず、できたとしても制御できない可能性がある。
龍門召喚
魔道具「前龍門」「後龍門」を召喚する魔獣召喚魔術。甲龍王ペルギウスが編み出した。詠唱で使用できる。
精霊召喚
魔力で精霊と呼ばれる疑似生命体を作り出す魔術。精霊は知能を持ち、魔力を使い切るまで、召喚者の命令に従う。プログラミングに近く複雑なプログラムを組めば、まるで人間のように動く精霊を作ることも可能。一般的には、精霊は無の世界にいて、そこから呼び出していると間違った認識をされている。
灯の精霊召喚
魔法陣から灯の精霊を作り出す精霊召喚魔術。明るい光を発しながら術者の後ろを付いていき、指定した場所を照らすなど簡単な命令に従う。魔力が枯渇すると消滅し、込める魔力が大きければ大きいほど長持ちする。甲龍王ペルギウスが作った魔術で一般には知られていない。実験に協力してもらったお礼としてナナホシからルーデウスに渡された。
転移魔術
無の世界を経由して別の場所に移動する魔術。転移魔術を使うための詠唱は存在せず魔法陣か魔力付加品を使わないと使用できない。第二次人魔大戦で戦争に利用されてから禁術に指定されている。
混合魔術
複数の魔術を順番に使うことで現象を発生させる技術。例）水滝→地熱→氷結領域=濃霧。
ルーデウスは2つの魔術を同時に使って発生させることができる。
泥沼
水系統と土系統の混合魔術。相手の足元に皿くらいの泥沼を発生させる。ルーデウスが多用する魔術で魔物の群れも捕らえられる大きさで発生させることができ異名の由来にもなっている。
固有魔術
特殊な発動方式を持つ種族秘伝の魔術。
声の魔術/吠魔術
ドルディア族の固有魔術。魔力を声に乗せることで、敵の位置を探ったり、相手の平衡感覚を失わせることができる。ドルディア族の特殊な声帯がないと使えないが、原理を理解していれば他の種族でも使用可能。
乱魔（ディスタブ・マジック）
龍神ウルペンが編み出した固有魔術。発動前の魔術に対応した魔力をぶつけて魔術を散らす。少ない魔力で魔術を無力化できるが、魔力を送り込めない距離で発動する魔術は無効化できない。
転生法
初代龍神が編み出した固有魔術。本来、魂と肉体は唯一無二のもので、別の肉体に宿ろうとしても拒否反応が起こるが、何人かに因子を打ち込み、その人物が子どもを作るとほんのわずかに肉体を変化させて、何千と世代を重ねて未来に送った魂と完全に一致する器を作り出した時に、その生命体を乗っ取って復活する。龍神オルステッドや甲龍王ペルギウスは転生法によって太古の時代から現代に転生し、ラプラス戦役で肉体を滅ぼされた魔神ラプラスも使用し復活する予定。魔龍王ラプラスも転生法を用意していたが、闘神鎧に魂を割られて失敗し技神ラプラスと魔神ラプラスの2人に転生した。

### その他
闘気
身体を作る肉片の一つ一つを魔力で覆い身体能力を爆発的に上昇させる技術。人間だけでなく魔物や動物も纏うことができる。
習得に特別な訓練は必要なく、身体を鍛えていれば自然と纏えるようになるが、才能がなくてどれだけ鍛えても纏えない者もいる。
龍聖闘気
龍神ウルペンが独自に編み出した龍神流の最大奥義。剣神ガル・ファリオンをして「反則みてえな防御力」と言わしめ、帝級威力の岩砲弾を連射するガトリング砲でもかすり傷程度のダメージしか与えられず、水神レイダ・リィアの斬撃も簡単に弾き、闘気を無効化する鳳雅龍剣でも剣王の光の太刀クラスの技でないと傷つけられない圧倒的な防御力を誇る。

呪い
魔力異常による特殊能力。有益な能力を持つ者を「神子」不利益な能力を持つ者を「呪子」と呼ぶが、人間が勝手に分けて考えているだけで本質的な違いはないため、神子でも能力が不利益になっている者もいる。生まれつき呪いを持つものと迷宮に捕らわれて後天的に呪いを身につけるものがいる。
魔眼
特殊な能力をもつ眼。魔力を制御できないと常に発動状態になるため制御できない者は視界を塞ぐ眼帯をつけている。
魔力眼
魔力を直接見ることができる魔眼。最もありふれた魔眼で1万人に1人は持っている。
識別眼
見たものの詳細がわかる魔眼。表示される詳細は魔界大帝キシリカの知識に基づいている。そのためキシリカが間違えて覚えていれば、間違った詳細が表示され、知らないものは表示されない。
透視眼
無生物を透視できる魔眼。魔力が濃い部分は透視できない。
千里眼
望遠鏡のように遠くが見える魔眼。
予見眼
数瞬先の未来が見える魔眼。
吸魔眼
魔力を吸い取る魔眼。
万里眼
世界のあらゆる場所が見える魔眼。上位魔眼で幼女のキシリカでは使うことはできるが、完全体にならないと他人に与えることはできない。

魔道具
魔法陣が刻まれた道具。使用者が魔法陣を励起するための詠唱をすることで魔力が流れ発動する。
自動人形
動く人形の魔道具。内部に重ねて書かれた魔法陣によって緻密な動きを可能とする。
狂龍王カオスが研究していた未完成品と研究資料をルーデウスたちが見つけて自分で思考し行動する人形の開発を始める。
ザリフの義手
自動人形を解析して作られた手の魔道具。開発者のザノバとクリフの名を取ってルーデウスが名付けた。
手袋の様な形状で、腕にはめて魔力を通すことで装着者の思い通りに動き、魔力量に比例した力を発揮。手が欠損している状態でも使用でき指先の感覚なども再現できる。
ザノバが自分の怪力を抑えて人形を作るために使っていたが、左手を失ったルーデウスに譲られる。
ザリフの篭手
ザリフの義手を篭手の形にした物。龍神オルステッドの治癒魔術でルーデウスの左手が再生したことをきっかけに開発された。
性能はザリフの義手と変わらないが、短くなったことで腕のある状態でザリフの義手を装着した際の手が伸びたような違和感がなくなっている。

魔導鎧（マジック・アーマー）
ザリフの義手の技術を使って作られた全身鎧の魔道具。ヒトガミへの復讐を決意した老ルーデウスが闘気を纏えず防御力と速度で後れを取ってしまう自分の欠点を克服するためにザノバと共に開発し、日記でそのことを知ったルーデウスも仲間たちと製作した。
一式
龍神オルステッドと戦うために製作した試作型魔導鎧。全高約3メートル。初戦が森での戦闘を想定したためカラーリングは迷彩色にしている。
全身を無骨な装甲板で覆っているため非常に重量があり、魔力を流して動かさないと立たせることもできない。機体の背後の穴からはめ込むように着こみ、背部の緊急脱出用の魔法陣が刻まれた装甲板を装着する。
七大列強下位並みの防御力と機動力を持つが魔力の消費が大きくルーデウスですら戦闘中に魔力が枯渇してしまう危険性がある。他の魔法陣を修復する魔法陣を組み込まれているため大部分が破壊されても稼働できる。
武装は右手に秒間10発の帝級岩砲弾を発射するガトリング砲、左の掌に魔術を破壊する吸魔石を搭載。近接戦用の武器として先端に硬いものほど簡単に斬れる魔力付加品の短剣を付けた盾を装備している。
二式改
消費魔力の減少と小型化を目的にデチューンした魔導鎧。カラーリングは漆黒。
胴体部分の魔法陣を撤廃し、腕パーツと脚パーツに魔法陣を集中させた「二式」を作ったが、全力で動かすと手足が根本から千切れてしまうため、補助用の魔法陣を組み込んだ胴パーツを作り完成した。
性能は聖級剣士並みと大きく下がったが、普段からローブの下に着込んでも平気なほどに、小型化と消費魔力の減少に成功した。
武装はガトリング砲を簡略化した岩砲弾をほぼ同時に10発放つショットガンと左の掌に吸魔石が付けられている。後に内部にある魔法陣が描かれたスクロールを腰のボタンを押すだけで発動させる「スクロールバーニア」をロキシーが開発し背中に追加した。
冒険者カード
冒険者の身分証明書になるカードの魔道具。龍族によって作られた。
文字は種族ごとに変わり、カードの中央を指で抑えて変えたい言語をいうと、その言語に表示が代わる。
七大列強の石碑
現在の七大列強を示す石碑の魔道具。技神ラプラスが作った。
中央に闘神語で7と書かれた数字の周りを現在の7人を示す紋章が書かれている。序列の入れ替わりが起こると紋章が書き換わるが、通信石版とまったく同じ作りなので石碑自体には書き換えの機能はない模様。
通信石版
文字による通信ができる石板の魔道具。七大列強の石碑とまったく同じ作り。
メインとなる石版に描かれたものをサブの石版が写しだす仕組みで、お互いにメインとザブの両方の石板を持っていれば文字で通信ができる。
前龍門
精緻な龍の姿が彫り込まれた装飾華美な白銀色の門の魔道具。魔獣召喚魔術で召喚することができる。
魔力を吸収し敵の魔術の無力化や闘気を拭い去ることができる。並の戦士なら五分もたたない内に体中の魔力を吸収されて気絶する。
後龍門
精緻な龍の姿が彫り込まれた装飾華美な黄金色の門の魔道具。魔獣召喚魔術で召喚することができる。
前龍門で吸収した魔力を使うことができる。ただし、門に魔力を蓄えるため戦闘中の魔力消費を抑えるだけで使用者の魔力が回復するわけではない。

魔力付加品（マジックアイテム）
魔力が注ぎ込まれて特殊能力を得た物。人工的に作ることは今のところできず迷宮内の冒険者の遺品などに魔力が込められて誕生する。どんな能力を得るかはランダムなので、大抵はロクな能力がついてないが、中には神級も真っ青な凄まじい能力を持つ物も存在する。
煩熱のマント
使用者を一定の温度に保つ魔力付加品のマント。シルフィエットとルークが使用。
圧倒の手袋
掌に受ける衝撃を半減させる魔力付加品の手袋。シルフィエットとルークが使用。
疾風の靴
通常の数倍の速度で走れるようになる魔力付加品の靴。シルフィエットとルークが使用。
魔眼殺しの霊薬
飲むと魔眼に映らなくなる魔力付加品の薬。一度飲むと死ぬまで効果がある。この効果は迷宮の魔力で変質した結果なので、元が何の薬だったかは不明。第二次人魔大戦でバーディガーディが飲んだ。
魔石
魔術の威力を増幅する石。透明度が高くて大きいものほど効果が高い。色つきの魔石は色に対応した系統が大幅に強化される。
魔力結晶
魔力を内包する魔石。人間の魔力の代わりとして魔法陣や魔道具の発動に使用される。
吸魔石
魔術を消滅させる薄緑色の魔石。表面と裏面があり裏面に魔力を送ると甲高い音とともに表面側にある魔術を破壊する。
魔照石
光を蓄える魔石。昼の間に光を蓄えて夜になると青白い光を放つ。

五龍将
龍神に次ぐ力を持つ5人の龍将。「聖龍帝シラード」「冥龍王マクスウェル」「狂龍王カオス」「甲龍王ドーラ」「魔龍王ラプラス」の5人。
もともとは龍神に仕える存在だったが、ヒトガミとの戦いで魔龍王ラプラス以外の初代五龍将と初代龍神が死亡し、五龍将の子孫たちが称号と名前を受ぐようになり、後に魔龍王ラプラスも魂が2つに割れたことで記憶を失ったため、現代では龍神とは主従関係ではなくなっている。
7人の英雄
ラプラス戦役でアスラ王に魔神ラプラス討伐を依頼された7人。
魔神ラプラスとの決戦で4人が死亡し、生き残った3人は魔神殺しの三英雄と呼ばれる。
魔神殺しの三英雄
7人の英雄の中で魔神ラプラスを倒し生き残った「龍神ウルペン」「北神カールマン・ライバック」「甲龍王ペルギウス・ドーラ」の3人。
魔神殺しと呼ばれているが、魔神ラプラスは完全には消滅せず転生法で復活するため封印されたという言い回しをしている。
ヒトガミの使徒
ヒトガミの未来視の対象になり夢で助言を受ける者。基本的にヒトガミに助言に従えば自分のためになると騙されている人間で、ヒトガミの利になることをしているという自覚はなく、ほとんどが利用された挙句に最終的にヒトガミに裏切られるためヒトガミの被害者ともいえる。ヒトガミには他者から信頼される呪いがあるため、使徒になった者は簡単にヒトガミを信じるが、自分のために利用していることを隠した曖昧な助言のため、信頼が揺らいで助言に従わない場合や、従ってもヒトガミの想定した行動をしない場合もある。
使徒は助言に従うことで得をしたように思うが、実際はヒトガミの都合で動かされているだけなので、本当は助言に従わなくても解決していたり、自分の気づかないところで損をしていたりしてる。また、ヒトガミは裏切った使徒に種明かしをしてあざ笑う癖があるので、使徒だった者の中にはヒトガミのことを強く恨んでいる者も多い。ヒトガミの未来視は3人以上を対象にできないうえに未来が変わる転換点までしか見えないので、同時に使徒として操れるのは3人までで転換点を過ぎて未来視の対象ではなくなると自動的に使徒ではなくなる。過去に使徒だった者でも現在未来視の対象となって助言を受けていないなら使徒とは呼ばれない。
ラプラス因子
魔神ラプラスが転生するために世界中にばらまいた因子。ラプラス因子を持つ人物が子どもを作ると、ほんの僅かに子どもの肉体を変化させ、何世代も経てその生物全体の体を作り替え、魔神ラプラスの魂と合致する肉体を作りだした時に魔神ラプラスは復活する。
ラプラス因子を持つ者は「高い魔力と魔術の素質」「緑色の髪」「魔眼」「闘気を纏えない」など魔神ラプラスと似た特徴がでることがある。因子で発現する特徴はランダムで、因子が濃くてもそれらしい特徴がでないことが多い。
ドライン病
体外から入ってくる魔力が病となる病気。魔力が弱い者は体外から入る魔力を中和する力が弱く、10年ほど掛けて魔力を溜め込み病と化し例外なく死亡する。
人の魔力が強くなったことで根絶したが、魔力を持たない異世界人は掛かる。
ソーカス草で一時的に体内の魔力を排泄することはできるが、免疫ができないと身体に魔力が溜まってしまうため、異世界人は完全に治すことはできない。
魔石病
身体を魔石へと変える病気。ネズミをキャリアにし、ネズミが齧ったものに病原菌は付着して経口感染する。
感染するのは妊婦の中の胎児だけで、魔石病に罹患した胎児は身体を魔石に作り変え、母体もつま先から少しずつ魔石へと変わり死亡する。
神級解毒魔術でしか治療できない。

## 制作背景
著者の理不尽な孫の手は本作の執筆の経緯を、当時は『灼眼のシャナ』のような現代異能力バトルがライトノベルの主流で、ファンタジー作品は敬遠されていたが、『Re:Monster』から小説家になろうを知って「ここだったら受け入れられるかもな」と思って投稿を始めたと語っている。
小説家になろうというプラットフォームの利点として理不尽な孫の手は、投稿してすぐに感想を貰うことができ、その反応を見ながら展開を変えることができることを挙げている。理不尽な孫の手は予め1章分書き溜めたものを分割して投稿していたため、前日に読者から届いた感想にコメントを返しつつ、その日に上げる文章の微調整を行うことが出来た。
今作の設定は、自身が昔から書きたいと考えていた物語に、すでに流行していた他のなろう系の作品の要素を加えてゆく形で制作された。当時参考にしたなろう作品として『異世界迷宮で奴隷ハーレムを』、『ヒール最高』などを挙げている。世界観に関しては本作を書く以前に考えていた作品の80年前の時代を舞台にしており、別の時代を舞台にした話が『六面世界の物語』として小説家になろうに投稿されている。
また、『無職転生 〜異世界行ったら本気だす〜 スペシャルブック』でのインタビューにて、以下のようにも語っている。
当時からいわゆる転生ものや転移ものは流行っていて「転生するんだったら幼少期はしっかり書いたほうがいいなあ」とか「転生前の設定をいかそうかな？」といった「自分だったらこうする」というアプローチで考えていきました。—理不尽な孫の手、無職転生 〜異世界行ったら本気だす〜 スペシャルブック、
連載を始めた当初はいわゆるなろう系の典型的なパターンである「転生して得たチートの能力でウハウハしていく」という話になる予定であった。しかし第6話「尊敬の理由」にて描かれた、ロキシーがルーデウスを家の外に連れ出し、ルーデウスがトラウマを克服する展開が大きく反響を呼び、また理不尽な孫の手自身が大きな手応えを感じられたことで、「前世の後悔を解消していく」という作品の方向性が定まったと語っている。また「前世の後悔を解消していく」ということを描くうえで、前世で経験していないことは高確率で失敗し、その上でいかに失敗した後のフォローをするのかという点をこだわったとも語っている。
また、本作のクライマックスである決戦編の展開は『Re:ゼロから始める異世界生活』から大きく影響を受けたと明かしている。
本作の結末については、ルーデウスが亡くなるところまで書くこと、また同時に、前世が34歳で死んだためルーデウスが34歳になるまでを書くことを考えていた。また、プロローグが家から追い出された無職の話であるため、誰かを叩きのめして終わる話にはしたくなかったとも語っている。加えて、仮に話を続けたとしてもヒトガミが次の使徒を差し向けてくるという話の繰り返しになってしまい、書き手も読み手もマンネリ化してしまうことから、続きの話を書くことは考えなかったとも語っている。
本作の特徴の一つとして、脇役を含めた様々なキャラクターの性生活を多く描いていることが挙げられる。これは理不尽な孫の手が、日本の創作物での性生活の描かれ方が「神聖」か「快楽」かの両極端であり、生き物として自然なことであるという視点が十分に表現されていないと感じ、本作で「神聖」と「快楽」の中間を描いた物語を書きたいと思ったことが本作を執筆したきっかけの一つだからである。一方で、前世において性経験のなかったルーデウスは、セックスを「快楽」として捉えていることを強調して描いている。

## 評価

### 批評
ライターの飯田一史は本作について、なろう系の代名詞作品でありながら「ずっと気持ちよさを与え続けないと読者が離れていくので、鬱展開は望まれない」といった特徴を持ち合わせておらず、「ある種自己啓発的な、それでいて世俗的な上昇志向や承認欲求とは無縁な作品である。」と評している。また、本作の根幹であるヒトガミとの戦いは、60年代から70年代の日本SFでしばしば描かれてきた「欺く神との戦い」というモチーフを復活させたものであるとし、「笑顔で助言してくる超越的な存在への反発は、何かと『生きづらさ』『生き方』にフォーカスされる時代性が反映されている。」と論じている。
ライターの草野虹は本作の特徴としてルーデウスの人生をしっかりと描き切っていることを挙げ、以下のように評している。
人生経験の多くを積むことないままで死んでしまった“男”が、ふたたび幼少から人生をやり直して多くのことを学んでいく姿は、いわゆる転生モノのストーリーとしては王道でありつつも、意外なほどのリアリティを感じさせてくれる。フィクション性が非常に高いハイファンタジー系なストーリー設定ながら、酸いも甘いも噛み分けて生きていく人間像をさまざまなキャラクターを通して描いているのだ。—草野虹、『無職転生』なぜ大ヒット？ “男”のリアルな人間像と作り込まれた美術設定、
『Re:ゼロから始める異世界生活』の著者であり、理不尽な孫の手と親交のある長月達平は、本作の魅力について「まずはルディという1人のキャラクターの人生を描き切ったところがすごいんですよ。『CLANNADは人生』って言われますけど、俺にとっては『無職転生は人生』ですよ。」と語っており、軸をずらさずルーデウスの人生を書ききることに集中した点を称賛している。

### ランキング
『このWeb小説がすごい！』全Web小説ベストランキングでは1位を獲得している。
アニメイトタイムズが読者アンケートを基に発表した「おすすめラノベランキング2021」と題した年間ランキングでは2位を獲得している。
『このライトノベルがすごい！』では2017年版で単行本・ノベルズ部門4位、2018年版で同7位、2019年版で同8位、2020年版で同4位、2023年版で同5位、2024年版で同4位に入っている。

## 既刊一覧

### 小説『無職転生 〜異世界行ったら本気だす〜』
Web版から加筆修正されたものが収録されており、特に7巻はWeb版では描かれていない全編書き下ろしの物語となっている。オーディオブックサービスのAudibleで伊藤亜祐美の朗読で2017年7月31日からシリーズが順次配信中。特装版には「アニメ化記念特別小冊子」が付属している。
| 巻数 | タイトル                                                               | 初版発行日     | 発売日         | ISBN              | 備考       |
| ---- | ---------------------------------------------------------------------- | -------------- | -------------- | ----------------- | ---------- |
| 1    | 無職転生 〜異世界行ったら本気だす〜 1                                  | 2014年1月31日  | 2014年1月14日  | 978-4-04-066220-6 | 幼年期編   |
| 1    | 無職転生 〜異世界行ったら本気だす〜 1 アニメ化記念特別小冊子付き特装版 | 2020年12月16日 | 同左           | 978-4-04-680128-9 | 幼年期編   |
| 2    | 無職転生 〜異世界行ったら本気だす〜 2                                  | 2014年3月31日  | 2014年3月25日  | 978-4-04-066393-7 | 少年期編   |
| 2    | 無職転生 〜異世界行ったら本気だす〜 2 アニメ化記念特別小冊子付き特装版 | 2020年12月16日 | 同左           | 978-4-04-680129-6 | 少年期編   |
| 3    | 無職転生 〜異世界行ったら本気だす〜 3                                  | 2014年5月31日  | 2014年5月23日  | 978-4-04-066755-3 | 少年期編   |
| 3    | 無職転生 〜異世界行ったら本気だす〜 3 アニメ化記念特別小冊子付き特装版 | 2020年12月16日 | 同左           | 978-4-04-680130-2 | 少年期編   |
| 4    | 無職転生 〜異世界行ったら本気だす〜 4                                  | 2014年8月31日  | 2014年8月25日  | 978-4-04-066961-8 | 少年期編   |
| 5    | 無職転生 〜異世界行ったら本気だす〜 5                                  | 2014年10月31日 | 2014年10月24日 | 978-4-04-066961-8 | 少年期編   |
| 6    | 無職転生 〜異世界行ったら本気だす〜 6                                  | 2015年2月28日  | 2015年2月25日  | 978-4-04-067412-4 | 少年期編   |
| 7    | 無職転生 〜異世界行ったら本気だす〜 7                                  | 2015年8月31日  | 2015年8月25日  | 978-4-04-067759-0 | 青少年期編 |
| 8    | 無職転生 〜異世界行ったら本気だす〜 8                                  | 2015年10月31日 | 2015年10月23日 | 978-4-04-067946-4 | 青少年期編 |
| 9    | 無職転生 〜異世界行ったら本気だす〜 9                                  | 2016年1月31日  | 2016年1月25日  | 978-4-04-068046-0 | 青少年期編 |
| 10   | 無職転生 〜異世界行ったら本気だす〜 10                                 | 2016年3月31日  | 2016年3月25日  | 978-4-04-068192-4 | 青少年期編 |
| 11   | 無職転生 〜異世界行ったら本気だす〜 11                                 | 2016年5月31日  | 2016年5月25日  | 978-4-04-068347-8 | 青少年期編 |
| 12   | 無職転生 〜異世界行ったら本気だす〜 12                                 | 2016年8月31日  | 2016年8月25日  | 978-4-04-068483-3 | 青少年期編 |
| 13   | 無職転生 〜異世界行ったら本気だす〜 13                                 | 2016年12月31日 | 2016年12月22日 | 978-4-04-068745-2 | 青年期編   |
| 14   | 無職転生 〜異世界行ったら本気だす〜 14                                 | 2017年4月25日  | 同左           | 978-4-04-069189-3 | 青年期編   |
| 15   | 無職転生 〜異世界行ったら本気だす〜 15                                 | 2017年7月25日  | 同左           | 978-4-04-069355-2 | 青年期編   |
| 16   | 無職転生 〜異世界行ったら本気だす〜 16                                 | 2017年10月25日 | 同左           | 978-4-04-069587-7 | 青年期編   |
| 17   | 無職転生 〜異世界行ったら本気だす〜 17                                 | 2018年1月25日  | 同左           | 978-4-04-069664-5 | 青年期編   |
| 18   | 無職転生 〜異世界行ったら本気だす〜 18                                 | 2018年5月25日  | 同左           | 978-4-04-069925-7 | 青年期編   |
| 19   | 無職転生 〜異世界行ったら本気だす〜 19                                 | 2018年8月25日  | 同左           | 978-4-04-065167-5 | 青年期編   |
| 20   | 無職転生 〜異世界行ったら本気だす〜 20                                 | 2019年1月25日  | 同左           | 978-4-04-065502-4 | 青年期編   |
| 21   | 無職転生 〜異世界行ったら本気だす〜 21                                 | 2019年3月25日  | 同左           | 978-4-04-065637-3 | 青年期編   |
| 22   | 無職転生 〜異世界行ったら本気だす〜 22                                 | 2019年7月25日  | 同左           | 978-4-04-065908-4 | 青年期編   |
| 23   | 無職転生 〜異世界行ったら本気だす〜 23                                 | 2020年6月25日  | 同左           | 978-4-04-064540-7 | 青年期編   |
| 24   | 無職転生 〜異世界行ったら本気だす〜 24                                 | 2020年12月25日 | 同左           | 978-4-04-680069-5 | 青年期編   |
| 25   | 無職転生 〜異世界行ったら本気だす〜 25                                 | 2021年9月25日  | 同左           | 978-4-04-680509-6 | 青年期編   |
| 26   | 無職転生 〜異世界行ったら本気だす〜 26                                 | 2022年11月25日 | 同左           | 978-4-04-681933-8 | 青年期編   |

| タイトル                                             | 初版発行日     | 発売日        | ISBN              | 概要 |
| ---------------------------------------------------- | -------------- | ------------- | ----------------- | --- |
| 無職転生 〜異世界行ったら本気だす〜 リコレクション   |                | 2022年3月25日 |                   | 本編小説購入時に特典として付属したショートストーリーのうち、1巻から10巻までのものを収録した電子書籍。                                                                                        |
| 無職転生 〜異世界行ったら本気だす〜 スペシャルブック | 2022年11月25日 | 同左          | 978-4-04-681934-5 | 本編完結に合わせ発売された。理不尽な孫の手、シロタカへのロングインタビューや、コミカライズを担当しているフジカワユカ、石見翔子、米田和佐、日崖タケの描き下ろし短編漫画などが収録されている。 |

### 小説『無職転生 〜蛇足編〜』
| 巻数 | タイトル                                                            | 発売日        | ISBN                   |
| ---- | ------------------------------------------------------------------- | ------------- | ---------------------- |
| 1    | 無職転生 ～蛇足編～ 1                                               | 2023年6月23日 | ISBN 978-4-04-682560-5 |
| 2    | 無職転生 〜蛇足編〜 2                                               | 2024年5月24日 | ISBN 978-4-04-683328-0 |
| 2    | 無職転生 ～蛇足編～ 2 グッズ付き特装版                              | 2024年5月24日 | ISBN 978-4-04-683329-7 |
| 3    | 無職転生 〜蛇足編〜 3 ジョブレス・レッドカーペット                  | 2025年6月25日 | ISBN 978-4-04-684717-1 |
| 3    | 無職転生 〜蛇足編〜 3 グッズ付き特装版 ジョブレス・レッドカーペット | 2025年6月25日 | ISBN 978-4-04-684718-8 |

### 漫画『無職転生 〜異世界行ったら本気だす〜』
| 巻数 | タイトル                               | 初版発行日     | 発売日         | ISBN              |
| ---- | -------------------------------------- | -------------- | -------------- | ----------------- |
| 1    | 無職転生 〜異世界行ったら本気だす〜 1  | 2014年10月31日 | 2014年10月23日 | 978-4-04-066884-0 |
| 2    | 無職転生 〜異世界行ったら本気だす〜 2  | 2015年3月31日  | 2015年3月23日  | 978-4-04-067293-9 |
| 3    | 無職転生 〜異世界行ったら本気だす〜 3  | 2015年9月30日  | 2015年9月19日  | 978-4-04-067808-5 |
| 4    | 無職転生 〜異世界行ったら本気だす〜 4  | 2016年3月31日  | 2016年3月23日  | 978-4-04-068226-6 |
| 5    | 無職転生 〜異世界行ったら本気だす〜 5  | 2016年9月23日  | 同左           | 978-4-04-068541-0 |
| 6    | 無職転生 〜異世界行ったら本気だす〜 6  | 2017年3月23日  | 同左           | 978-4-04-069109-1 |
| 7    | 無職転生 〜異世界行ったら本気だす〜 7  | 2017年9月23日  | 同左           | 978-4-04-069418-4 |
| 8    | 無職転生 〜異世界行ったら本気だす〜 8  | 2018年3月23日  | 同左           | 978-4-04-069776-5 |
| 9    | 無職転生 〜異世界行ったら本気だす〜 9  | 2018年10月23日 | 同左           | 978-4-04-065100-2 |
| 10   | 無職転生 〜異世界行ったら本気だす〜 10 | 2019年3月23日  | 同左           | 978-4-04-065576-5 |
| 11   | 無職転生 〜異世界行ったら本気だす〜 11 | 2019年10月23日 | 同左           | 978-4-04-064046-4 |
| 12   | 無職転生 〜異世界行ったら本気だす〜 12 | 2020年3月23日  | 同左           | 978-4-04-064469-1 |
| 13   | 無職転生 〜異世界行ったら本気だす〜 13 | 2020年8月21日  | 2020年8月20日  | 978-4-04-064816-3 |
| 14   | 無職転生 〜異世界行ったら本気だす〜 14 | 2021年1月22日  | 2021年1月21日  | 978-4-04-680113-5 |
| 15   | 無職転生 〜異世界行ったら本気だす〜 15 | 2021年6月23日  | 同左           | 978-4-04-680670-3 |
| 16   | 無職転生 〜異世界行ったら本気だす〜 16 | 2021年11月22日 | 同左           | 978-4-04-680885-1 |
| 17   | 無職転生 〜異世界行ったら本気だす〜 17 | 2022年6月23日  | 2022年6月22日  | 978-4-04-681385-5 |
| 18   | 無職転生 〜異世界行ったら本気だす〜 18 | 2022年12月22日 | 同左           | 978-4-04-681985-7 |
| 19   | 無職転生 〜異世界行ったら本気だす〜 19 | 2023年7月22日  | 同左           | 978-4-04-682607-7 |
| 20   | 無職転生 〜異世界行ったら本気だす〜 20 | 2024年2月22日  | 同左           | 978-4-04-683275-7 |
| 21   | 無職転生 〜異世界行ったら本気だす〜 21 | 2024年8月22日  | 同左           | 978-4-04-683847-6 |
| 22   | 無職転生 〜異世界行ったら本気だす〜 22 | 2025年3月22日  | 同左           | 978-4-04-684617-4 |

### 漫画『無職転生 〜ロキシーだって本気です〜』
| 巻数 | タイトル                               | 初版発行日     | 発売日         | ISBN              |
| ---- | -------------------------------------- | -------------- | -------------- | ----------------- |
| 1    | 無職転生 〜ロキシーだって本気です〜 1  | 2018年3月22日  | 同左           | 978-4-04-069697-3 |
| 2    | 無職転生 〜ロキシーだって本気です〜 2  | 2018年9月22日  | 2018年9月22日  | 978-4-04-069697-3 |
| 3    | 無職転生 〜ロキシーだって本気です〜 3  |                | 2019年3月22日  | 978-4-04-065604-5 |
| 4    | 無職転生 〜ロキシーだって本気です〜 4  |                | 2019年10月25日 | 978-4-04-064033-4 |
| 5    | 無職転生 〜ロキシーだって本気です〜 5  |                | 2020年3月23日  | 978-4-04-064482-0 |
| 6    | 無職転生 〜ロキシーだって本気です〜 6  |                | 2020年8月21日  | 978-4-04-064825-5 |
| 7    | 無職転生 〜ロキシーだって本気です〜 7  |                | 2021年1月22日  | 978-4-04-680096-1 |
| 8    | 無職転生 〜ロキシーだって本気です〜 8  | 2021年9月22日  | 2021年9月21日  | 978-4-04-680545-4 |
| 9    | 無職転生 〜ロキシーだって本気です〜 9  | 2021年12月23日 | 同左           | 978-4-04-680950-6 |
| 10   | 無職転生 〜ロキシーだって本気です〜 10 | 2022年7月23日  | 同左           | 978-4-04-681524-8 |
| 11   | 無職転生 〜ロキシーだって本気です〜 11 | 2023年1月23日  | 同左           | 978-4-04-681973-4 |
| 12   | 無職転生 〜ロキシーだって本気です〜 12 | 2023年8月23日  | 同左           | 978-4-04-682593-3 |

### 漫画『無職転生 〜4コマになっても本気だす〜』
- 理不尽な孫の手（原作）・シロタカ（キャラクター原案）・野際かえで（作画） 『無職転生〜4コマになっても本気だす〜』 KADOKAWA〈電撃コミックスNEXT〉、全3巻
  1. 2019年10月26日発売[332]、ISBN 978-4-04-912759-1
  2. 2020年3月27日発売[333]、ISBN 978-4-04-913115-4
  3. 2020年12月26日発売[334]、ISBN 978-4-04-913562-6

### 漫画『無職転生 〜異世界行ったら本気だす〜 失意の魔術師編』
- 理不尽な孫の手（原作）・シロタカ（キャラクター原案）・米田和佐（作画） 『無職転生 〜異世界行ったら本気だす〜 失意の魔術師編』 フロンティアワークス〈FWコミックスオルタ〉、既刊2巻（2024年3月18日現在）
  1. 2022年8月18日発売[335]、ISBN 978-4-86657-583-4
  2. 2024年3月18日発売、ISBN 978-4-86657-743-2

### 漫画『無職転生 〜エリスは本気で牙を砥ぐ〜』
- 理不尽な孫の手（原作）・シロタカ（キャラクター原案）・日崖タケ（作画）・丘野優（構成） 『無職転生 〜エリスは本気で牙を砥ぐ〜』 スクウェア・エニックス〈ガンガンコミックス〉、全1巻 ※ただし巻数はふられている。
  1. 2022年11月25日発売[336][337]、ISBN 978-4-7575-8268-2

### アンソロジー
- 理不尽な孫の手（原作）・シロタカ（キャラクター原案） 『無職転生 〜異世界行ったら本気だす〜アンソロジー』 KADOKAWA〈MFC〉、全3巻
  - 「side:ロキシー」2019年3月23日初版第一刷発行（3月22日発売[338]）、ISBN 978-4-04-065593-2
  - 「side:シルフィ」2020年12月23日初版発行（同日発売[339]）、ISBN 978-4-04-680036-7
  - 「side:エリス」2020年12月23日初版発行（同日発売[340]）、ISBN 978-4-04-680035-0

### 外国語版
2024年1月時点で以下の翻訳版が発行されている。
| 発行国                                             | 言語                                        | 書籍題名                                            | 出版社                                      | 巻数                                        | 出典                                        |
| 無職転生 〜異世界行ったら本気だす〜（小説）        | 無職転生 〜異世界行ったら本気だす〜（小説） | 無職転生 〜異世界行ったら本気だす〜（小説）         | 無職転生 〜異世界行ったら本気だす〜（小説） | 無職転生 〜異世界行ったら本気だす〜（小説） | 無職転生 〜異世界行ったら本気だす〜（小説） |
| -------------------------------------------------- | ------------------------------------------- | --------------------------------------------------- | ------------------------------------------- | ------------------------------------------- | ------------------------------------------- |
| アメリカ                                           | 英語                                        | Mushoku Tensei Jobless Reincarnation                | セブンシーズ・エンターテインメント          | 全26巻                                      | [ 341 ]                                     |
| 中国                                               | 中国語（簡体字）                            | 无职转生 〜到了异世界就拿出真本事〜                 | 台海出版社（1巻） 浙江人民美术出版社（2巻） | 既刊2巻                                     | [ 342 ]                                     |
| 台湾                                               | 中国語（繁体字）                            | 無職轉生 〜到了異世界就拿出真本事〜                 | 台湾角川                                    | 全26巻                                      | [ 343 ]                                     |
| 韓国                                               | 韓国語                                      | 무직전생 〜이세계에 갔으면 최선을 다한다〜          | 鶴山文化社                                  | 既刊25巻                                    | [ 344 ]                                     |
| タイ                                               | タイ語                                      | เกิดชาตินี้พี่ต้องเทพ                                      | Dream Express                               | 既刊18巻                                    | [ 345 ]                                     |
| 無職転生 〜異世界行ったら本気だす〜（漫画）        |                                             |                                                     |                                             |                                             |                                             |
| アメリカ                                           | 英語                                        | Mushoku Tense Jobless Reincarnation                 | セブンシーズ・エンターテインメント          | 既刊17巻                                    | [ 346 ]                                     |
| 台湾                                               | 中国語（繁体字）                            | 無職轉生 〜到了異世界就拿出真本事〜                 | 台湾角川                                    | 既刊18巻                                    | [ 347 ]                                     |
| 韓国                                               | 韓国語                                      | 무직전생 〜이세계에 갔으면 최선을 다한다〜          | 鶴山文化社                                  | 既刊11巻                                    | [ 348 ]                                     |
| タイ                                               | タイ語                                      | เกิดชาตินี้พี่ต้องเทพ                                      | Dream Express                               | 既刊18巻                                    | [ 349 ]                                     |
| フランス                                           | フランス語                                  | Mushoku Tensei                                      | Bamboo Edition                              | 既刊19巻                                    | [ 350 ]                                     |
| イタリア                                           | イタリア語                                  | Mushoku Tensei Jobless Reincarnation                | パニーニ・グループ                          | 既刊19巻                                    | [ 351 ]                                     |
| スペイン                                           | スペイン語                                  | Mushoku Tensei                                      | パニーニ・グループ                          | 既刊13巻                                    | [ 352 ]                                     |
| ドイツ                                             | ドイツ語                                    | Mushoku Tensei In dieser Welt mach ich alles anders | パニーニ・グループ                          | 既刊16巻                                    | [ 353 ]                                     |
| ブラジル                                           | ポルトガル語                                | Mushoku Tensei Uma Segunda Chance                   | パニーニ・グループ                          | 既刊18巻                                    | [ 354 ]                                     |
| 無職転生 〜ロキシーだって本気です〜                |                                             |                                                     |                                             |                                             |                                             |
| アメリカ                                           | 英語                                        | Mushoku Tensei Roxy Gets Serious                    | セブンシーズ・エンターテインメント          | 既刊10巻                                    | [ 355 ]                                     |
| 韓国                                               | 韓国語                                      | 무직전생 〜록시도 최선을 다합니다〜                 | 鶴山文化社                                  | 既刊8巻                                     | [ 356 ]                                     |
| タイ                                               | タイ語                                      | เกิดชาตินี้พี่ต้องเทพ บันทึกของร็อกซี                          | Dream Express                               | 既刊6巻                                     | [ 357 ]                                     |
| フランス                                           | フランス語                                  | Mushoku Tensei Les aventures de Roxy                | Bamboo Edition                              | 既刊10巻                                    | [ 358 ]                                     |
| 無職転生 〜異世界行ったら本気だす〜 失意の魔術師編 |                                             |                                                     |                                             |                                             |                                             |
| 台湾                                               | 中国語（繁体字）                            | 無職轉生 〜到了異世界就拿出真本事〜 失意的魔術師篇  | 青文出版社                                  | 既刊1巻                                     | [ 359 ]                                     |
| 無職転生 〜エリスは本気で牙を研ぐ〜                |                                             |                                                     |                                             |                                             |                                             |
| 台湾                                               | 中国語（繁体字）                            | 無職轉生 〜艾莉絲要認真磨礪爪牙〜                   | 台湾角川                                    | 全1巻                                       | [ 360 ]                                     |

## 漫画
無職転生 〜異世界行ったら本気だす〜
『月刊コミックフラッパー』にて2014年6月号より連載中。作画はフジカワユカ。本編準拠でコミカライズされている。漫画版9巻と10巻に『Re:ゼロから始める異世界生活』とのコラボ小説とコラボマンガが収録された。カカオジャパンの運営する電子マンガサービスピッコマの読者データから選ばれた作品への賞「ピッコマAWARD 2021」ではAURUM賞を、「ピッコマAWARD 2022」ではTERRA賞を受賞した。
無職転生 〜ロキシーだって本気です〜
『ComicWalker』および『ニコニコ静画』にて2017年12月21日から2023年7月14日にかけて連載された。作画は石見翔子。全64話。本作の登場人物であるロキシー・ミグルディアを主人公に据えたスピンオフ作品。ロキシーの少女時代に始まり、ルーデウスとの出会いまでが描かれる。
無職転生 〜4コマになっても本気だす〜
『コミック電撃だいおうじ』vol.62からvol.84まで連載された4コマ漫画。作画は野際かえで。全23話。時系列は原作準拠だがギャグタッチにアレンジされている。
無職転生 〜異世界行ったら本気だす〜 失意の魔術師編
『コミックシーモア』にて2021年12月20日より連載中。作画は米田和佐。フジカワユカによるコミカライズでは省かれた原作小説7巻をコミカライズしている。
無職転生 〜エリスは本気で牙を砥ぐ〜
『ガンガンONLINE』アプリ版にて2022年3月15日から9月27日まで連載された。作画は日崖タケ。構成は丘野優。全6話。本作の登場人物であるエリス・グレイラットを主人公に据えたスピンオフ作品。剣の聖地にて修行を積むエリスが描かれた。

## ドラマCD
2017年4月26日に『無職転生 〜異世界行ったら本気だす〜 転移迷宮編』のタイトルにて発売。迷宮編・対ヒュドラ戦が舞台となる。書き下ろし小説『遺剣の物語』が同封されている。

## アニメ
2024年7月時点で第2期まで放送されており、第3期の制作も決定している。

## ゲーム
無職転生 〜ゲームになっても本気だす〜
2021年3月27日から2022年8月31日にかけて配信されていたスマートフォンゲーム。当初の企画・配信はビーグリー、開発・運営はAiming、企画協力はグリー、ゲームシステム提供・技術協力はポケラボであったが、2021年9月末にAimingが運営受託を終了した。
テレビアニメ版のストーリーをアニメの画像で追うことができたほか、理不尽な孫の手が監修したオリジナルストーリー「パウロ外伝」が収録されていた。このストーリーは未公開部分を含め、サービス終了後に公式サイトにて公開された。バトル形式はコマンド方式のターン制リアルタイムバトルであった。
2021年9月には『この素晴らしい世界に祝福を!』とのコラボイベントが行われ、内山夕実、茅野愛衣、福島潤らが出演する特番が放送された。
無職転生 ～異世界行ったら本気だす～ Quest of Memories
2024年6月20日、ブシロードよりNintendo Switch、PlayStation 4、PlayStation 5、Steam向けソフトとして発売された。ルーデウス、エリス、ルイジェルドの3人の魔大陸での冒険が描かれるロールプレイングゲームとなっており、ロキシーを主人公に据えたオリジナルストーリーも収録される。